# Arquitectura mexicana

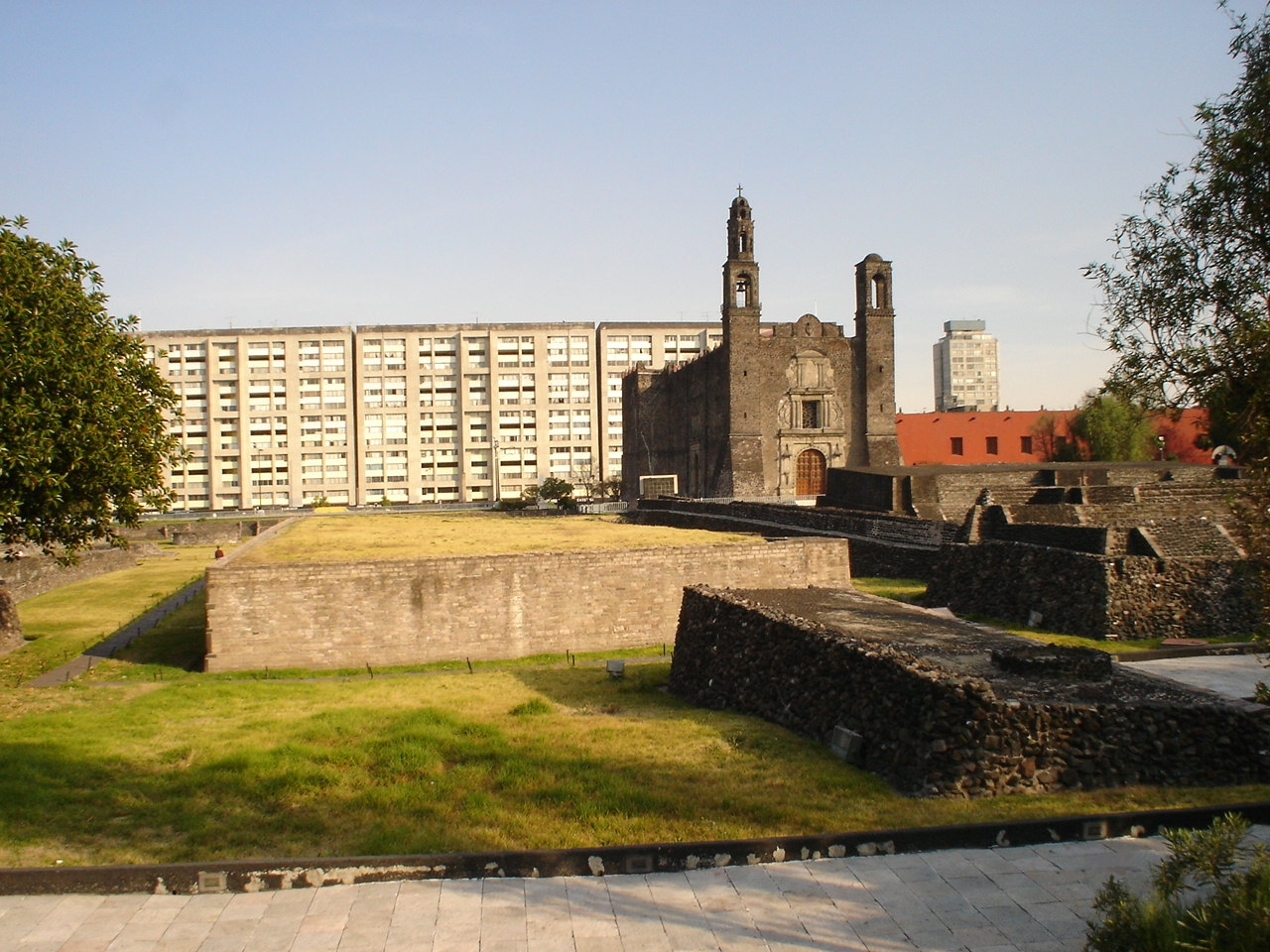
La plaza de las Tres Culturas, en Ciudad de México.

Por arquitectura mexicana (también arquitectura de México) se entiende la existente en lo que actualmente es territorio mexicano y la realizada por arquitectos mexicanos en otros países, cuya influencia es muy marcada y notoria haciendo referencia a las construcciones del México prehispánico, colonial y moderno.
Por la relevancia artística de muchas de las estructuras arquitectónicas de México, incluyendo  partes enteras de ciudades prehispánicas y virreinales, han sido designadas Patrimonio de la Humanidad. El país posee el primer lugar en número de lugares declarados Patrimonio de la Humanidad por la Unesco en el continente americano.

## Historia

### Periodo prehispánico

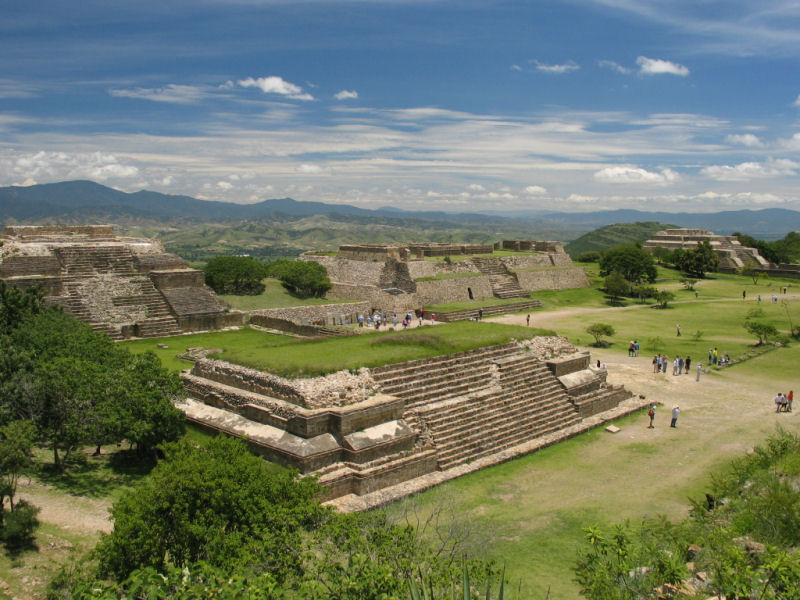
Monte Albán, acrópolis de los Valles centrales de Oaxaca.

El Palacio en Palenque.

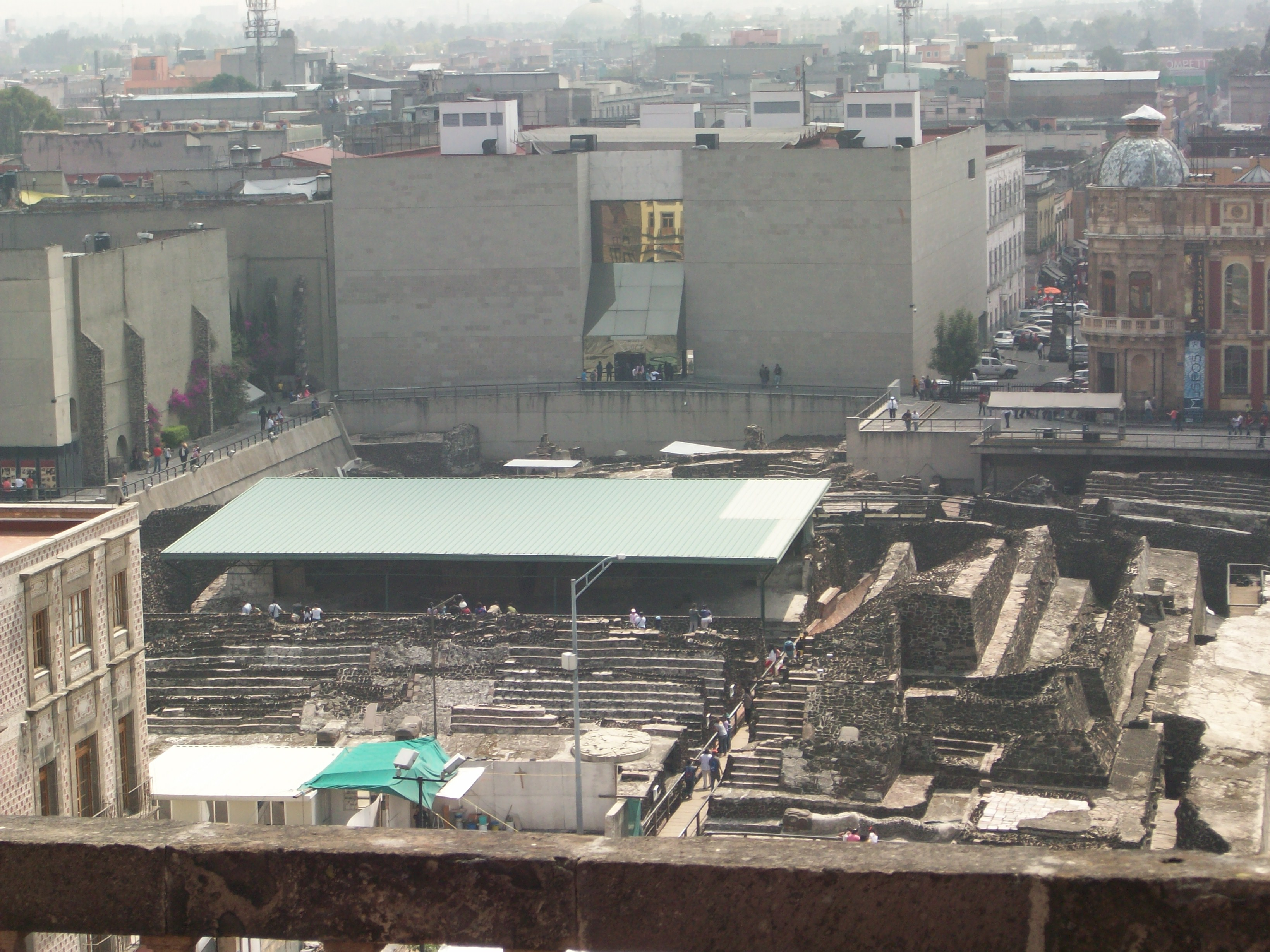
Restos del Templo Mayor.

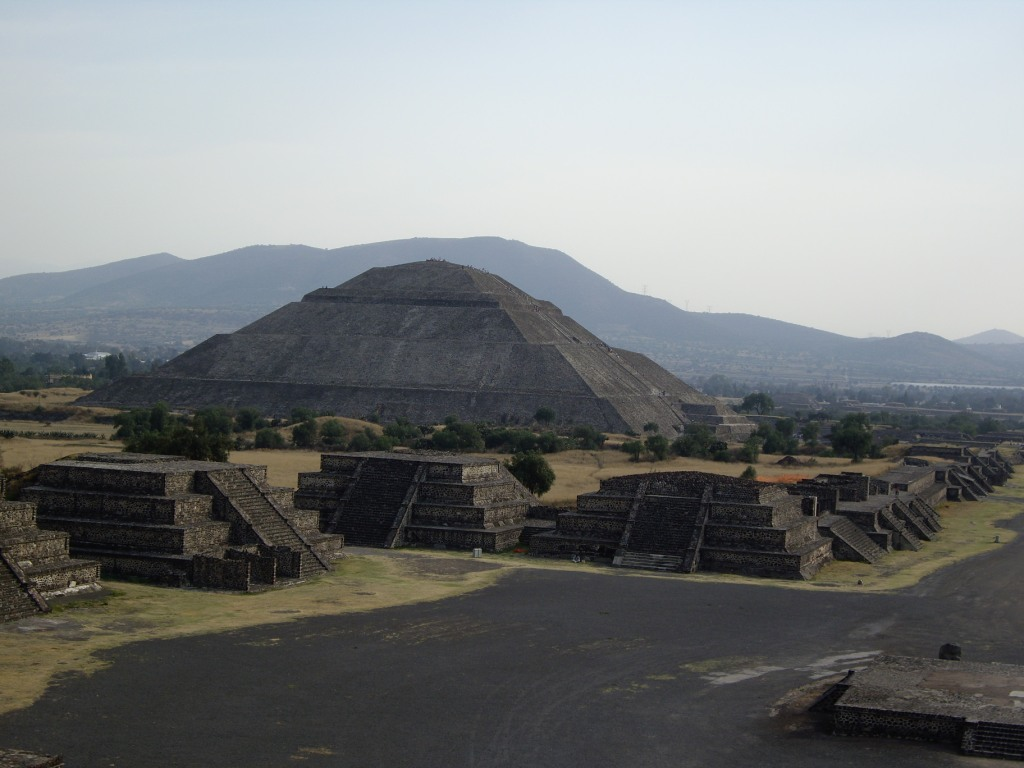
Pirámide del Sol en Teotihuacán.

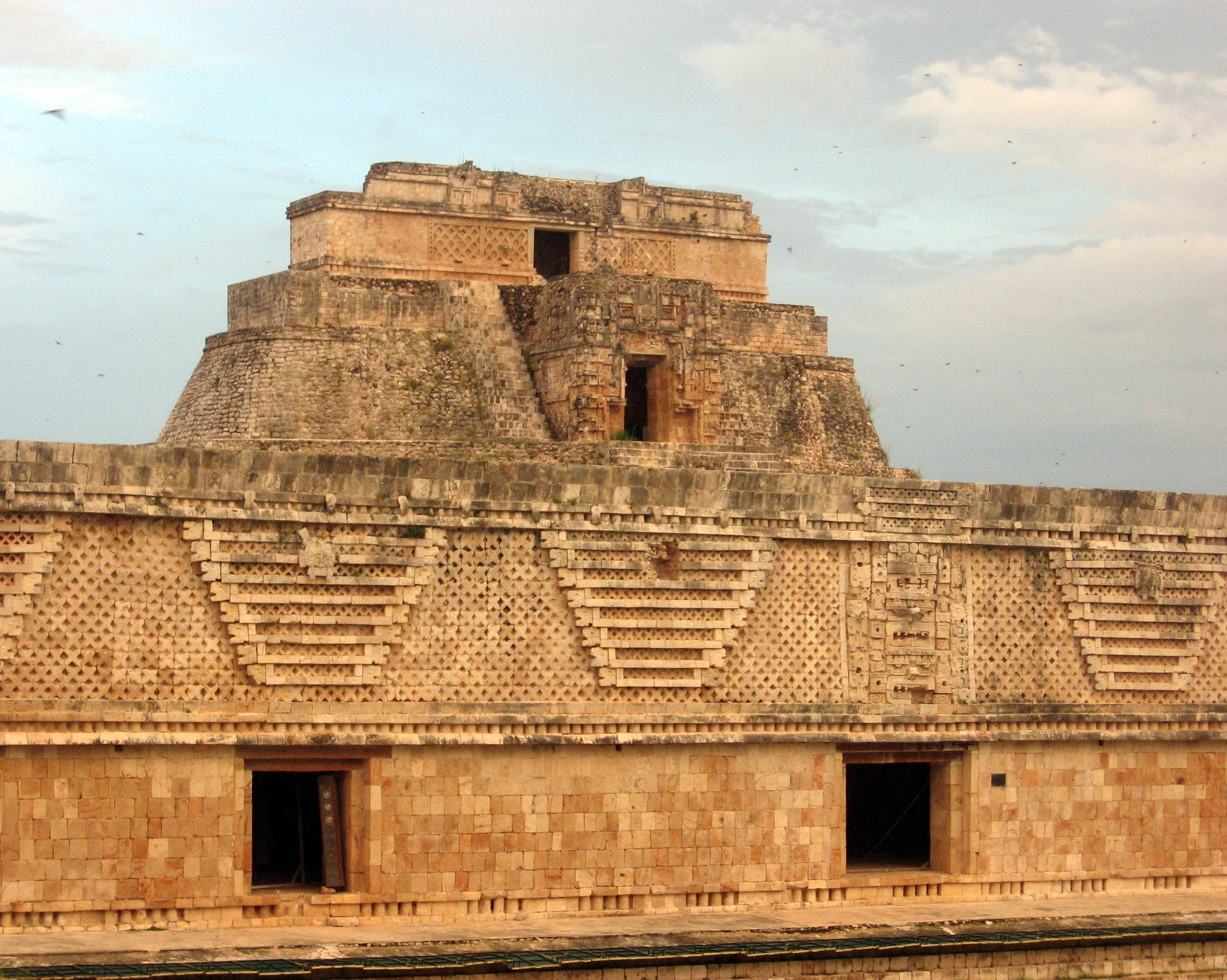
Edificio sur del Cuadrángulo de las Monjas, Uxmal, con la pirámide del Adivino en el fondo.

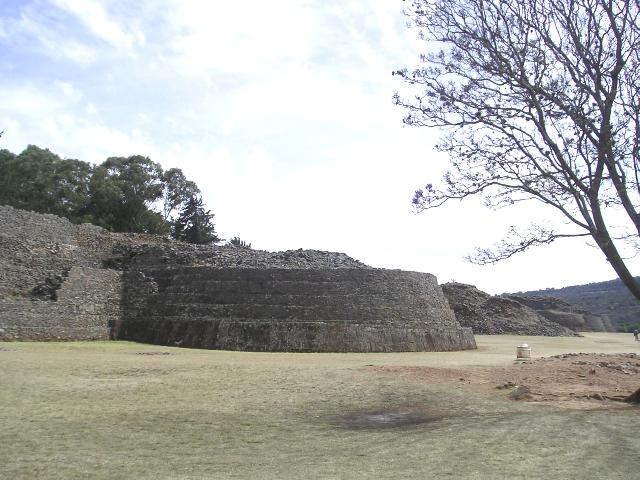
Las Yácatas de Tzintzuntzan.

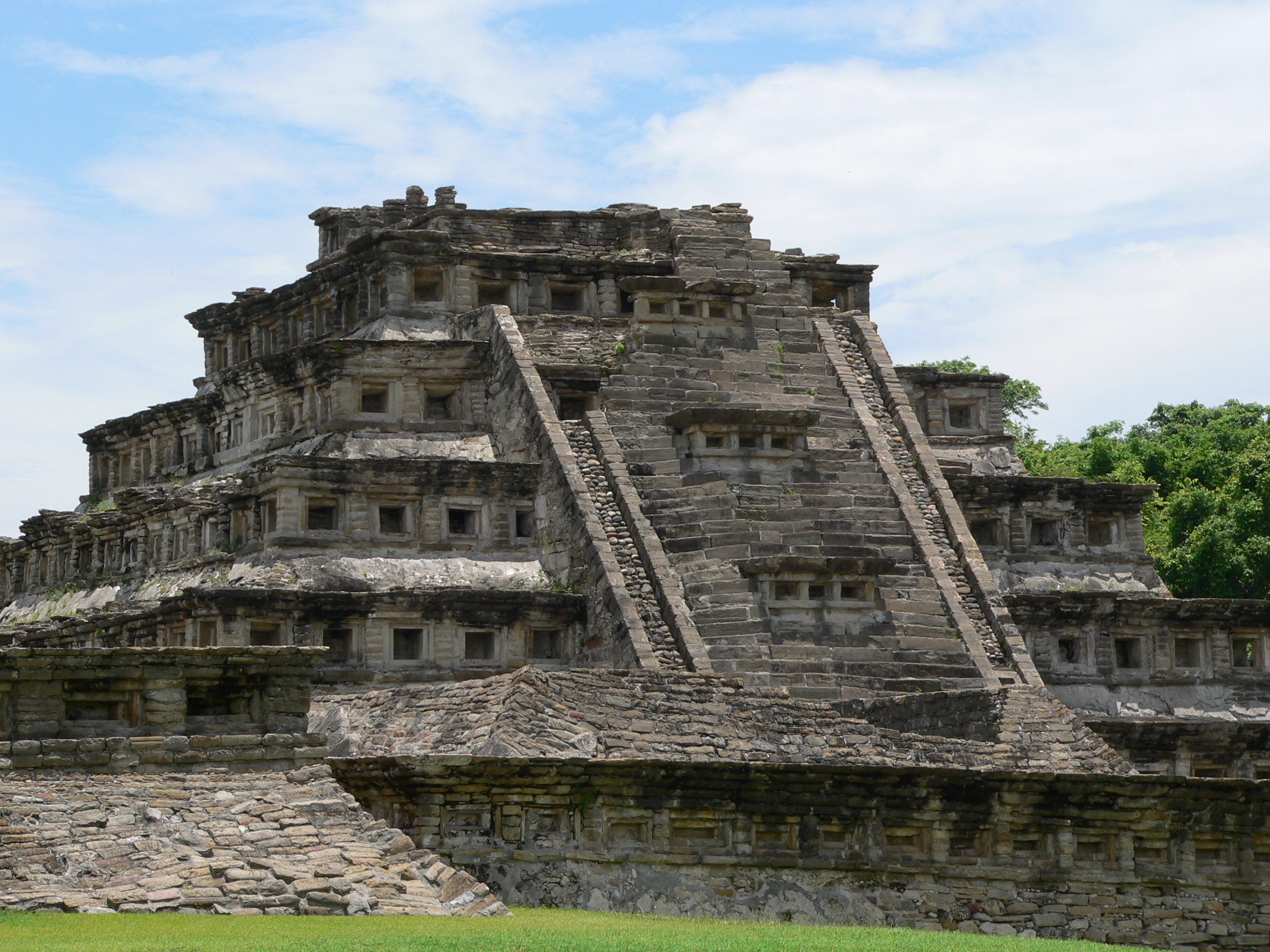
Pirámide de los Nichos en El Tajín.

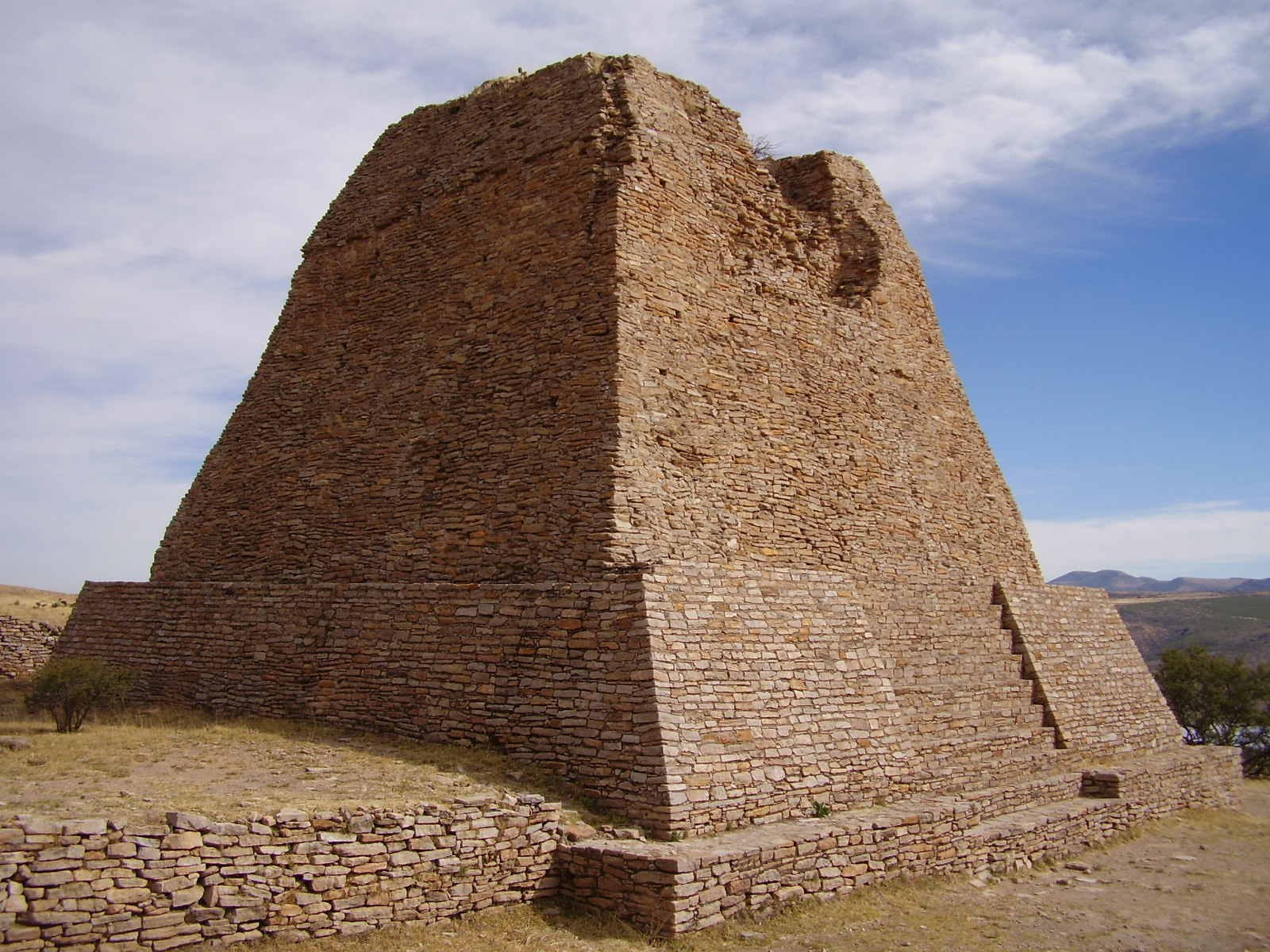
La Quemada en el centro-norte.

La presencia de la humanidad en el territorio mexicano ha dejado importantes hallazgos arqueológicos de suma importancia para la explicación del hábitat del hombre primitivo y del hombre contemporáneo. Las civilizaciones mesoamericanas lograron tener gran desarrollo estilístico y de proporción en la escala humana y urbana, la forma fue evolucionando de la simplicidad a la complejidad estética; en el norte del país se manifiesta la arquitectura de adobe y de piedra, la vivienda multifamiliar como lo podemos apreciar en Paquimé; y la vivienda troglodita en cuevas de la Sierra Madre Occidental.
Monte Albán fue por mucho tiempo la sede del poder dominante en la región de los Valles Centrales de Oaxaca, desde el declive de San José Mogote hasta el ocaso de la ciudad, ocurrido alrededor del siglo IX. El nombre antiguo de esta ciudad fundada por los zapotecas a finales del Preclásico Tardío es objeto de discusiones. De acuerdo con algunas fuentes, el nombre original fue Dani Baá. Se sabe, en cambio, que los mixtecos conocieron la ciudad como Yuku kúi (del idioma mixteco: Yúku kúi ‘Cerro Verde’). 
Como la gran mayoría de las grandes metrópolis mesoamericanas, Monte Albán fue una ciudad con una población pluriétnica. A lo largo de su historia, la ciudad mantuvo vínculos muy fuertes con otros pueblos de gran importancia en Mesoamérica, en especial con los teotihuacanos durante el Clásico Temprano. La ciudad fue abandonada por la élite y buena parte de su población al final de la Fase Xoo. Sin embargo, el recinto ceremonial que constituye el conjunto de la zona arqueológica de Monte Albán fue reutilizado por los mixtecos durante el Período Posclásico. Para esta época, el poder político del pueblo zapoteco se encontraba dividido entre varias ciudades-Estado, como Zaachila, Yagul, Lambityeco y Tehuantepec. 
Se cree que los mayas fundaron Lakam Ha durante el período Formativo (2500 a. C. - 300 d. C.), alrededor del 100 a. C., como una aldea predominantemente agricultora, y favorecida por los numerosos manantiales y corrientes de agua de la región.
La población creció durante el período Clásico Temprano (200-600), hasta ser una ciudad, llegando a ser la capital de la región de B'akaal («hueso»), comprendido en la zona de Chiapas y Tabasco, en el período Clásico Tardío (600-900). La más antigua de las estructuras que han sido descubiertas fue construida alrededor del año 600.
B'akaal fue un centro importante de la civilización maya entre los siglos V y IX, durante los cuales alternó épocas de gloria y de catástrofe, de alianzas y guerras. En más de una ocasión hizo alianzas con Tikal, la otra gran ciudad maya de la época; en especial para contener la expansión del belicoso Calakmul, también llamado «Reino de la Serpiente». Calakmul resultó victorioso en dos ocasiones, en 599 y 611.
Los gobernantes de B'akaal proclamaban que el origen de su linaje venía del pasado remoto, algunos inclusive jactándose de provenir de tiempos prehistóricos, llegando a la creación del mundo actual, que, en la mitología maya, fue en el año 3114 a. C. Las teorías arqueológicas modernas especulan que la primera dinastía de sus regidores fue probablemente olmeca.
Durante la Fase Tollan, la ciudad debió alcanzar su mayor extensión y población. Algunos autores calculan la superficie urbana de Tollan-Xicocotitlan entre 5 y 16 km² para esa época, con una población de entre 16 mil y 55 mil habitantes. Durante esta fase debió consolidarse el espacio monumental que constituye la actual zona arqueológica de Tula, consistente en dos grandes basamentos piramidales, dos canchas para el juego de pelota y varios palacios que pudieron ser ocupados por la élite tolteca. Por esta época, Tollan-Xicocotitlan se convirtió no solo en el corazón de las redes comerciales mesoamericanas. Además, fue sede de una élite militarista-teocrática que impuso su dominio en varias partes de Mesoamérica, fuera por conquista militar, por alianza política o por el establecimiento de colonias en sitios estratégicos.
Teotihuacán fue inscrita en la lista del Patrimonio de la Humanidad por la Unesco en 1987. A pesar de lo que pudiera suponerse dada la gran cantidad de monumentos restaurados del sitio, las excavaciones arqueológicas en Teotihuacán continúan hasta nuestros días, y han dado como resultado un paulatino incremento en la calidad y cantidad del conocimiento que se tiene sobre esta ciudad, de la que, por cierto, se desconocen cuestiones tan importantes como su nombre original y la filiación étnica de sus fundadores. Se sabe, en cambio, que fue un sitio cosmopolita, por la presencia documentada de grupos originarios de la costa del Golfo o de los Valles Centrales de Oaxaca.

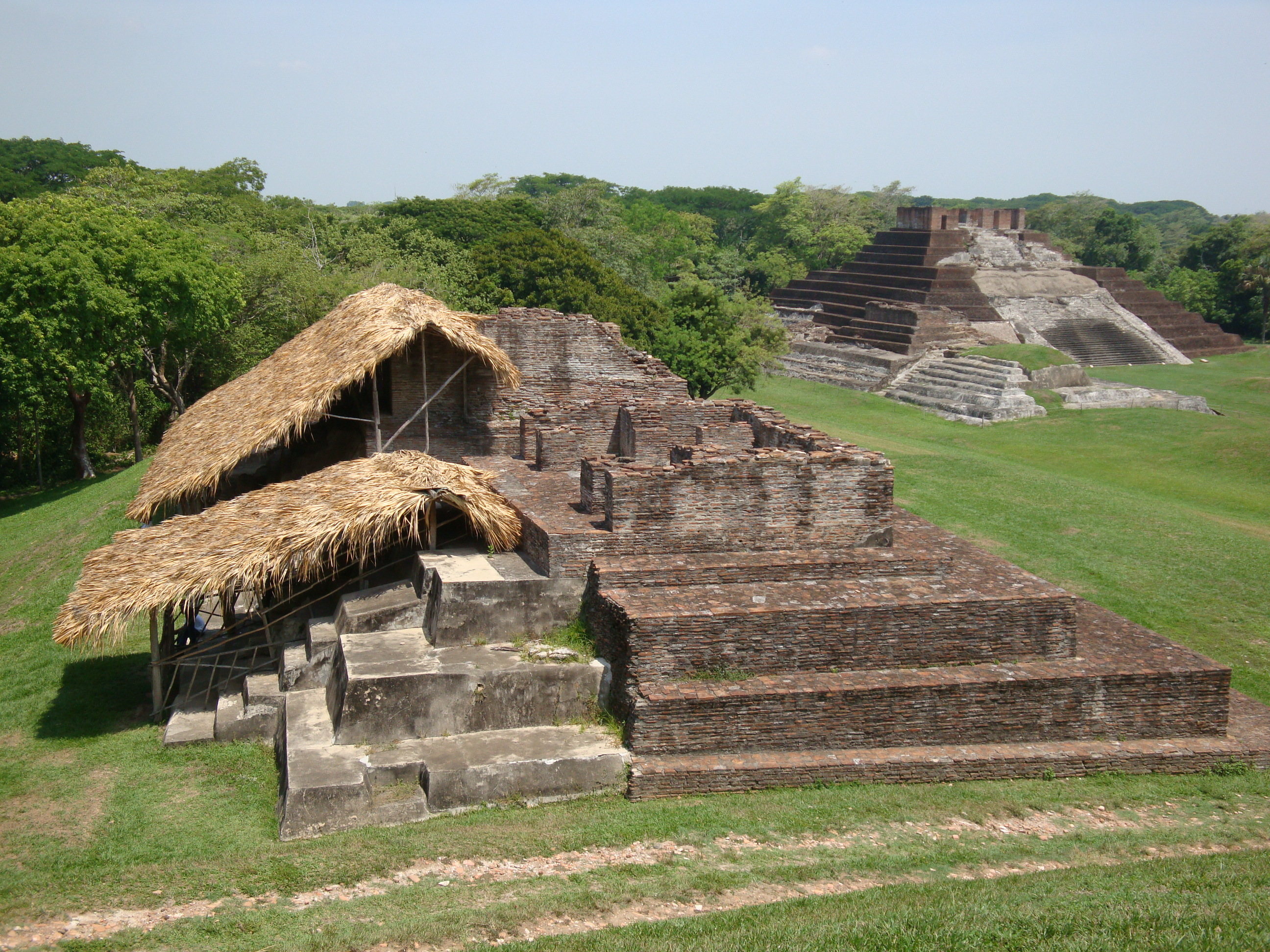
Comalcalco, única ciudad maya construida de ladrillo cocido y estuco.

Ubicada en el poblado de Tzintzuntzan en el municipio del mismo nombre. El asentamiento se ubica en la ladera del cerro Yahuarato, donde se hizo una explanada, la ubicación permitía tener dominio visual del lago de Pátzcuaro, además de brindar protección. La zona está conformada por cinco pirámides denominadas “Yácatas” que presentan forma rectangular y semicírculo desde su base escalonada, además de otros conjuntos arquitectónicos. Las yácatas fueron el principal centro ceremonial. El sitio fue la última capital del imperio purépecha. Cuenta con un pequeño museo arqueológico.

#### Estilo Puuc
Las edificaciones de Chichén Itzá muestran un gran número de elementos arquitectónicos e iconográficos que algunos historiadores han querido llamar mexicanizados. Lo cierto es que es visible la influencia de las culturas provenientes del altiplano mexicano, y la mezcla con el estilo Puuc, proveniente de la zona alta de la península, de la arquitectura clásica maya. La presencia de estos elementos procedentes de las culturas del altiplano fueron concebidas hasta hace algunos años como producto de una migración masiva o conquista de la ciudad maya por parte de grupos toltecas. Sin embargo, estudios más recientes sugieren que pudieron haber sido la expresión cultural de un sistema político muy extendido y prestigioso durante el posclásico temprano en toda Mesoamérica.

#### Estilo oasisoamericano

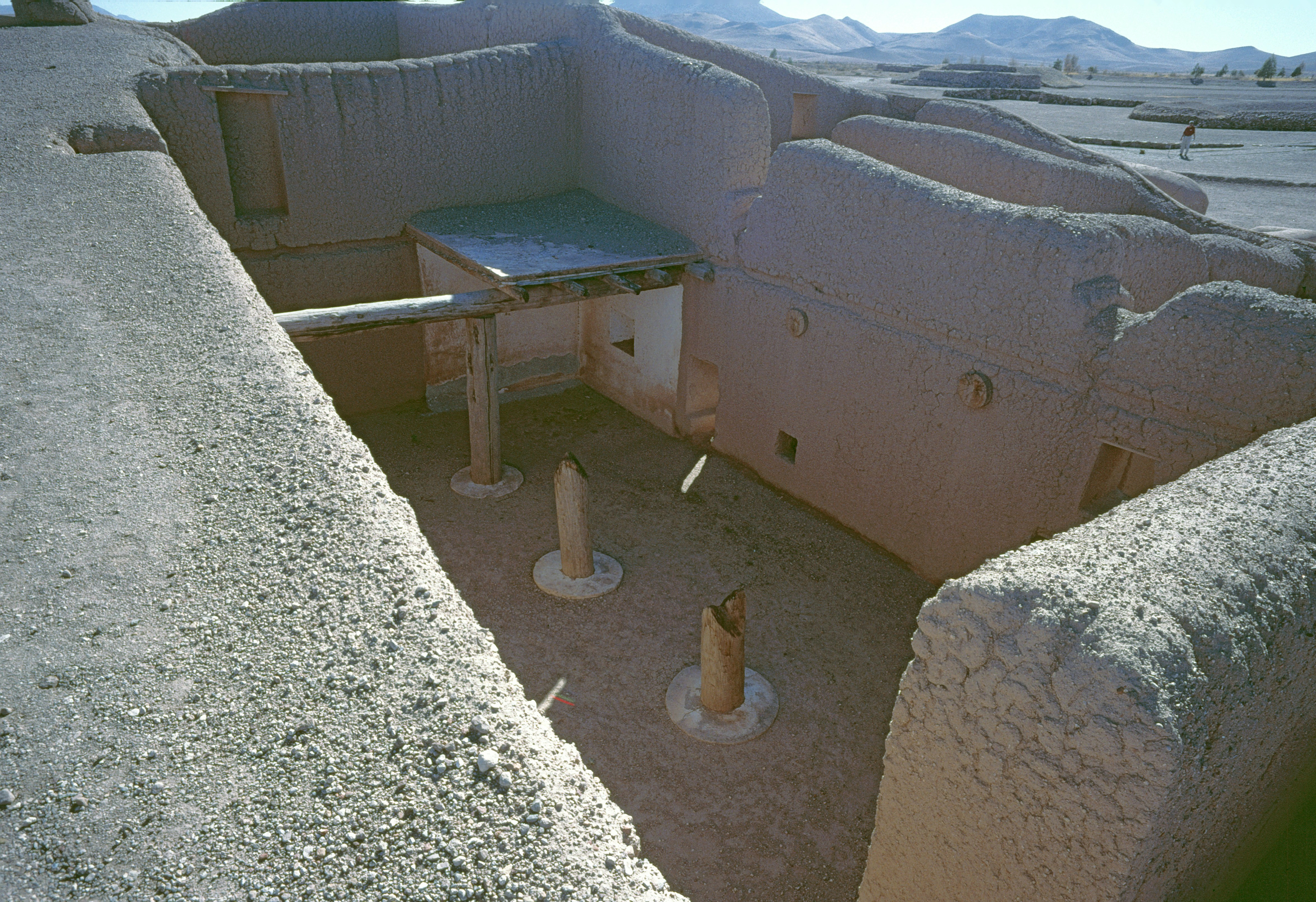
Habitación multifamiliar en Paquimé.

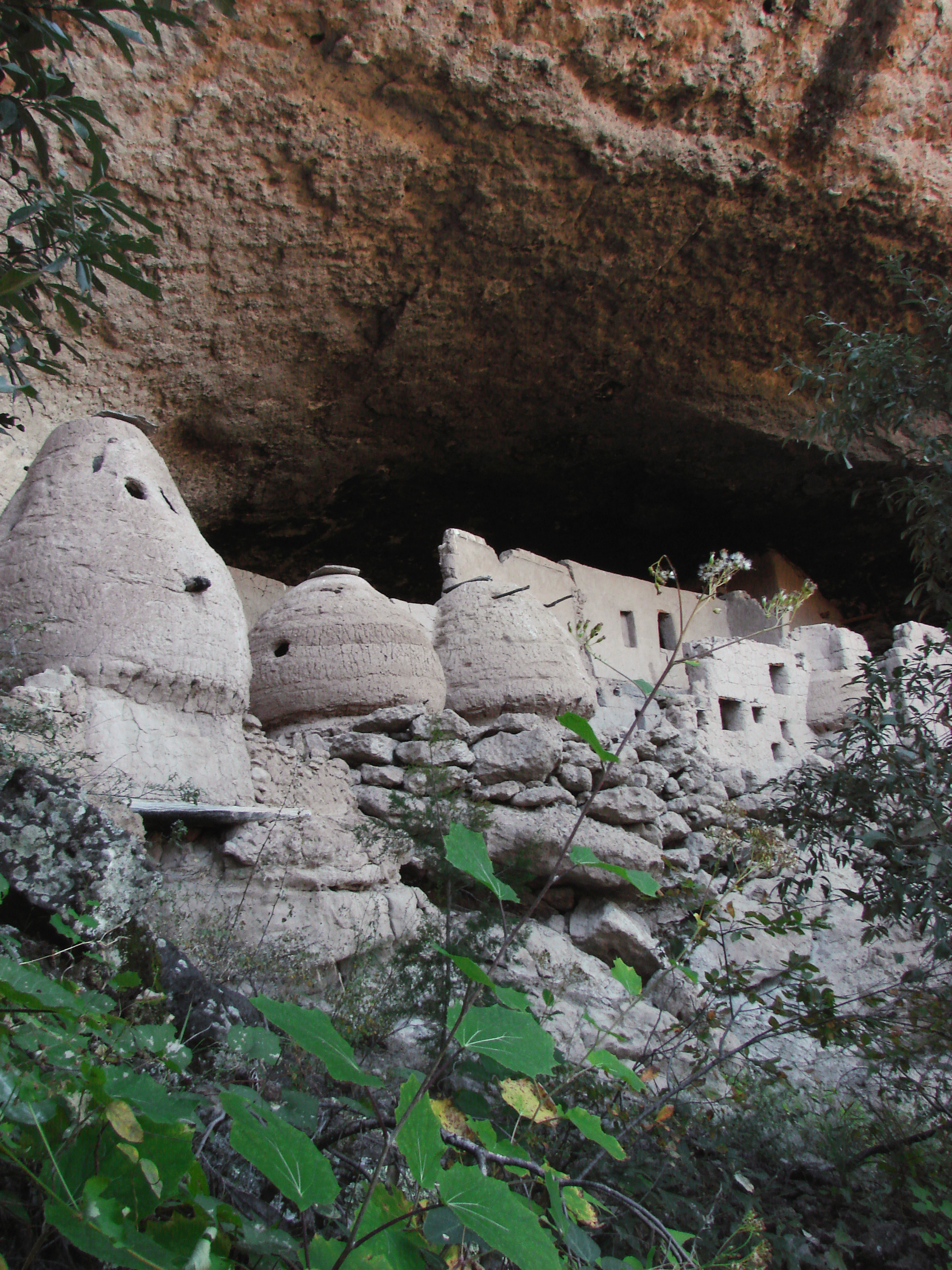
Las casas de adobe trigloditas de Casas Grandes.

Los pueblos oasisomericanos tuvieron gran contacto con los pueblos de Mesoamérica y de Norteamérica, esto conlleva a un estilo propio de construcción en el continente americano, su influencia está marcada principalmente por las actividades comerciales entre el norte y el sur. La arqueología es un poco comparada con las construcciones de Chan Chan, actual costa del norte de Perú.
Paquimé fue un asentamiento prehispánico que influyó en el noroeste de la Sierra Madre Occidental; la mayor parte del oeste de Chihuahua y algunas áreas de los estados de Sonora, Arizona, Utah, Colorado y Nuevo México. Los investigadores calculan que la población probablemente llegó a tener unos 3500 habitantes, pero se desconocen su filiación lingüística y étnica.
El sitio es famoso por sus construcciones de adobe y sus puertas en forma de «T». De su extensión total solo una fracción está cercada y una menor excavada. Sus edificios tienen rasgos de la cultura de Oasisamérica y demuestra la destreza de los arquitectos prehispánicos de la región logrando viviendas multifamiliares en adobe de hasta cuatro niveles de altura con estructura de madera, carrizo, piedra y adobe.
.

### Época Virreinal

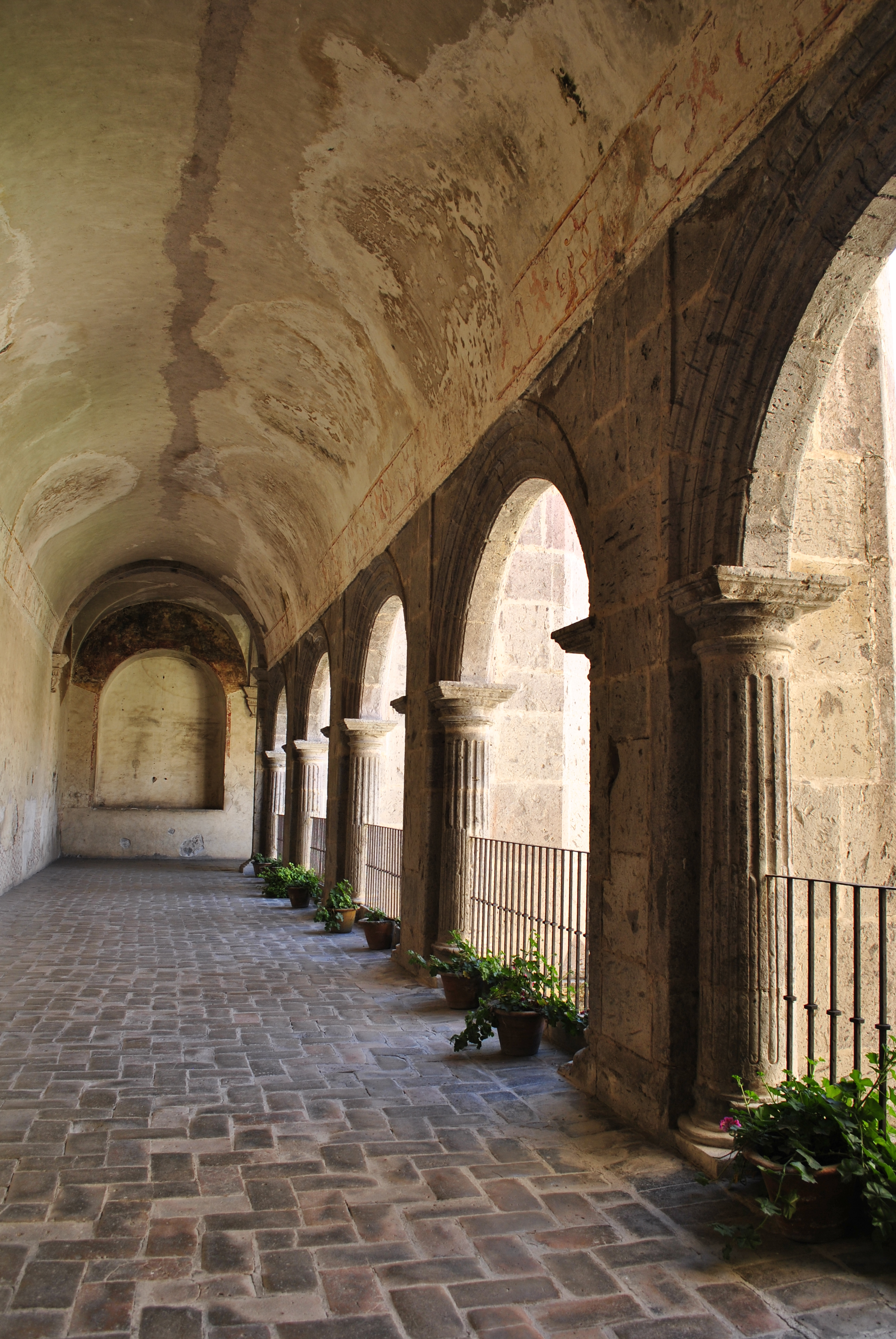
Interior del convento de Yuriria.

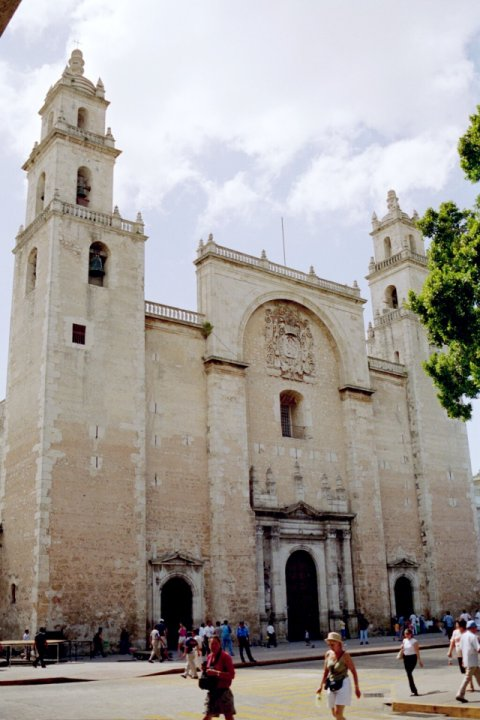
La catedral de Yucatán es un ejemplo de estilo renacentista.

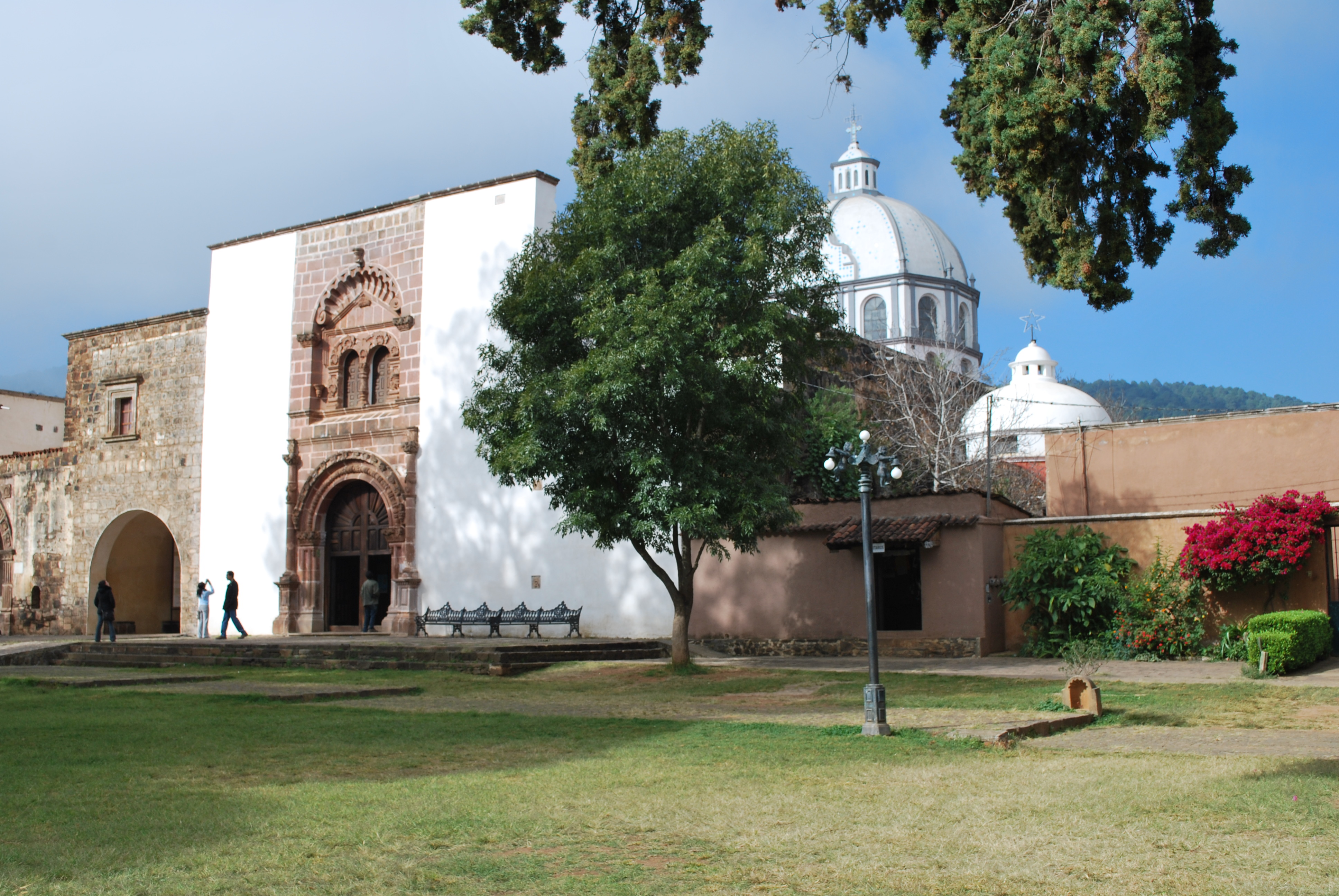
Interior del convento de Tzintzuntzan.

Con la llegada de los españoles se introdujeron teorías arquitectónicas del orden clásico y formalidades arábigas, al construirse los primeros templos y conventos monásticos; se proyectaron modelos únicos en su tipo que fueron la base de la evangelización de los pueblos indígenas marcando su ideología dentro del estilo arquitectónico denominado tequitqui (del náhuatl; obrero o alarife), años más tarde el barroco y el manierismo se imponen en grandes catedrales y edificios civiles, mientras que en zonas rurales se construyen haciendas o fincas señoriales con tendencias no tan mozárabes.
Los monasterios mendicantes fueron una de las soluciones arquitectónicas ideadas por los frailes de las órdenes mendicantes en el siglo XVI para la Evangelización en la Nueva España, pensadas para un número enorme de indígenas no católicos. Se basaron en el modelo monástico europeo, pero añadieron elementos innovadores en la Nueva España como la cruz atrial y la capilla abierta, además de caracterizarse por ostentar diversas corrientes decorativas y una apariencia recia como fortalezas militares. 
La función religiosa de estas edificaciones se pensó para un número enorme de indígenas por evangelizar, aunque pronto por la política de reducción el conjunto se convirtió en el centro de enseñanza de sus comunidades y de los modos civiles de occidente, el castellano, diversos artes y oficios, salud, e incluso servicios fúnebres.
Dentro de estos edificios, repartidos por el centro del actual México y con ejemplos soberbios de maestría en la arquitectura y decoración, es posible hallar un arte originado tanto en la talla de la piedra como en la decoración pictórica: el arte tequitqui o indocristiano, una suerte de estilo hecho por los indígenas que construyeron los edificios basado en los patrones europeos y dirigidos por los frailes.
Las primeras catedrales se construyeron desde que en 1521 cuando se fundó la Nueva España, a partir de ese entonces se han construido cada vez más elaboradas que el último como la catedral de Yucatán que se considera la segunda catedral de México con un estilo renacentista.

### Barroco novohispano

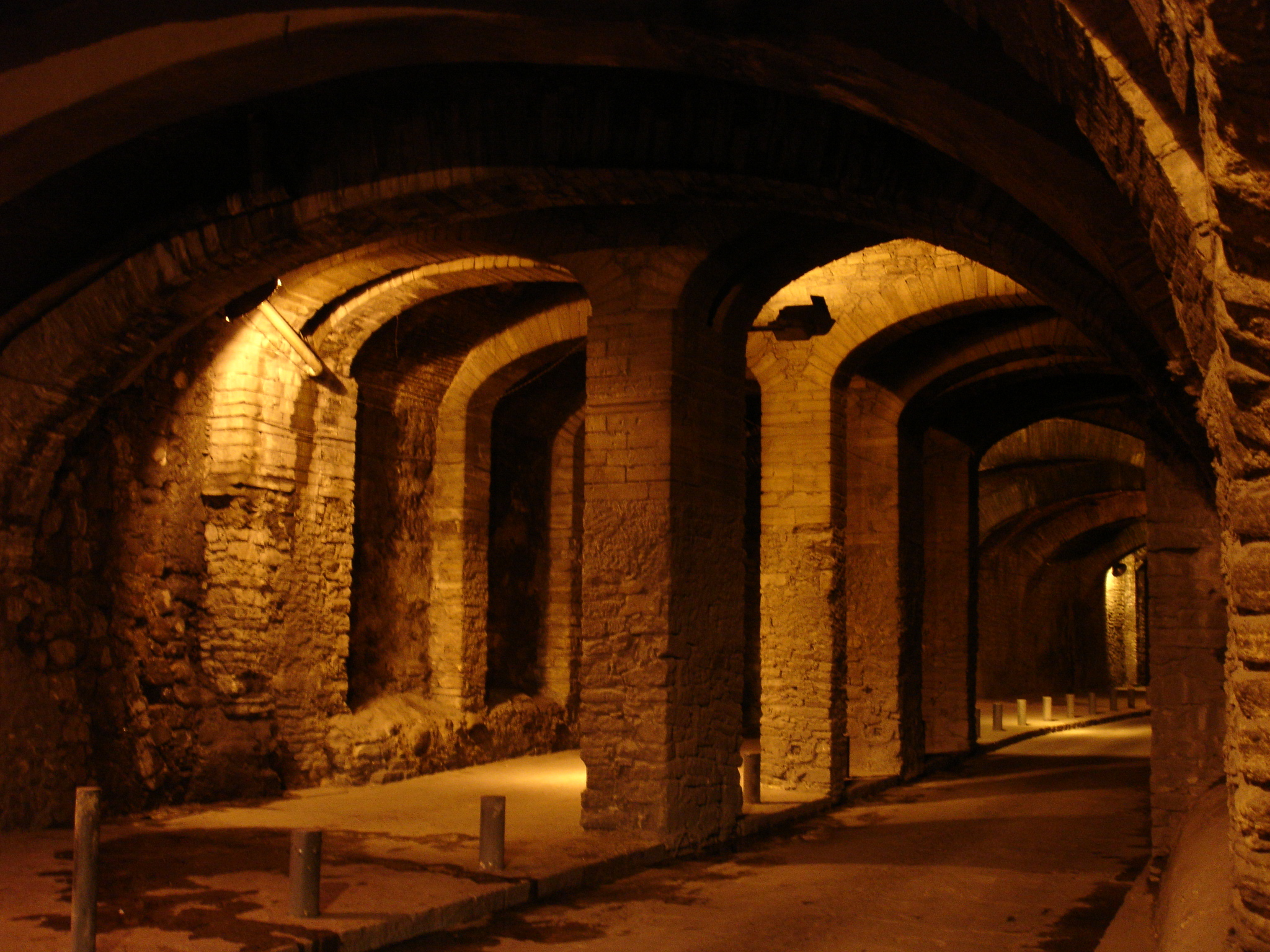
Túneles de la ciudad de Guanajuato.

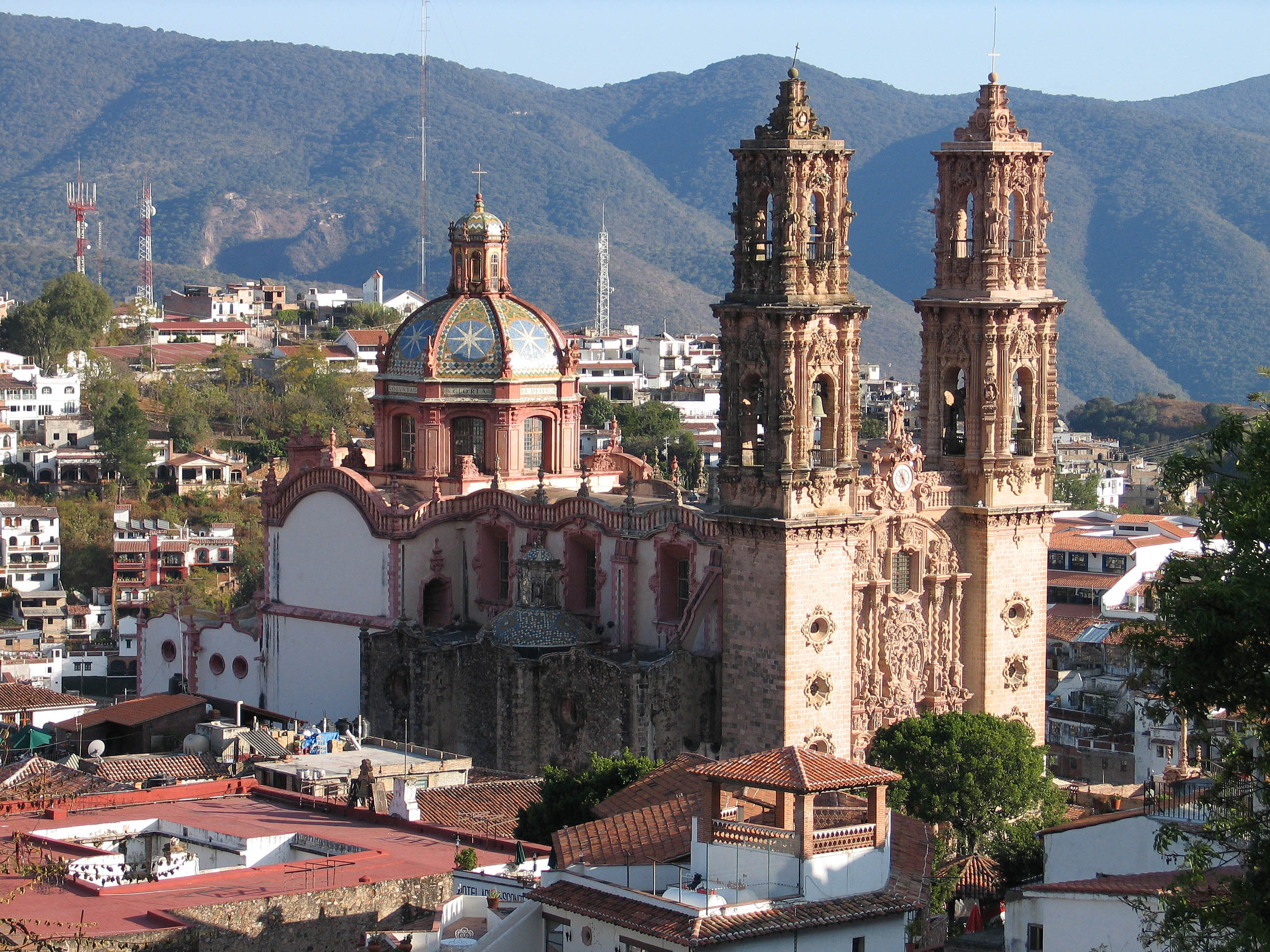
Iglesia de Santa Prisca en Taxco, churrigueresco mexicano.

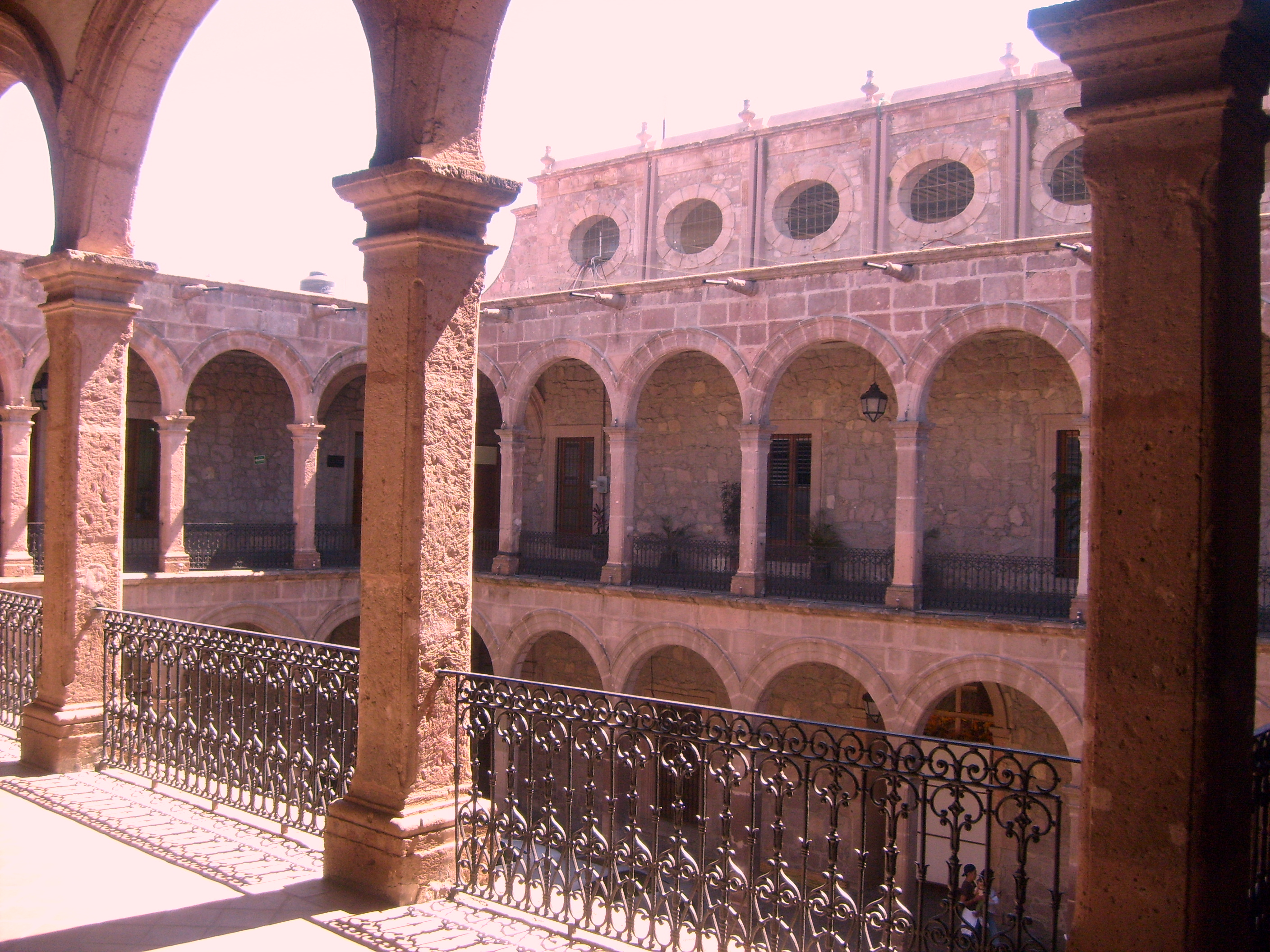
Patio central del palacio de gobierno Michoacán.

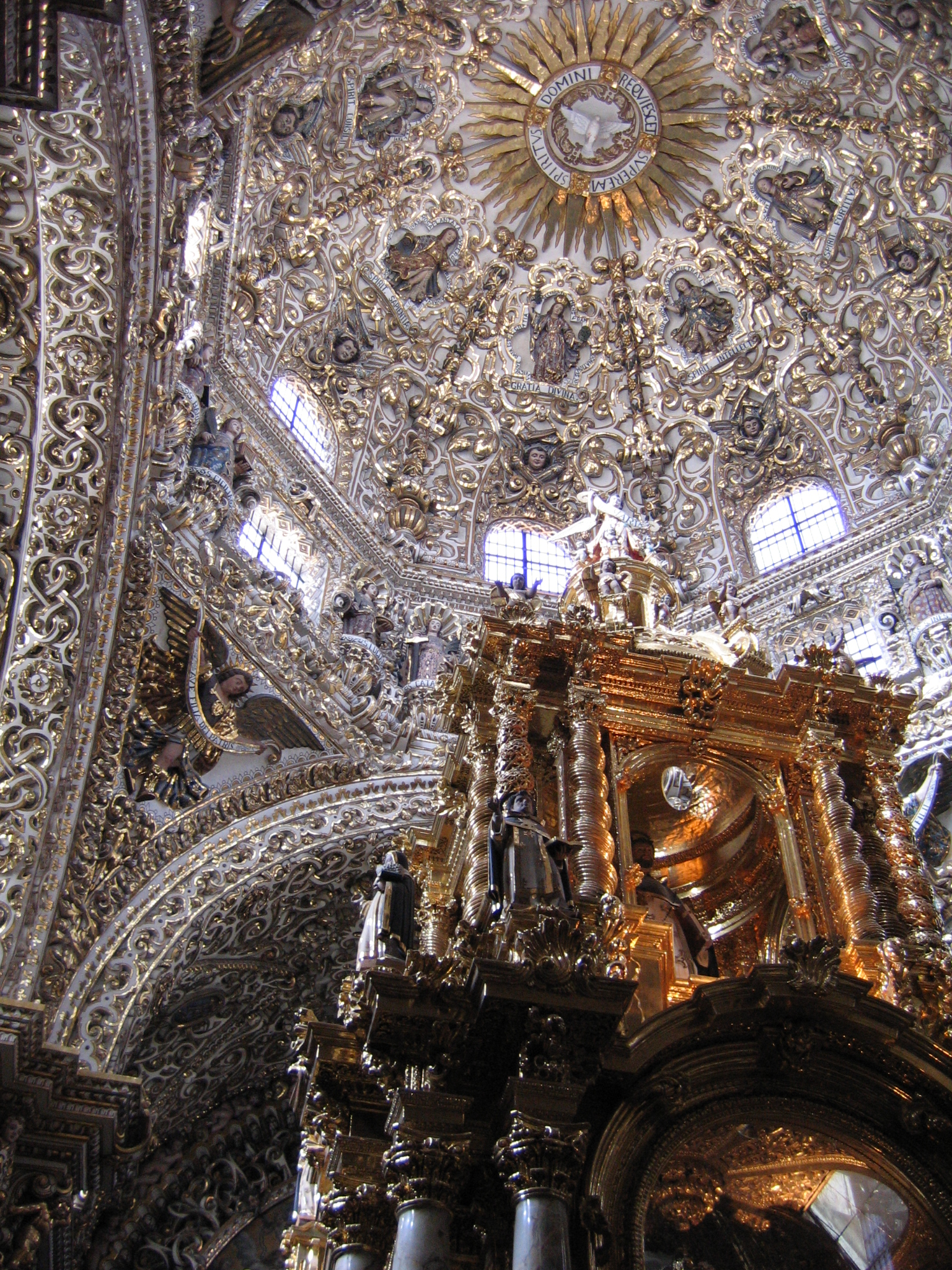
Capilla del Rosario en la Iglesia de Santo Domingo, Puebla.

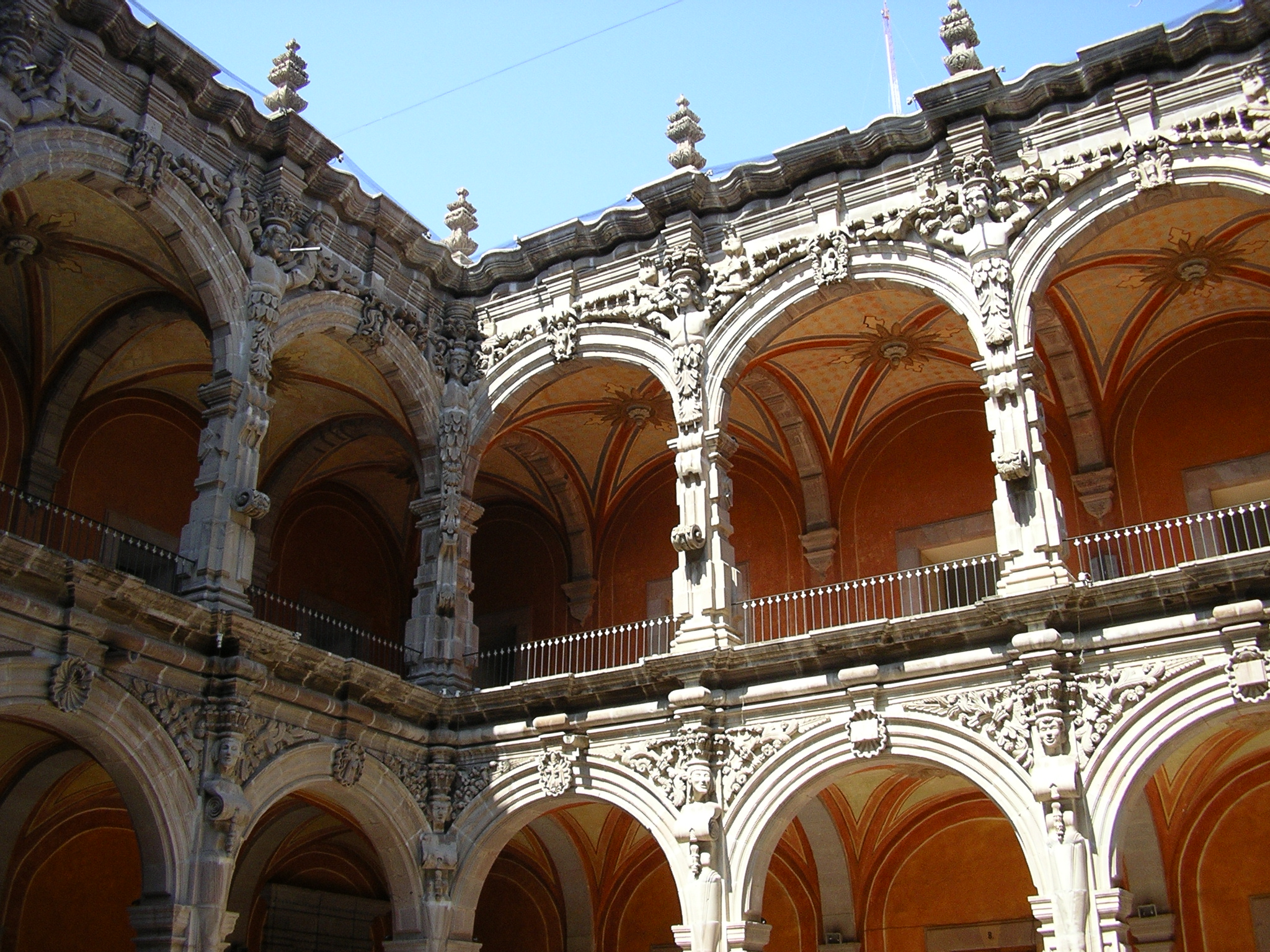
Ex-Convento de San Agustín en Querétaro.

La combinación de influencias decorativas indígenas y árabes, con una interpretación extremadamente expresiva del churrigueresque, podría explicar la variedad e intensidad del barroco en la Nueva España. Aún más que en su equivalente español, el barroco americano se desarrolló como un estilo de decoración del estuco. Fachadas con torres gemelas de muchas catedrales americanas del siglo XVII tienen raíces medievales.
Al norte, la provincia más rica del siglo XVIII, Nueva España, el actual México, produjo una arquitectura fantásticamente extravagante y visualmente frenética que es el churrigueresque mexicano. Este estilo ultrabarroco culmina en los trabajos de Lorenzo Rodríguez, cuya obra maestra es el Sagrario Metropolitano en Ciudad de México (1749–1769). Otros ejemplos notables se encuentran en remotos pueblos mineros. Por ejemplo el santuario de Ocotlán (comenzado en 1745) es una catedral barroca de primer orden, cuya superficie está cubierta de baldosas rojas brillantes, que contrastan con una plétora de ornamentos comprimidos aplicados generosamente en la portada y los flancos de las torres. La auténtica capital del barroco mexicano es Puebla, donde la abundancia de baldosas pintadas a mano y piedra local gris llevaron a una evolución muy personal y localizada del estilo, con un pronunciado sabor indígena.
El barroco novohispano es un movimiento artístico que apareció en lo que hoy es México a finales del siglo XVI, aproximadamente, y que se preservó hasta mediados del siglo XVIII. Proveniente de la palabra portuguesa barrueco que significa impuro, abigarrado, extravagante, osado, el ejemplo más impactante del arte barroco novohispano se encuentra en la arquitectura religiosa, donde los artesanos indígenas le dieron un carácter único. Destacan la Catedral Metropolitana de la Ciudad de México con su Altar de los Reyes, la iglesia de Santa María Tonantzintla (Estado de Puebla), el convento jesuita de Tepotzotlán (Estado de México), la Capilla del Rosario en la iglesia de Santo Domingo en la ciudad de Puebla, el convento y el templo de Santo Domingo de Guzmán de Oaxaca, y la iglesia de Santa Prisca en Taxco (Estado de Guerrero).
El ethos barroco sacudió en México las formas y proporciones clásicas para contribuir a forjar así una identidad mexicana. El barroco novohispano es el redescubrimiento y la refundación de la herencia española, a partir del siglo XVII. El estilo barroco representa una experiencia de sobrevivencia cultural por parte de los indígenas, enriqueciéndola y transformándola. México y el barroco comparten su historia, con la llegada de la civilización ibérico-europea y el mestizaje cultural.
La población marginal de las ciudades novohispanas, abrumadoramente indígena y gitana, emprendió, hacia el siglo XVII, la construcción de una nueva identidad (ante el fracaso de la tentativa de imponer pura y simplemente la cultura europea a través de la evangelización). Fueron sobre todo los indígenas avecindados en las ciudades quienes, aprovechando su otredad, pudieron reconstruir las formas venidas de la península ibérica y el resto de Europa. Los indígenas habían visto derrumbarse su cosmovisión ancestral y se vieron obligados a transformar su identidad, adoptando las formas y técnicas de los conquistadores pero con un contenido propio. Como resultado, transformaron también la forma de ver el mundo de los criollos y mestizos novohispanos, forjadores todos ellos de la actual sociedad mexicana.

#### Las grandes obras novohispanas

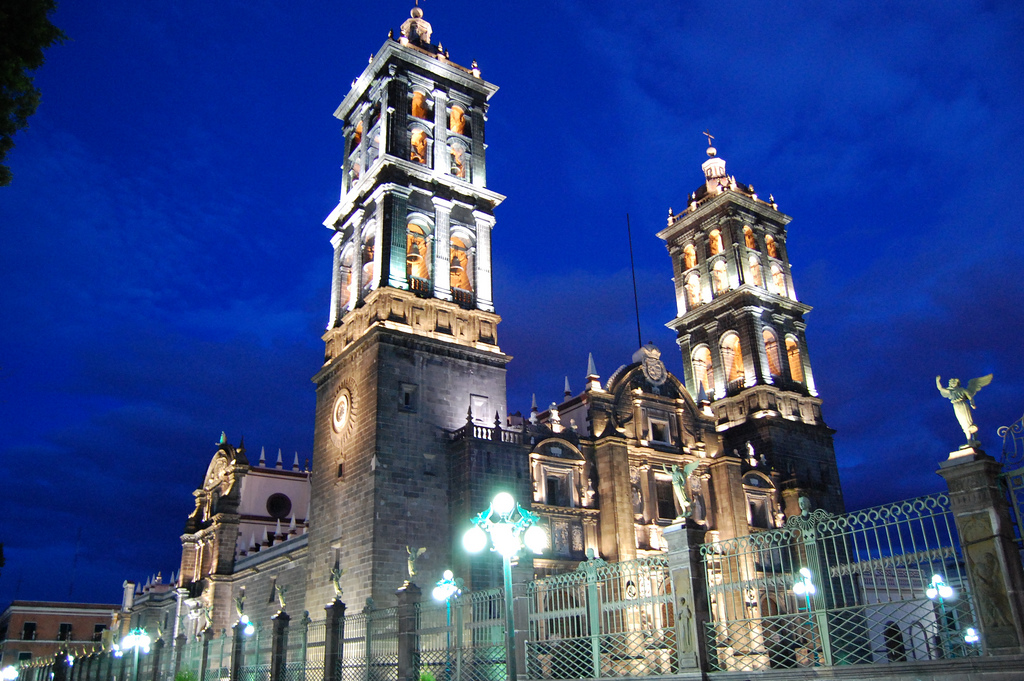
La catedral de Puebla es un ejemplo del barroco herreriano.

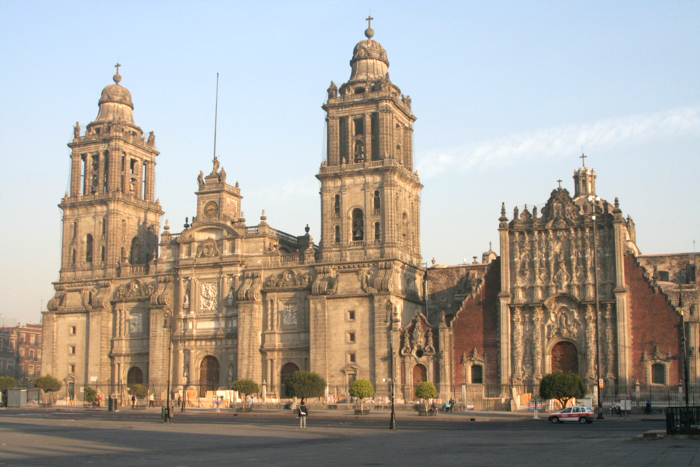
La catedral Metropolitana de la Ciudad de México.

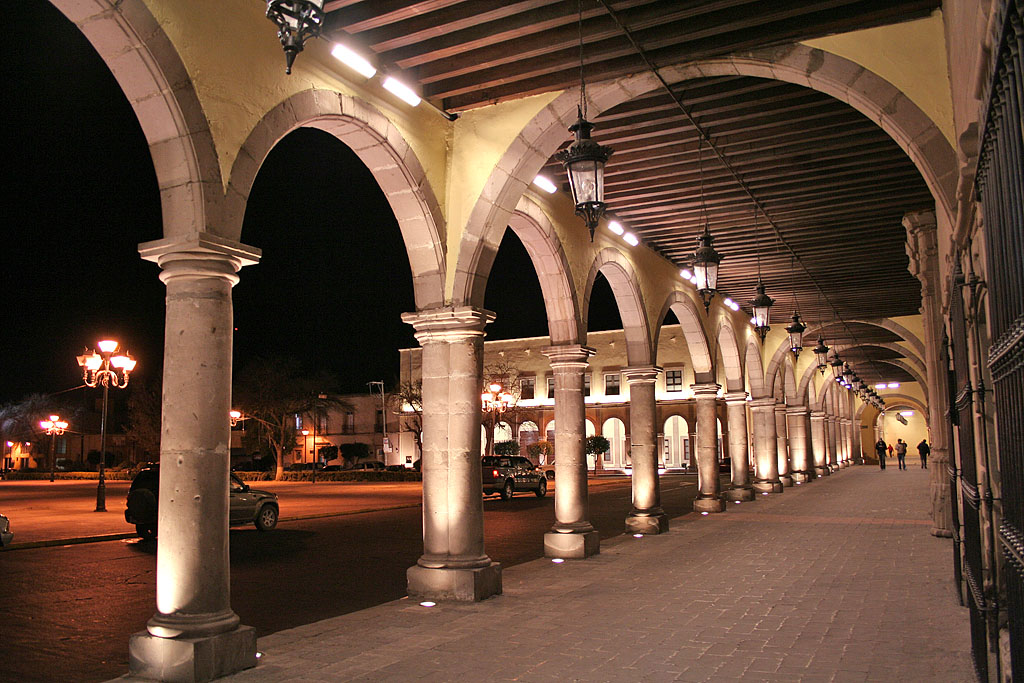
Portal del Palacio de Zambrano en Durango de estilo barroco sobrio

Las catedrales novohispanas son buenos ejemplos del estilo madera. Durante el siglo XV comenzaron a construirse grandes catedrales con predominio del estilo Plateresco y del estilo gótico tardío
En el punto culmen del barroco novohispano se manifestó el churrigueresco, el estilo herreriano y el barroco novohispano con elementos indigenistas policromados.
Sin lugar a duda la catedral de la ciudad de Puebla es la catedral que tiene la mayor mezcla de estilos arquitectónicos, ya que la convierte en única en el mundo por ser un buen ejemplo de la arquitectura virreinal.
La Biblioteca Palafoxiana es considerada la primera biblioteca pública del continente americano. Fundada por el obispo español Juan de Palafox y Mendoza en 1646.
Ubicada en el centro histórico de la Puebla de los Ángeles, esta biblioteca es orgullo del barroco y Monumento Histórico de México desde 1981. El obispo Palafox donó su librería personal, compuesta de cinco mil volúmenes ante el notario Nicolás de Valdivia el 5 de septiembre de 1646, para que fuera consultada por todos aquellos que quisieran estudiar, pues su principal condición fue que estuviera abierta al público y no solo a eclesiásticos y seminaristas.
La creación de esta biblioteca fue aprobada por cédula real en diciembre de 1647 y reconfirmada por el papa Inocencio X en 1648.  Durante más de 360 años, la Biblioteca Palafoxiana, ha estado asentada en el Antiguo Colegio de San Juan dentro del Seminario fundado por Palafox y Mendoza. Si bien la construcción de la bóveda, tal como se encuentra en nuestros días fue realizada en 1773, por el Obispo Francisco de Fabián y Fuero, quien mandó levantar los dos primeros pisos de la estantería, la cual es un fino trabajo de los ebanistas novohispanos que trabajaron de manera armoniosa las maderas de ayacahuite, polocote y cedro. De esta época data el delicado retablo donde se ubica la efigie de la Madonna de Trapani, óleo que se presume fue realizado tomando como modelo la escultura que Nino Pisano hiciera de la Virgen en el siglo XIV. Posteriormente, en el siglo XIX, se colocó un tercer nivel debido a que se había incrementado el número de volúmenes que se encontraban en la biblioteca.

#### Las misiones religiosas

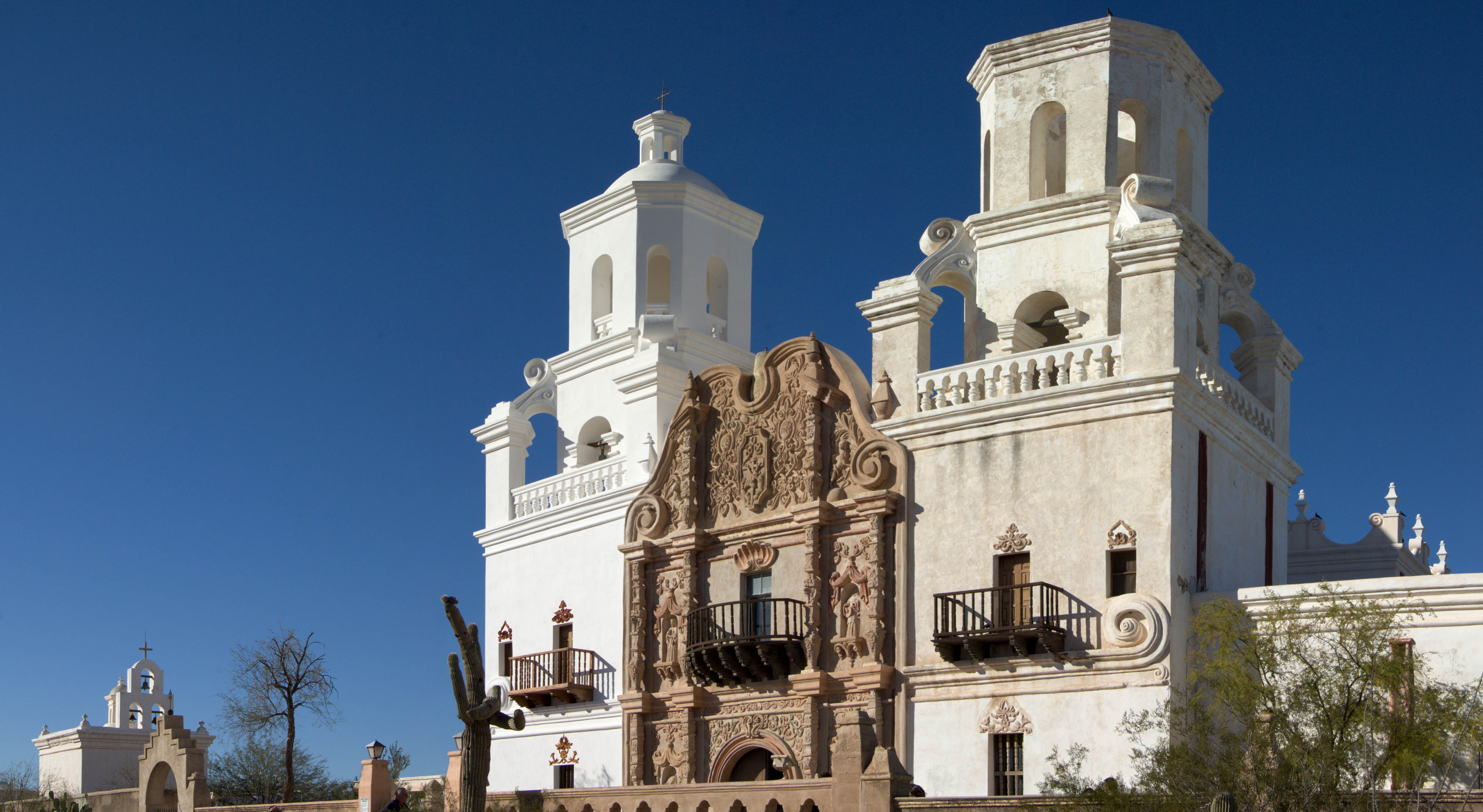
Misión de San Xavier del Bac en Tucson.

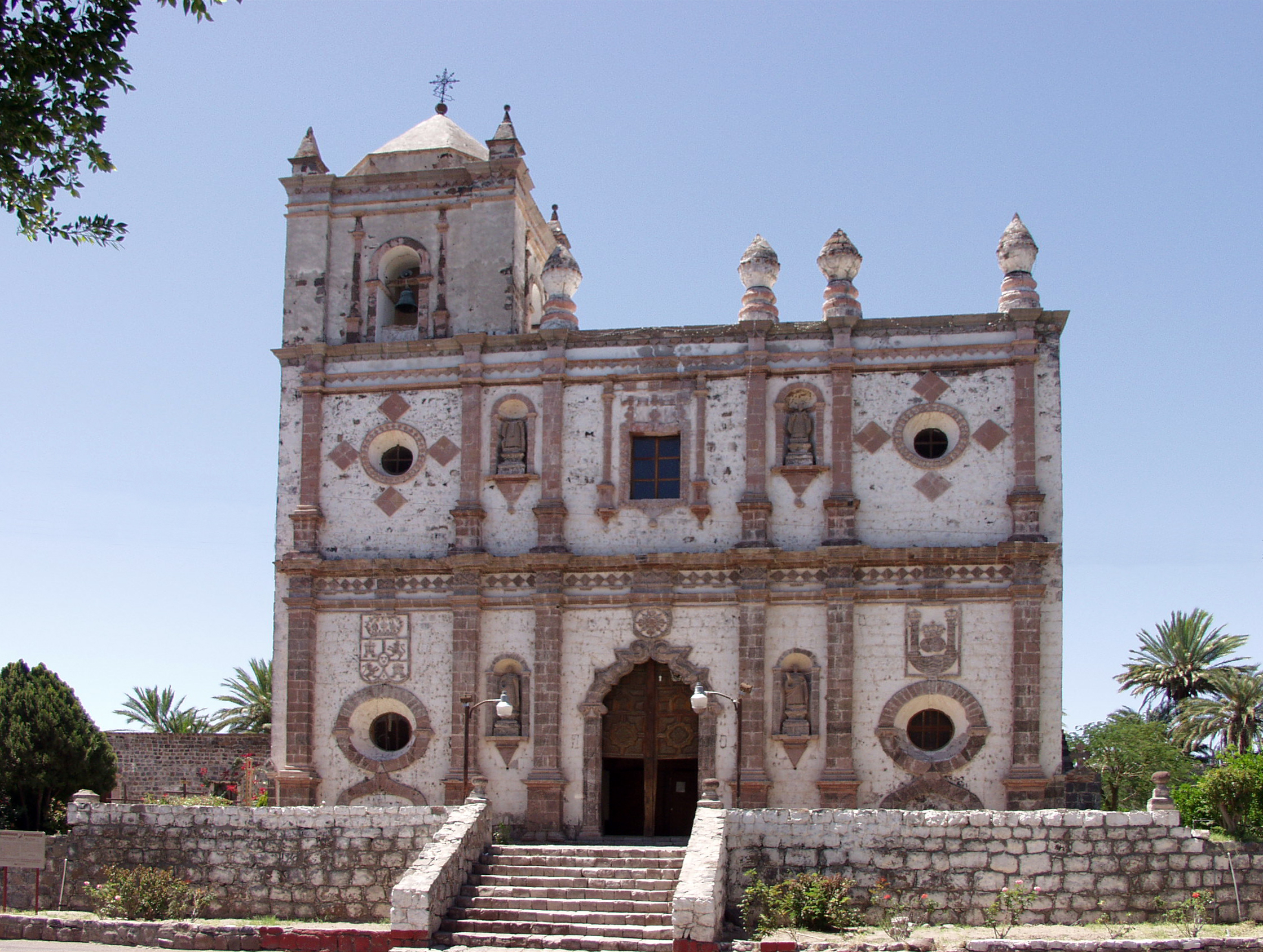
Misión de San Ignacio de Kadakaamán en Baja California Sur.

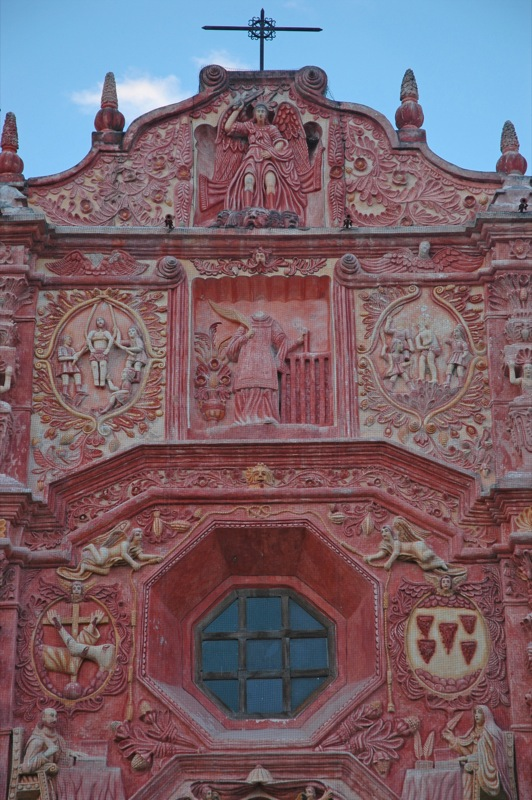
El barroco indígena en las misiones de Sierra Gorda.

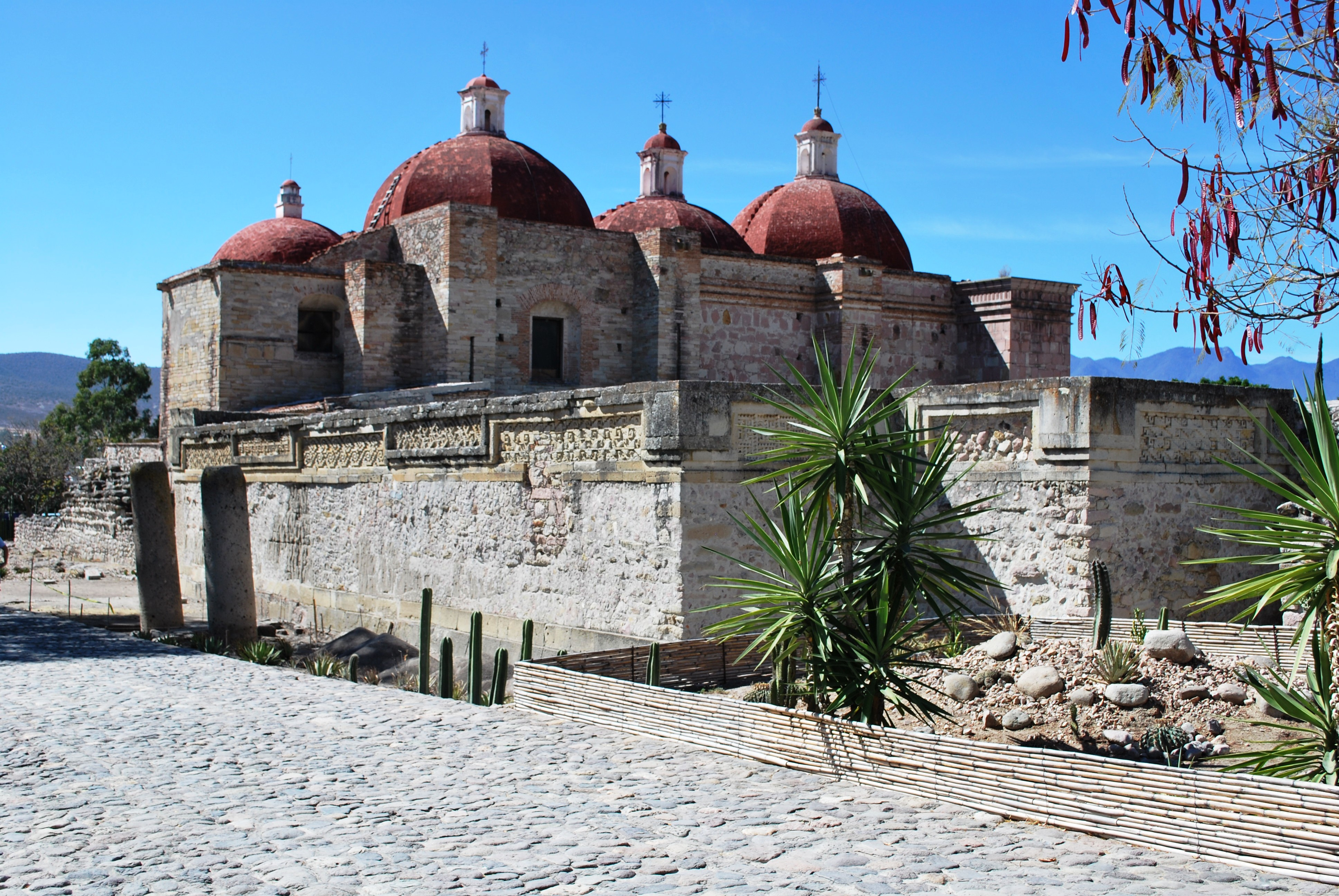
Mitla en Oaxaca.

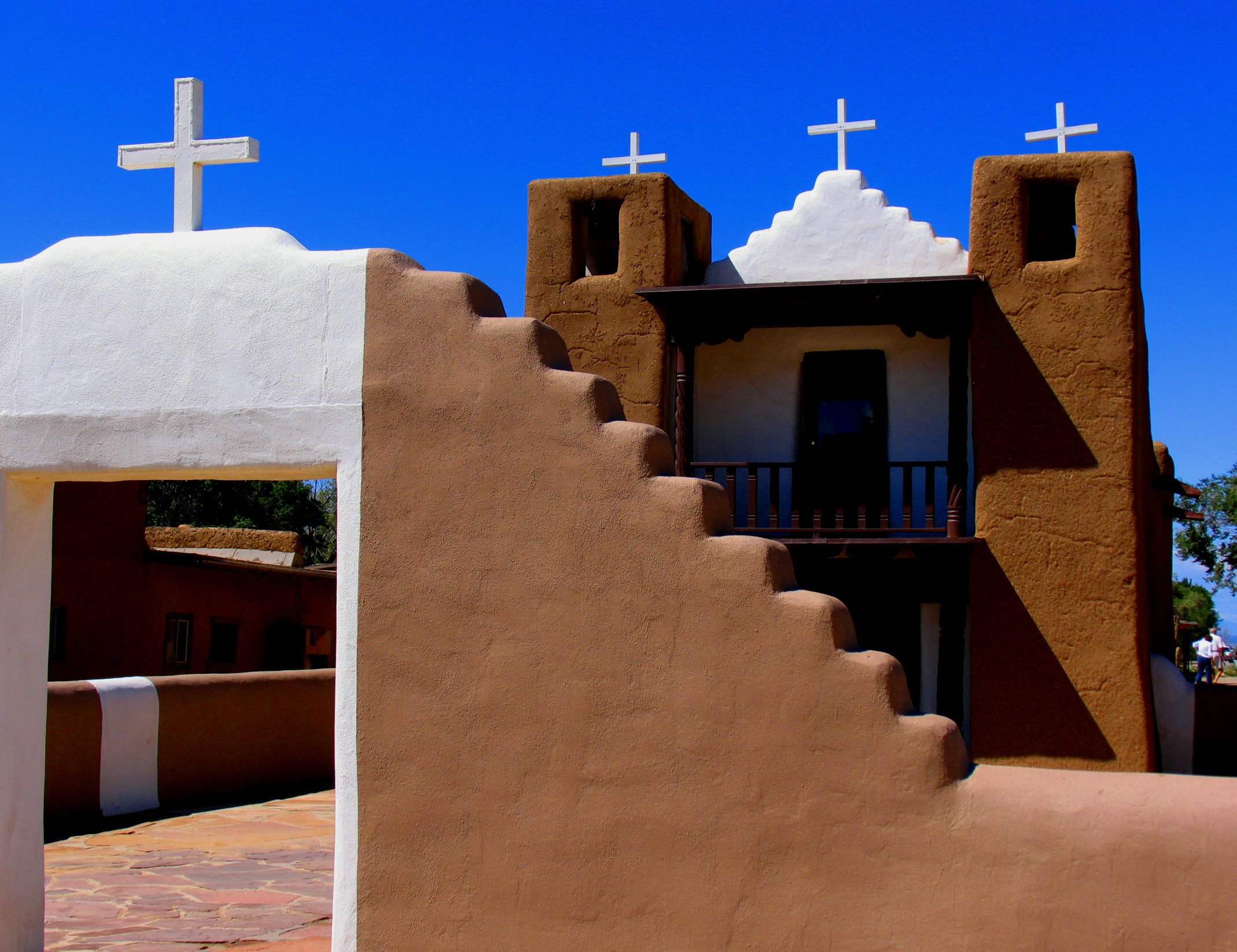
Pueblo de Taos y las misiones de Nuevo México.

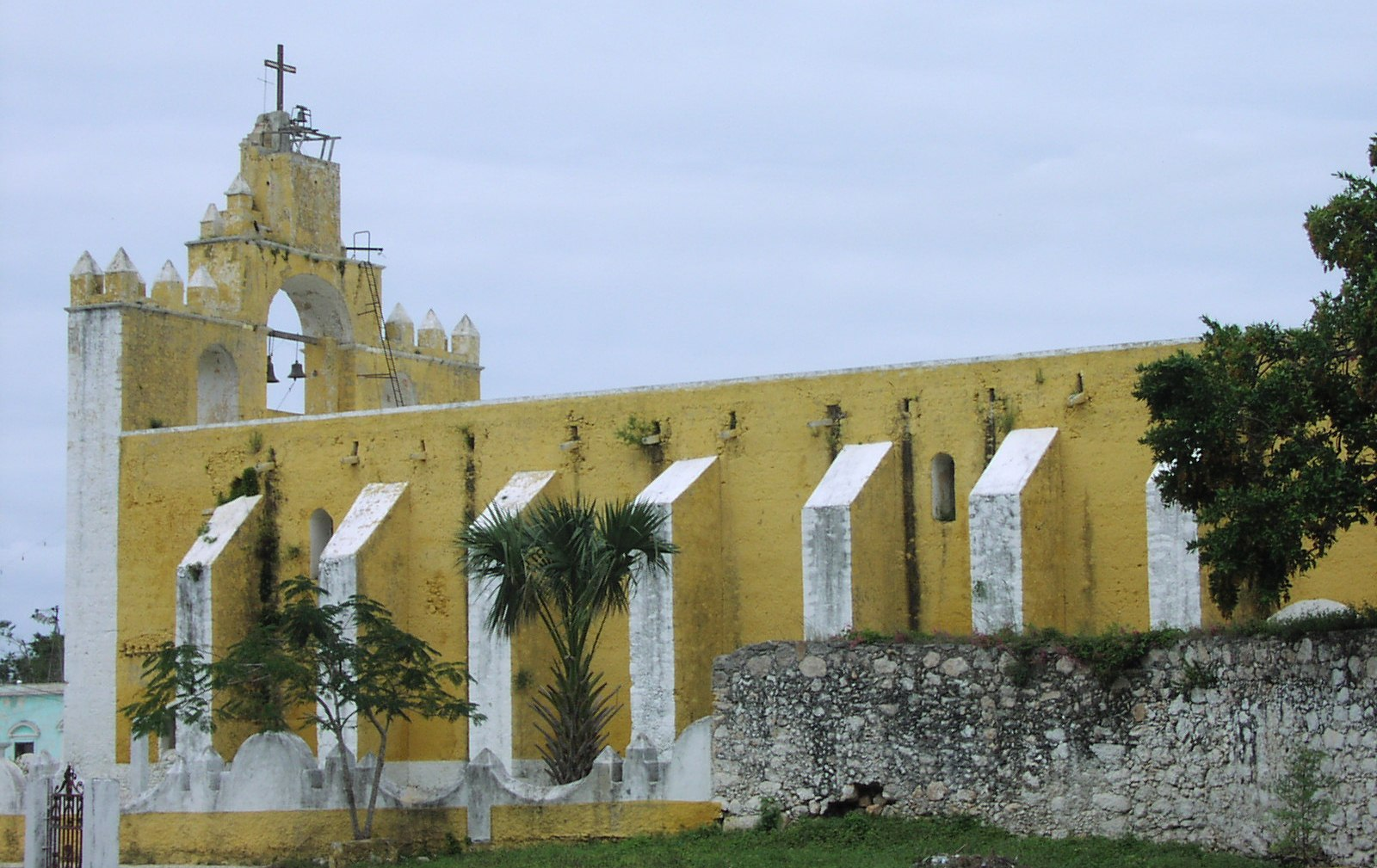
Misión de Tekantó, en Yucatán.

Después de la independencia de México en 1821, la misión jesuítica de Nuestra Señora de Loreto entró en decadencia, el Fondo Piadoso de las Californias instituido a favor de los jesuitas por el marqués de Villapuente de la Peña y su esposa la marquesa de las Torres de Rada, para apoyar la evangelización de las californias desapareció con su expulsión, los indígenas de la región desaparecieron por las enfermedades que llevaron los europeos a la península, los frailes franciscanos al marchar hacia la Alta California cedieron el lugar a los dominicos que no traían la enjundia de los primeros misioneros, y sin embargo la misión sobrevivió al abandono, al contrario de muchas otras misiones fundadas en la península de Baja California por clérigos jesuitas, franciscanos y dominicos que quedaron abandonadas hasta desaparecer totalmente.
El día de hoy la Misión de Nuestra Señora de Loreto es la joya de las misiones fundadas en la península. La reactivación de la economía y construcción de infraestructura de comunicaciones en Baja California Sur a partir del siglo pasado ha redundado en beneficio de la misión, lejos quedaron los días de privaciones. En 1992, la población de Loreto, antigua capital de Las Californias alcanzó el rango de capital de municipio.
La misión fue fundada en 1699 por el misionero jesuita Eusebio Francisco Kino, que a menudo visitaba y predicaba en el área. La iglesia de la misión original, aproximadamente a 3 kilómetros () lejos, era vulnerable a ataques de apaches quienes finalmente la destruyeron por el año 1770. Carlos III de España prohibió a todos los jesuitas de tierras españolas en América en 1767 debido a su desconfianza de los jesuitas. A partir de este tiempo, la Misión de San Xavier del Bac fue conducida por los franciscanos más flexibles "y confiables". El edificio actual fue construido bajo la dirección de los padres franciscanos Juan Bautista Velderrain y Juan Bautista Llorenz principalmente con mano de obra nativa, la cual realizó el trabajo en el periodo de 1783-1797, con un préstamo de 7000 pesos y es utilizada principalmente por la comunidad cristiana del Distrito de Tohono O'odham.A diferencia de las otras misiones españolas en Arizona, San Xavier continúa activa y dirigida por franciscanos; continua asimismo sirviendo a la comunidad nativa para la cual fue construida. La Misión de San Xavier y los indios conversos fueron protegidos por el presidio de Tucsón, establecido en 1775.
En su exterior, la Misión, de color blanco, tiene un diseño de inspiración morisca, elegante y simple, con una entrada decorada ornamentadamente . No existen archivos de los arquitectos, constructores, y artesanos responsables de crearlo y decorarlo. La mayor parte del trabajo fue proporcionado por los indios locales, y se cree que ellos proveyeron la creatividad artesanal. Los invitados que entran en las puertas esculpidas de madera de mesquite, son golpeados por la frescura del interior, y los colores deslumbrantes de las pinturas, talla, frescos y estatuas. El interior es lujosamente decorado con ornamentos mostrando a una mezcla de la Nueva España y adornos artísticos indígenas.
El plano de la iglesia representa a la cruz latina clásica. El pasillo principal es separado del santuario por el crucero, con capillas al uno o el otro final. La cúpula encima del transepto tiene 16 m de alto y está sostenido por arcos y esquinches. Al menos tres artistas diferentes pintaron las ilustraciones dentro de la iglesia. Es considerada la misión con la arquitectura española más fina en los Estados Unidos.

#### Las fortificaciones y los presidios

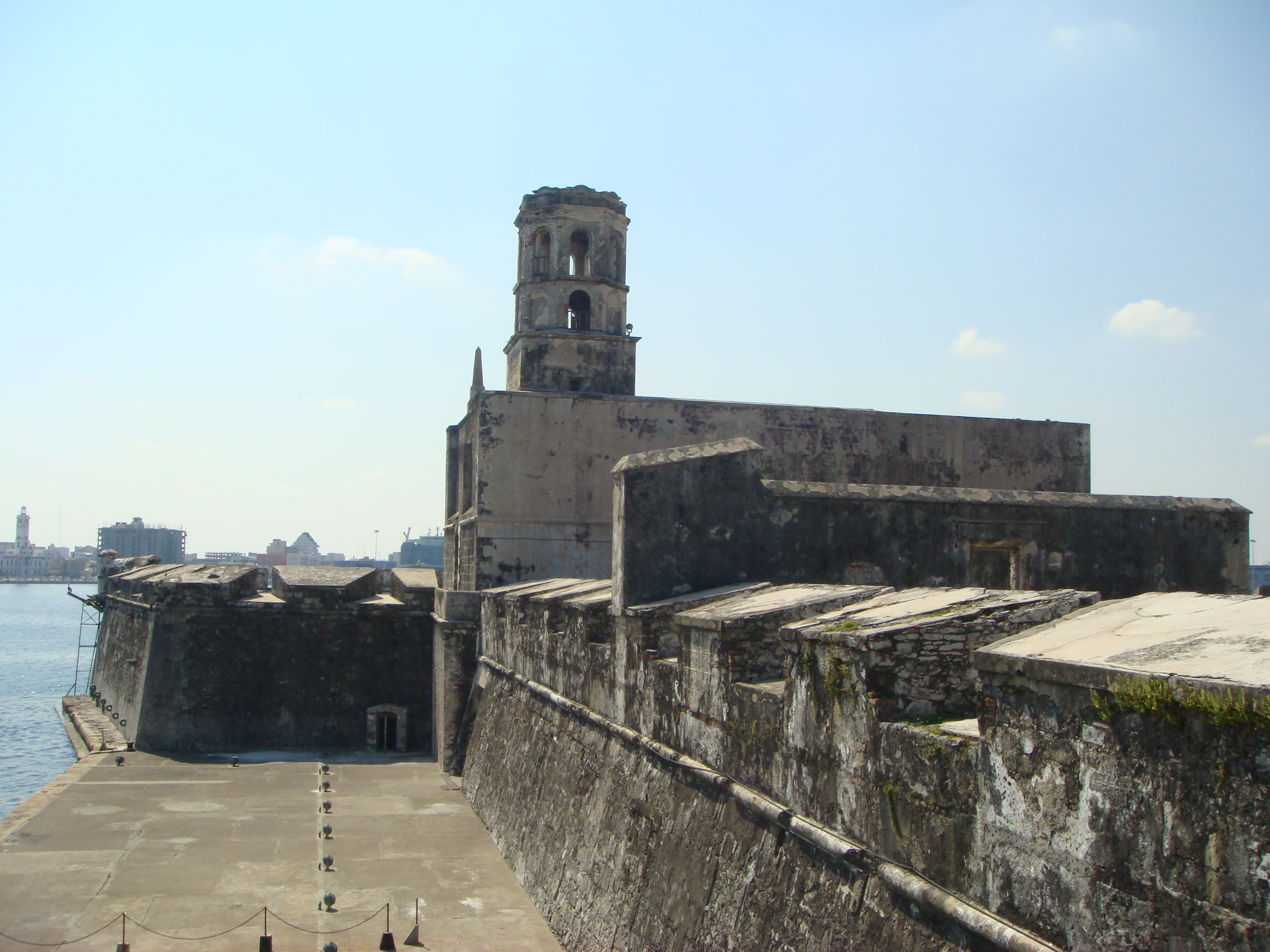
Fuerte de San Juan de Ulua, en Veracruz.

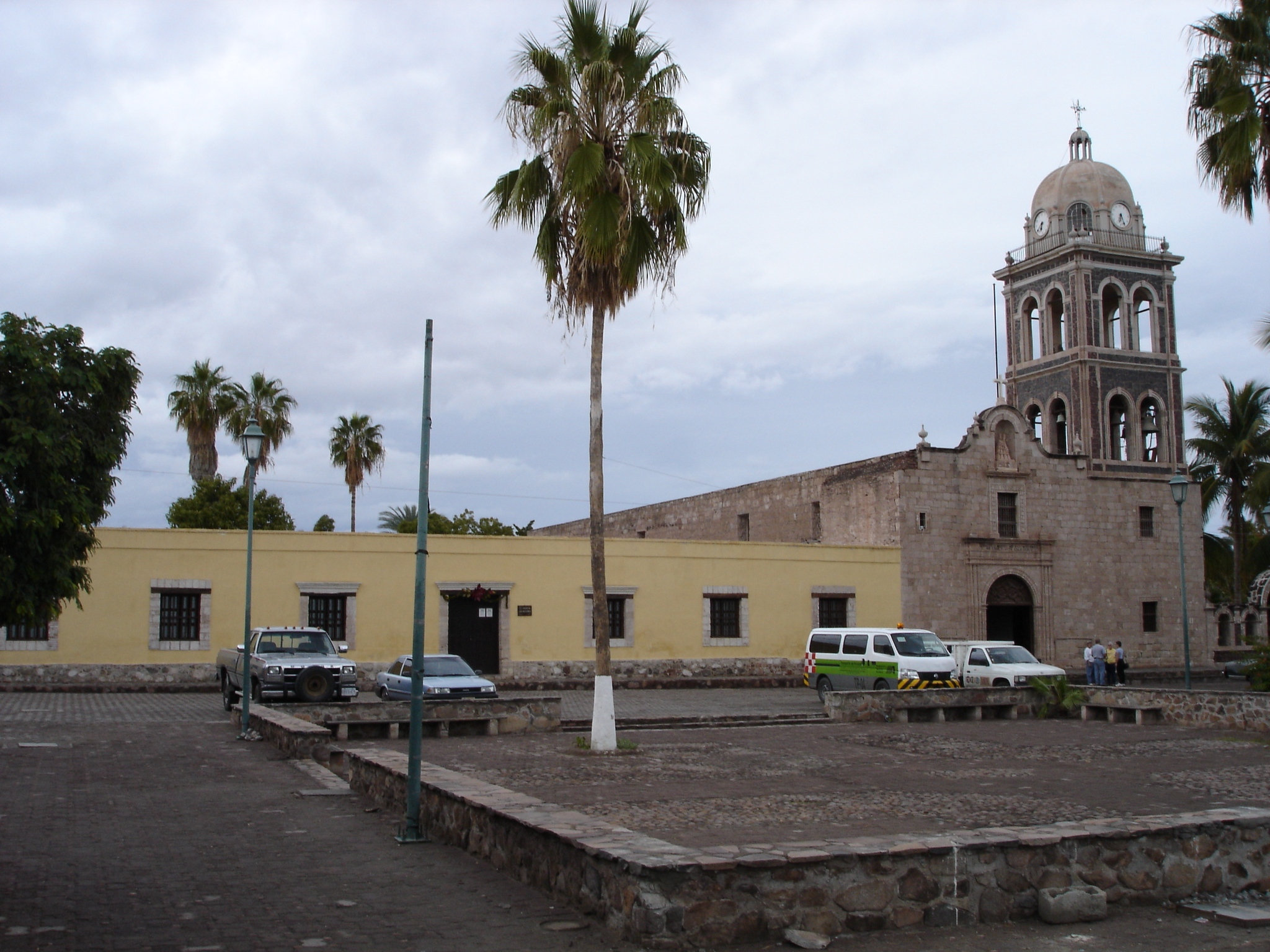
Misión de Loreto Conchó y el presidio, en Baja California Sur.

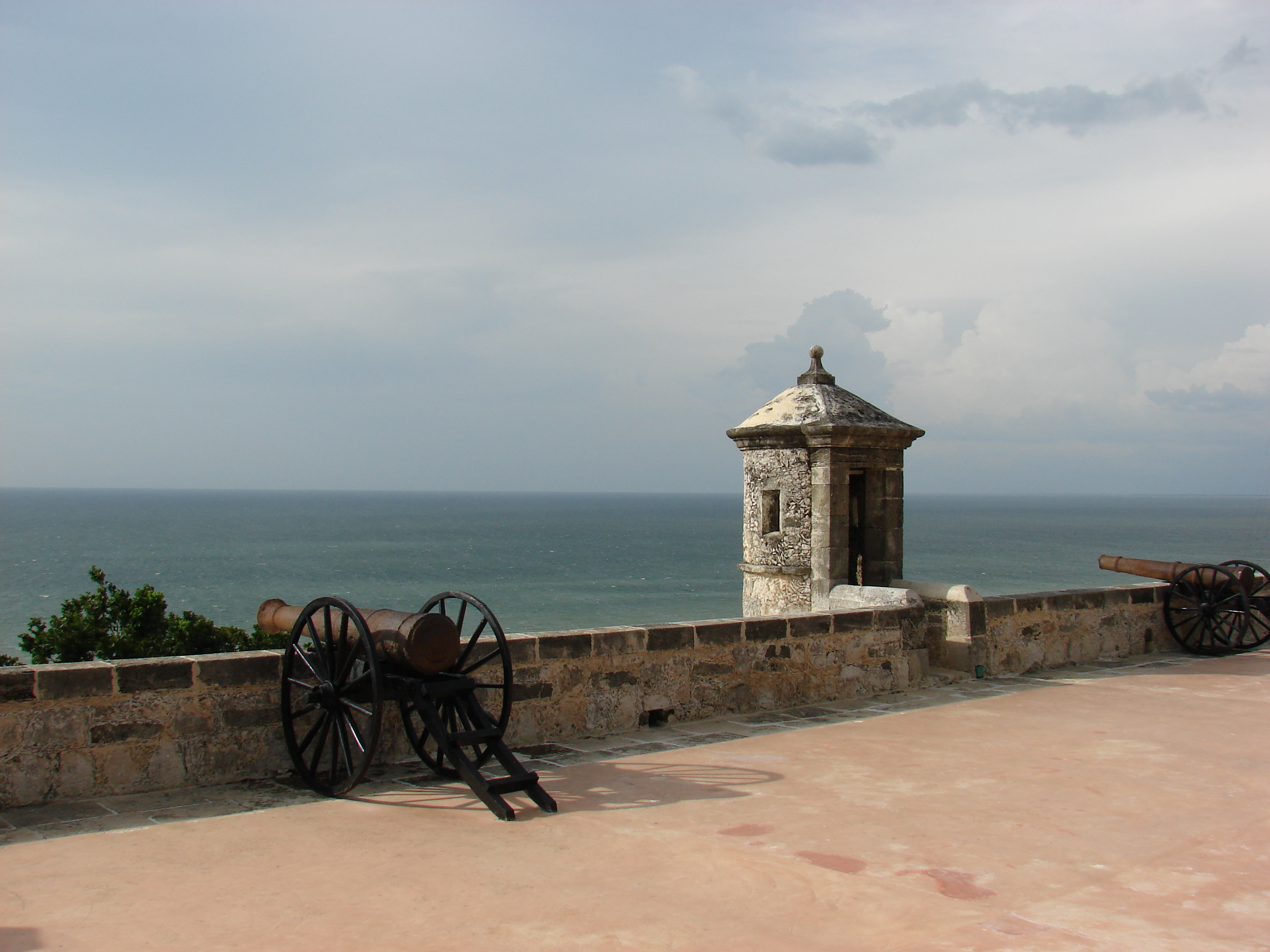
Fuerte de San Miguel, en Campeche.

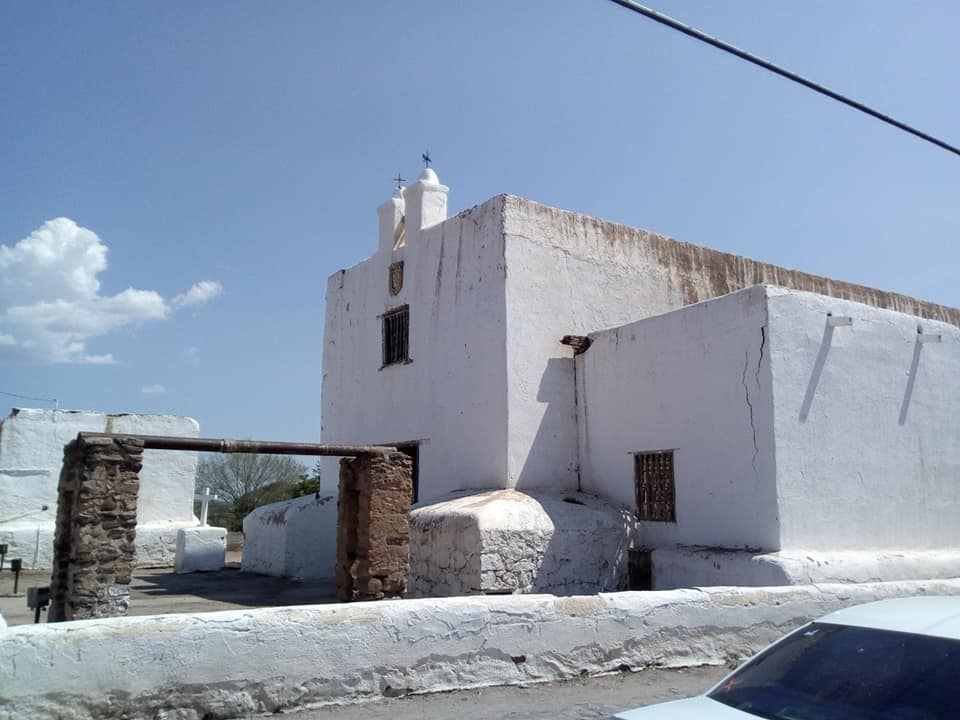
Templo de San Felipe y Santiago en Janos, Chihuahua.

Hacia el año de 1535 se inició la construcción de la fortaleza principalmente con piedra de coral del lugar, con el fin de proteger del fondeo a las embarcaciones por el mal tiempo, pero principalmente y junto con la desaparecido sistema de murallas y baluartes de la ciudad de Veracruz, proteger a este importantísimo puerto de los ataques de piratas y corsarios. Con el paso del tiempo, San Juan de Ulúa se convirtió en la fortaleza más formidable de su tiempo en esta parte del hemisferio.
El 23 de septiembre de 1568, sus muros fueron testigos de la batalla de San Juan de Ulúa, en la que una flota de escoltas de la Armada Española, al mando del general Francisco Luján batió a una flota de piratas ingleses bajo mando de Francis Drake y John Hawkins. 
Ya para comienzos del siglo XIX y al ser consumada la independencia mexicana del dominio de España en 1821, la fortaleza e isla se convirtieron en el último baluarte de la metrópoli por recuperar su antiguo dominio. La fortaleza capituló el 18 de noviembre de 1825.
Los encargados de los trabajos fueron el maestro Juan de Dios Trinidad Pérez y Francisco Ortiz de Castro. Fue concluida el 7 de noviembre de 1809. Su fin principal era el almacenaje de granos, sin embargo dicha función duró poco ya que a los pocos meses, en septiembre de 1810, la ciudad fue tomada por los insurgentes independentistas.
El presidio fue un instrumento de defensa y pacificación territorial, defendiendo en sus inicios las rutas y caminos, poblando de esta manera el norte de México. Este sistema presidial surge como una estrategia de poblamiento por los españoles durante el Virreinato que consistía en una edificación para defender a los soldados y funcionar como refugio temporal ante los ataques, la cual era desmontada una vez que se pacificaba la zona.
Cada presidio era construido a una distancia prudente de otro que permitiera el mutuo apoyo. Al ser desmontado el presidio era olvidado y convertía posteriormente en una población que aprovechaba cualquier resto de construcción abandonada para hacer sus casas, trojes y formando la plaza principal que alguna vez fue el espacio central del presidio. Estaba conformada por un Oficial Jefe y 45 hombres divididos en tres secciones de 15 hombres cada una, las cuales se turnaban para hacer guardia.

### Periodo republicano

#### El neoclasicismo

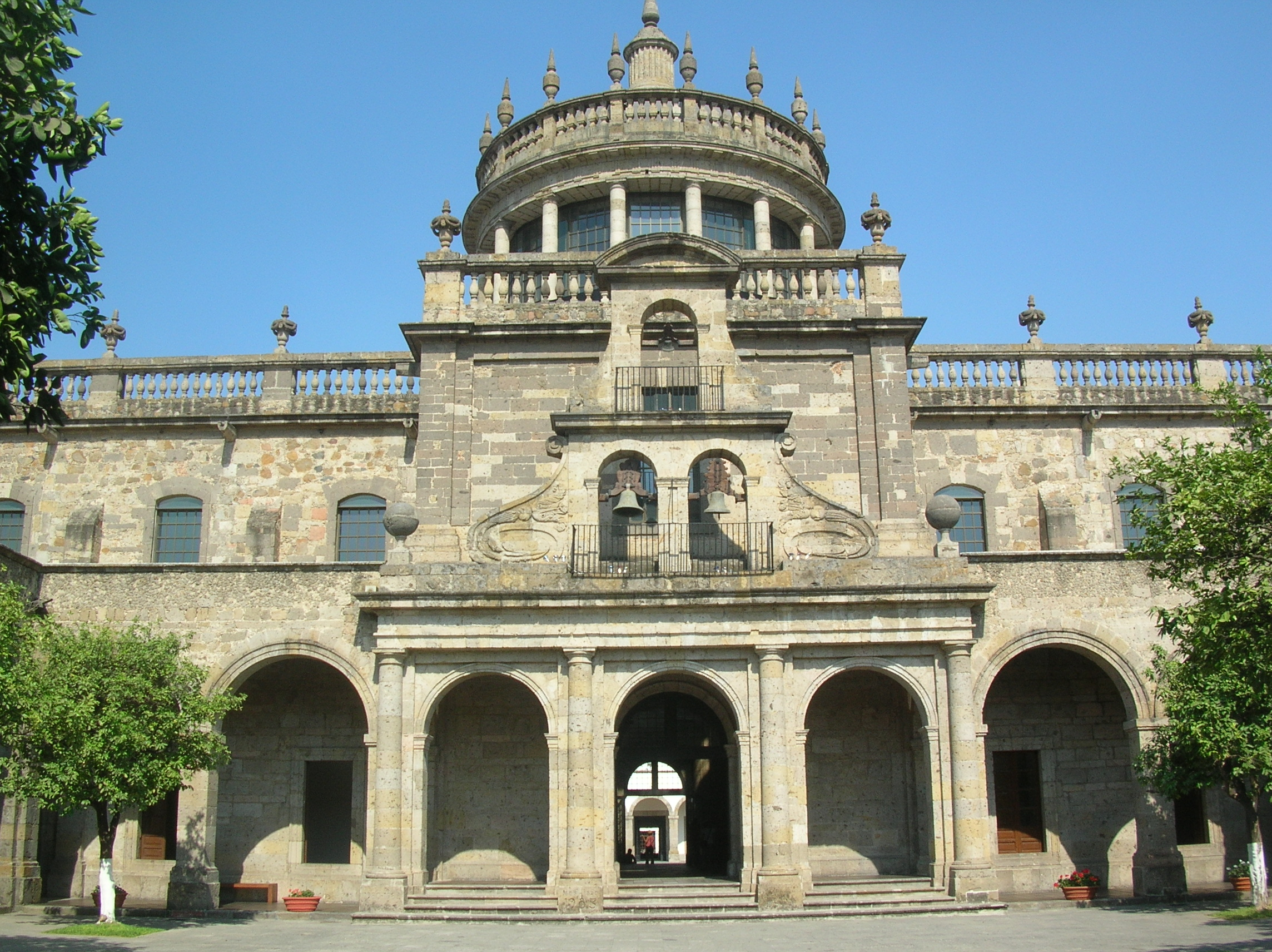
El Hospicio Cabañas.

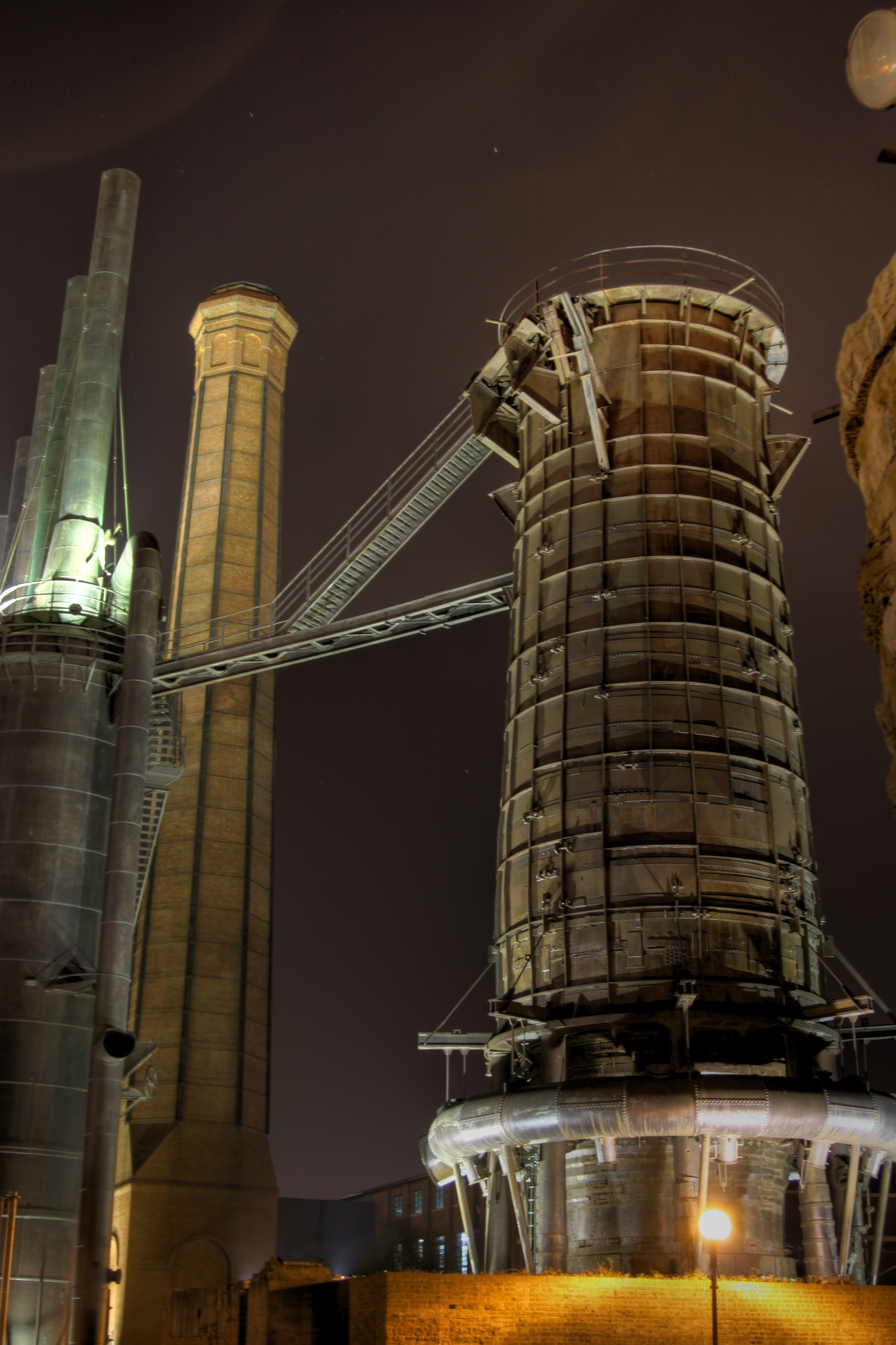
Estructura de acero en el Parque Fundidora.

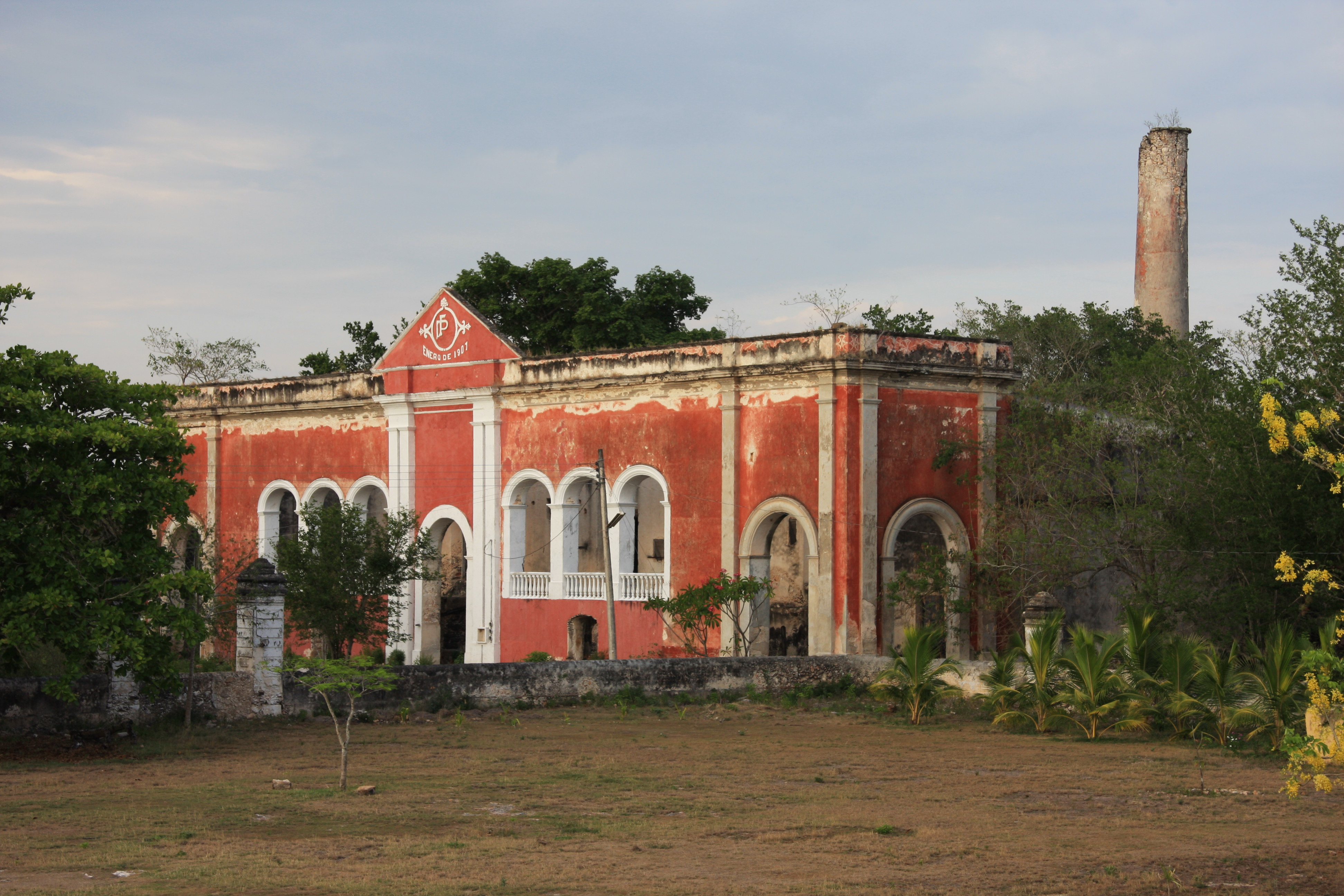
Arquitectura industrial en Yucatán

Con el neoclásico se han reconstruido varios templos modificando su estructura original como la catedral de Toluca y la mayoría de los templos que incluyen ese estilo. Finalmente algunas catedrales son construcciones recientes que tienen una arquitectura moderna y que son igualmente interesantes.
En el siglo XIX el movimiento neoclásico surge como respuesta a los objetivos de la nación republicana, uno de sus ejemplos son el Hospicio Cabañas donde la plástica estricta de las órdenes clásicas están representadas en sus elementos arquitectónicos, también surgen nuevos edificios religiosos, civiles y militares que demuestran la presencia del neoclasicismo.
Durante el porfiriato, apareció un grupo de intelectuales y estudiosos, los científicos, que pensaron que la dictadura porfirista podría ser útil para conseguir la modernización de México. Por eso, el porfiriato se caracterizó por una extraña mezcla de progresismo y conservadurismo.
Díaz fue reelegido presidente de la República en siete ocasiones. Sus principales aliados fueron la Iglesia y los grandes propietarios de la tierra (los terratenientes). Durante su dictadura, México logró un importante progreso económico, apoyado por el crecimiento de la población del país. Los latifundios (las grandes propiedades agrícolas de los terratenientes) también crecieron (a costa de las tierras de las comunidades indígenas, principalmente). La exportación de productos agrícolas se incrementó de forma espectacular. Así, México recibió importantes cantidades de dinero del extranjero, con las que el Estado financió su programa de desarrollo. En éste tuvieron mucha importancia la construcción de vías ferroviarias y la explotación de las minas de plata.
En él se ve reflejado en la arquitectura de su tiempo que abarca, desde finales del «romanticismo» hasta el «modernismo». La Ciudad de México al ser la capital de la República va a manifestar más claramente el proceso, las tendencias y condiciones dentro de las cuales se desarrolló la arquitectura de esta singular época y que refleja las contradicciones de la sociedad porfiriana. El Eclecticismo, la permanencia de esquemas y gustos académicos provenientes de las Escuelas de Bellas Artes europeas, que influyeron tanto durante el Neoclásico, la necesidad y el deseo de una buena parte de la sociedad por el resurgimiento, y al mismo tiempo su interés por integrarse a la modernidad del nouveau, junto con el deseo «nacionalista», basado en la interpretación y el «renacimiento» de lo prehispánico, retratan claramente, el desarrollo y evolución de una sociedad que con gusto, a cambio del «progreso» se sometía a una «dictadura».

### ElsigloXX

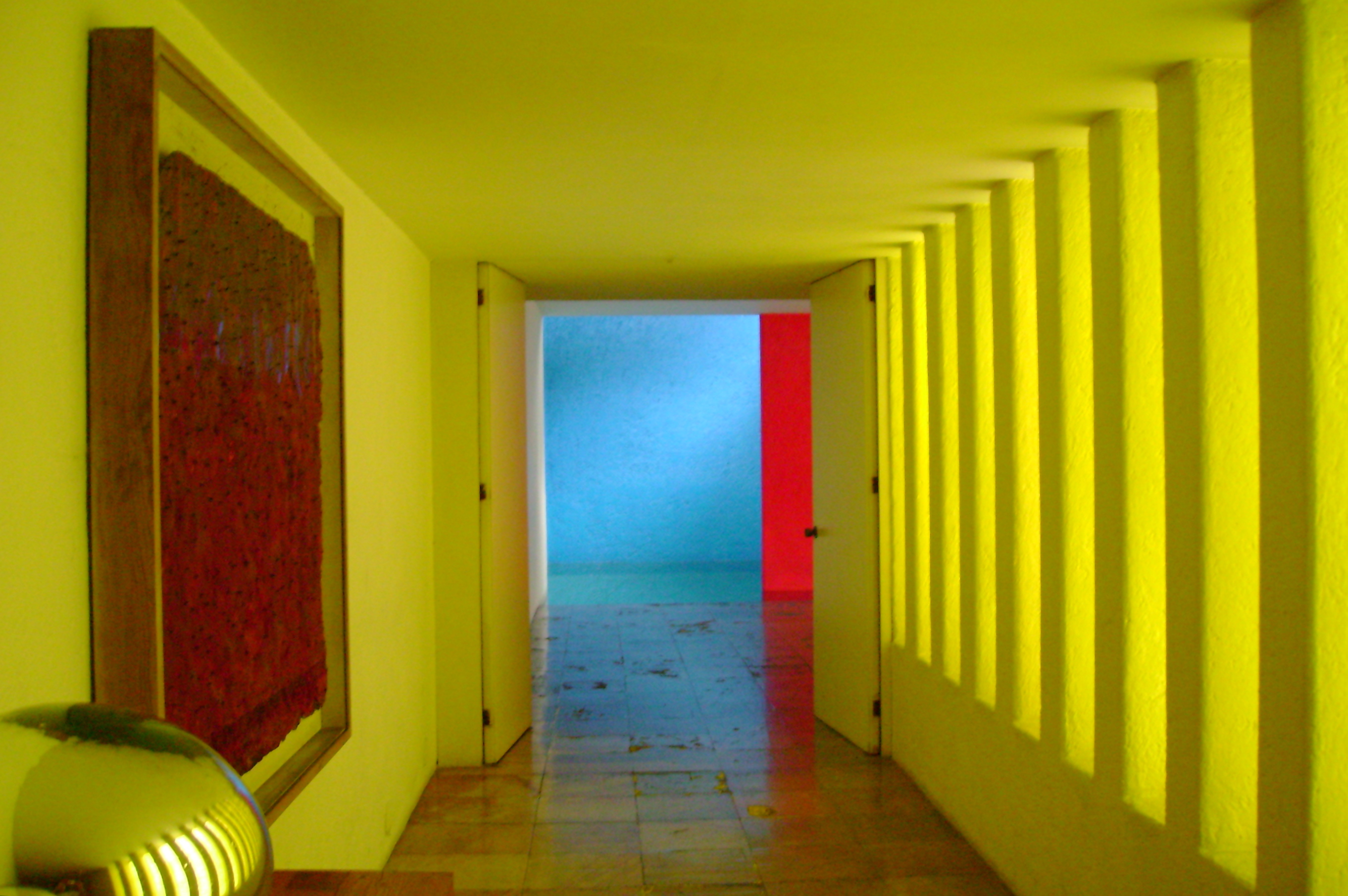
La Casa Gilardi.

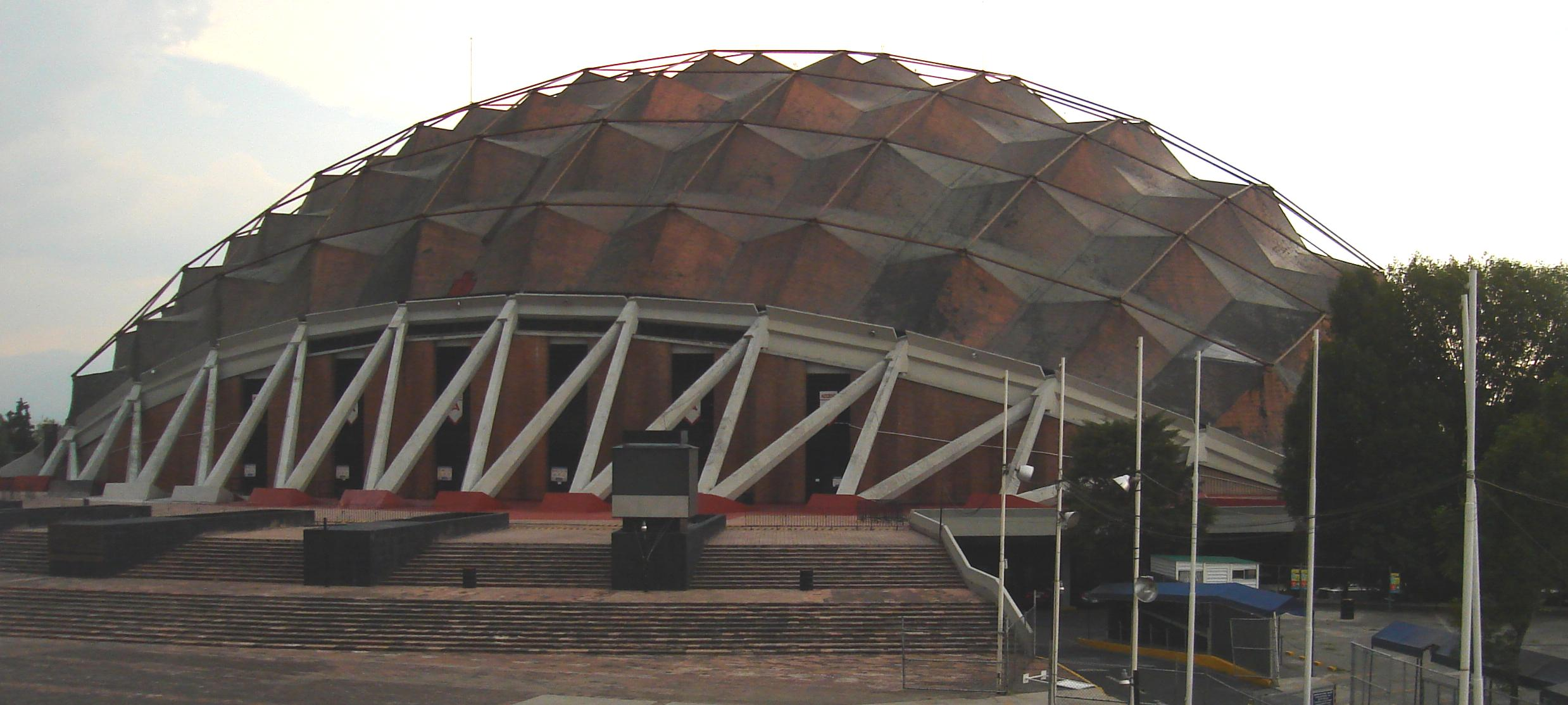
Palacio de Deportes, Ciudad deportiva de la Magdalena Mixiuhca.

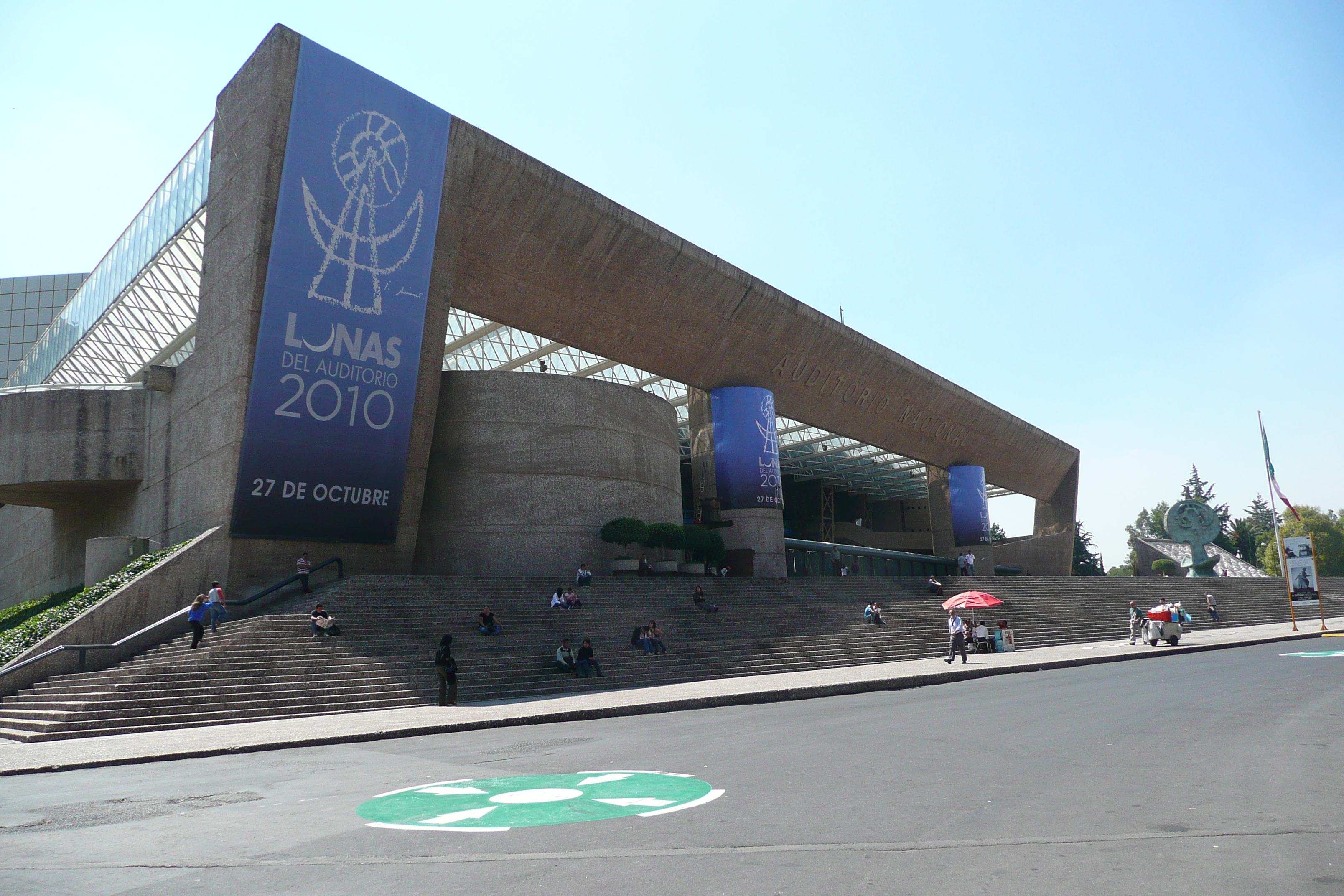
Auditorio Nacional.

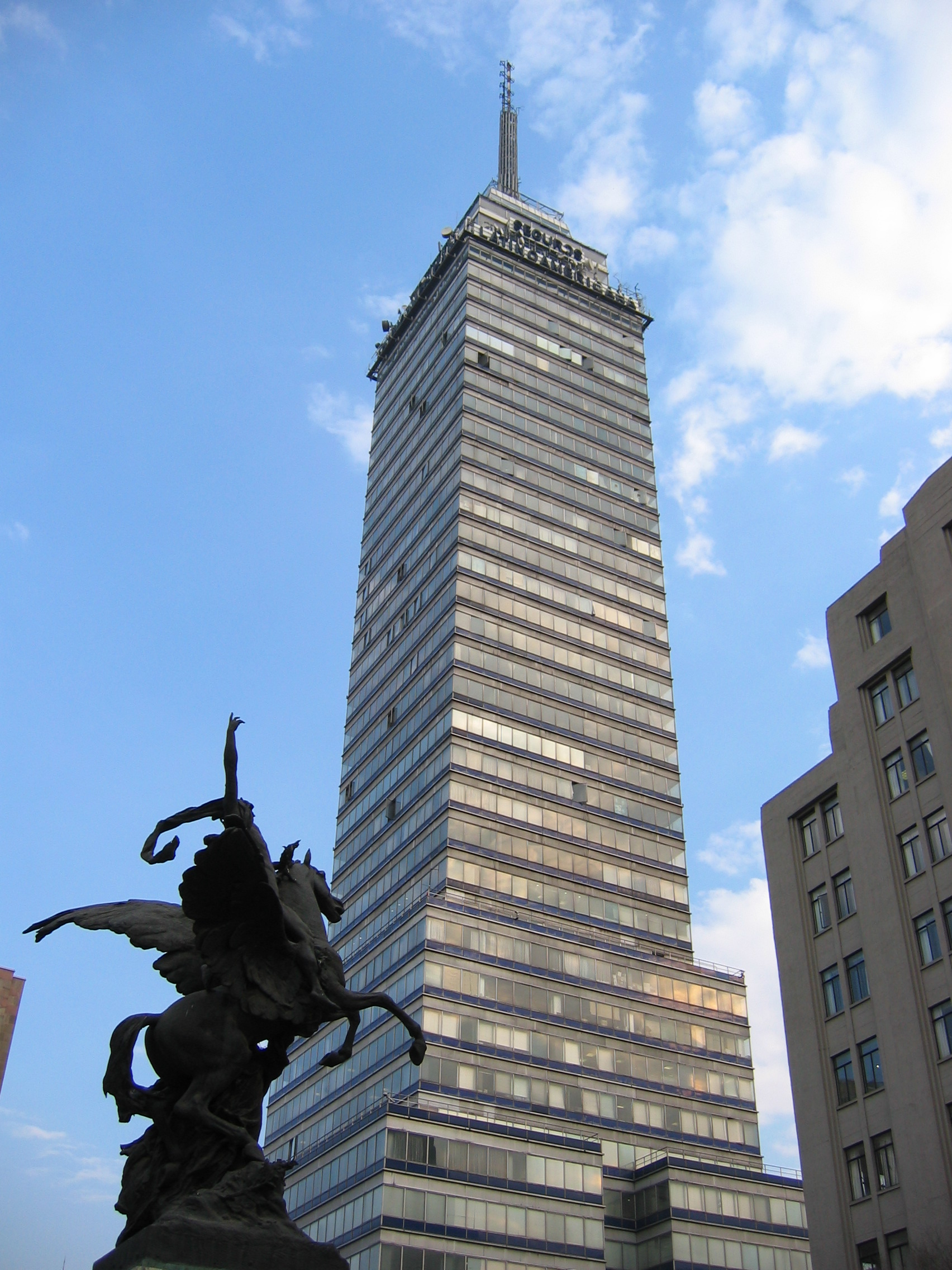
La Torre Latinoamericana en el Centro Histórico de la Ciudad de México.

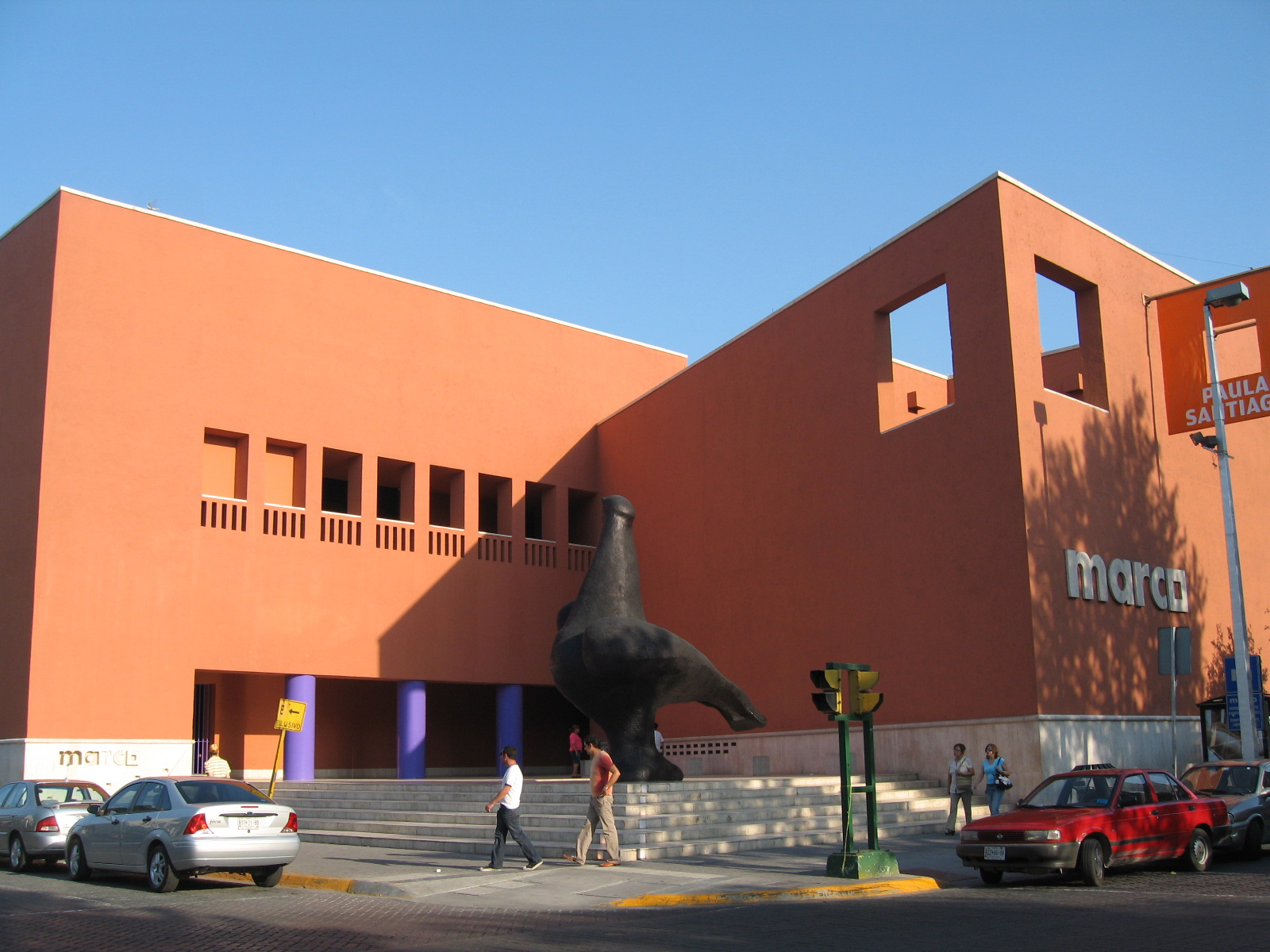
El Museo de Arte Contemporáneo de Monterrey.

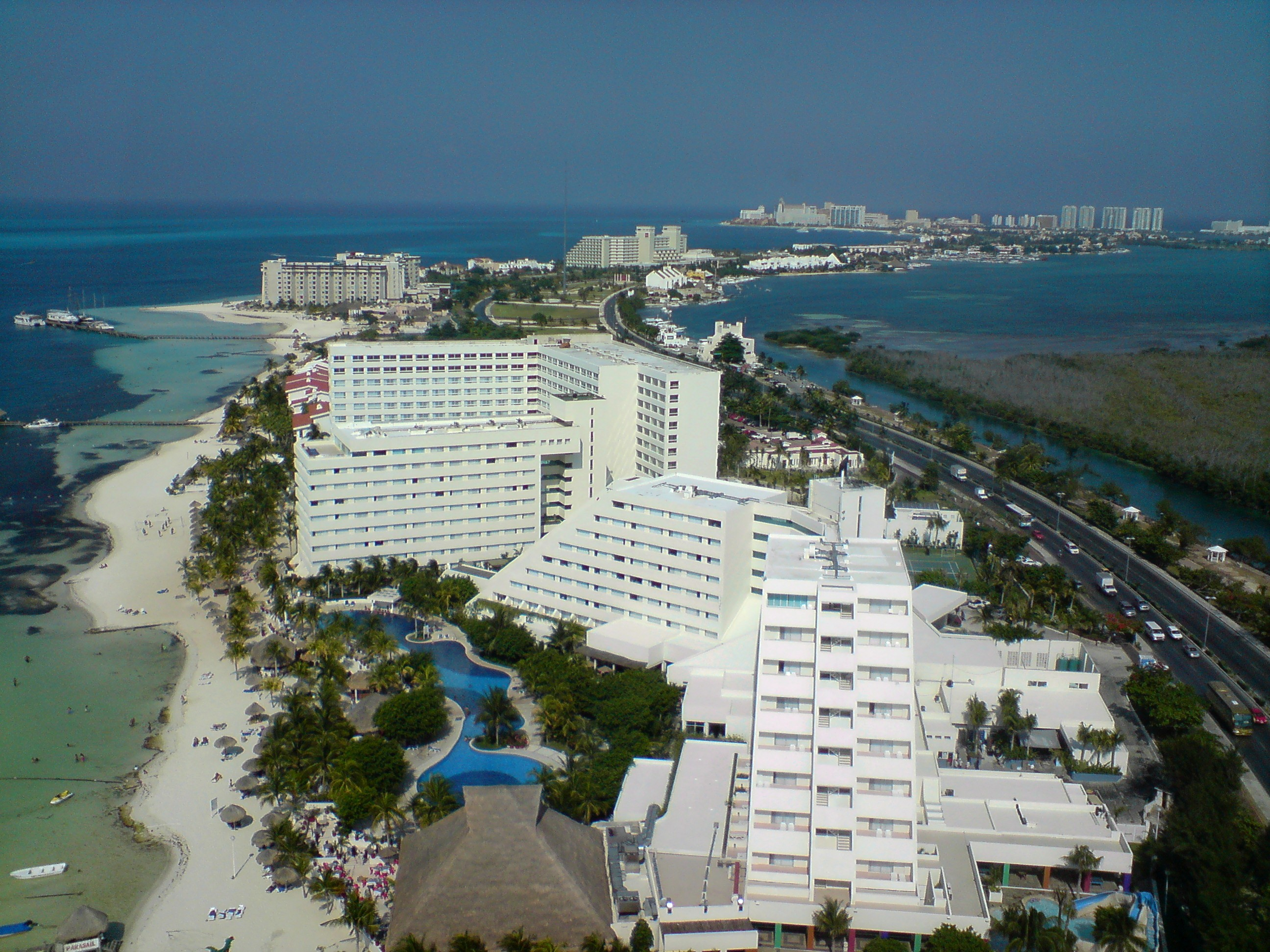
Hotelería en centros turistícos.

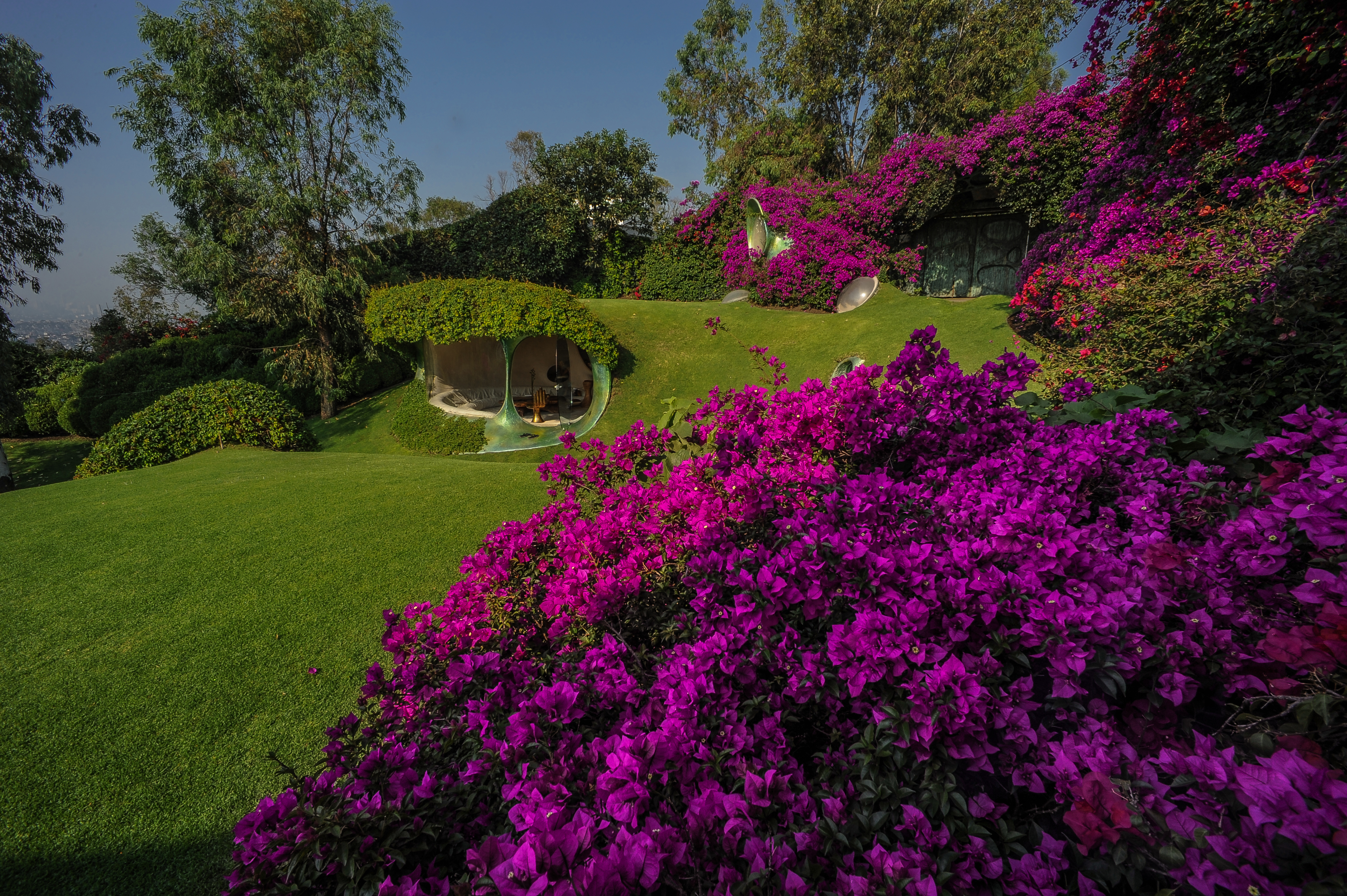
Casa Orgánica en Naucalpan de Juárez.

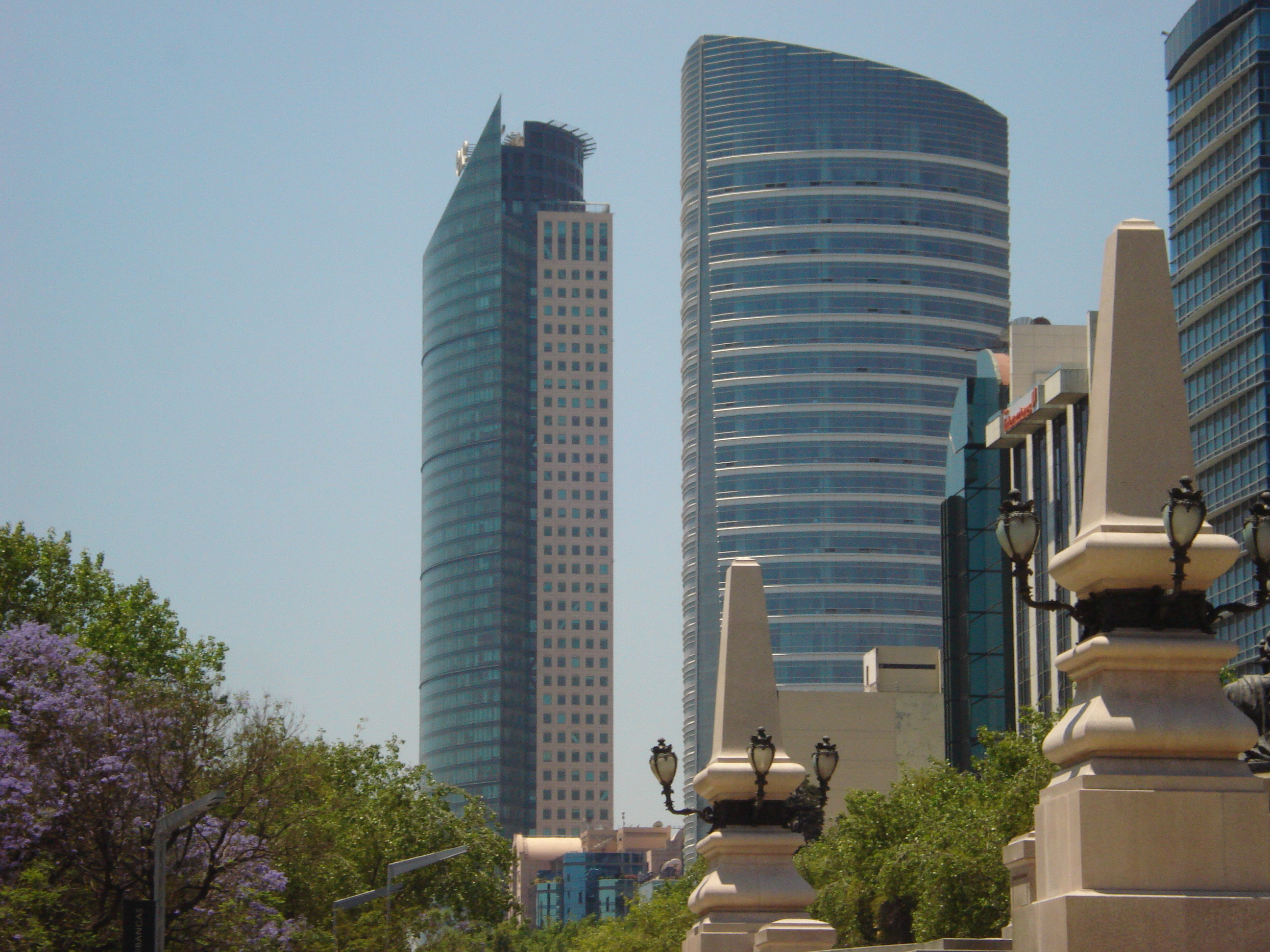
Rascacielos desde el Paseo de la Reforma.

Los romanticistas por un pasado visto a través de la arqueología muestran imágenes de la Europa medieval, la península ibérica andalusí y el México prehispánico en la forma de elementos arquitectónicos en la construcción de pabellones feriales internacionales buscando una identidad propia de la cultura nacional. El modernismo y el art déco fueron estilos introducidos dentro del diseño del Palacio de Bellas Artes para marcar el carácter identitario de la nación mexicana con simbología grecorromana y prehispánica.
La arquitectura moderna en México tiene una desarrollo importante en la plasticidad de la forma y el espacio, José Villagrán García desarrolla una teoría de la forma que marca la pauta de enseñanza en muchas escuelas de arquitectura del país dentro del funcionalismo. El surgimiento de la nueva arquitectura mexicana nace como orden formal de las políticas de un estado nacionalista que buscaba la modernidad y la diferenciación de otras naciones. Juan O'Gorman fue uno de los primeros arquitectos ambientalistas en México, desarrollando él la teoría «orgánica», tratando de integrar al edificio con el paisaje dentro de los mismos planteamientos de Frank Lloyd Wright. En la búsqueda de una arquitectura nueva que no semejara a los estilos del pasado logra una manifestación conjunta con la pintura mural y el paisajismo.
En 1941 adquirió la ciudadanía mexicana Felix Candela, en Acapulco comenzó su verdadera carrera como arquitecto con el diseño de algunas casas y hoteles. En 1950 fundó con los también arquitectos hermanos Fernando Fernández Rangel y Raúl Fernández Rangel la empresa constructora Cubiertas Ala. En 1953 recibió una cátedra en la Facultad de Arquitectura de la Universidad Nacional Autónoma de México (UNAM). También ese año salen de la empresa los hermanos Fernández Range, quedando solo su hermano Antonio. La empresa perdurará hasta 1976, aunque Félix la deja en manos de su hermano en 1969. Durante los 20 años que duró, se elaboraron 1439 proyectos de los que se realizaron 896. La mayoría fueron de tipo industrial, como la estructura en forma de paraguas cuadrado de cemento con el caño de agua de lluvia en la columna central, que proliferan por aparcamientos, gasolineras y, en general, cualquier espacio que requiera de una cubierta ligera, barata, resistente y que ocupe poco espacio en el suelo. Variantes de estas estructuras (paraboloide hiperbólico), se utilizaron en iglesias, donde proporcionan un gran espacio despejado para el culto. El punto culminante de la empresa es la edificación del Palacio de los Deportes para la Olimpiada de México 1968.
La Escuela de Jalisco fue una propuesta de esos movimientos sociopolíticos que demandaba el país, Luis Barragán logró conjuntar la forma del espacio con formas de la arquitectura rural vernácula de México y países del Mediterráneo (España-Marruecos), integrando un colorido impresionante que maneja la luz y la sombra en distintas tonalidades abriendo una mirada al minimalismo internacional. Otros exponentes destacados de la Escuela de Jalisco se encuentra Fernando González Cortázar con una mayor estilización de las formas en concreto y materiales que recuerdan la arquitectura vernácula.
La arquitectura mexicana es un fenómeno cultural que nace de la ideología de gobiernos nacionalistas del siglo XX la cual fue dando forma a la imagen de identidad por su colorido y abigarramiento de elementos ornamentales heredados de culturas ancestrales, de formas clásicas, monumentales; y posteriormente la incorporación del modernismo y las tendencias vanguardistas de corte internacional. Dentro de la arquitectura del estado por la fuerte insidencia del presidencialismo mexicano, sobresalen arquitectos como Teodoro González de León, Agustín Hernández Navarro, Abraham Zabludovsky Kraveski, Mario Pani entre otros.
La Torre Latinoamericana es un rascacielos ubicado en la esquina que forman las calles de Madero y el Eje central Lázaro Cárdenas en el Centro Histórico de la Ciudad de México. Su ubicación céntrica, su altura (182 metros, 204 m si se incluye la última etapa de la antena, con 45 pisos) y su historia la han convertido en uno de los edificios más emblemáticos de la Ciudad de México en la lucha por la conquista de cielo aprovechando al máximo el terreno, una ideología capitalista proveniente de Estados Unidos. 
La Torre Latinoamericana fue diseñada por el arquitecto mexicano, Augusto H. Álvarez. Fue también el edificio más alto de la ciudad desde su construcción en 1956 hasta 1972, año en que se completó la Torre World Trade Center, también obtuvo el récord del rascacielos más alto del mundo fuera de Estados Unidos y por lo tanto de Iberoamérica.
Javier Senosiain es exponente de la denominada arquitectura orgánica. Desarrolla una arquitectura acorde al entorno donde se establece la obra con gran colorido en vidrio y vitrales influenciado por la arquitectura de Antoni Gaudí.

#### Influencia mexicana en la arquitectura

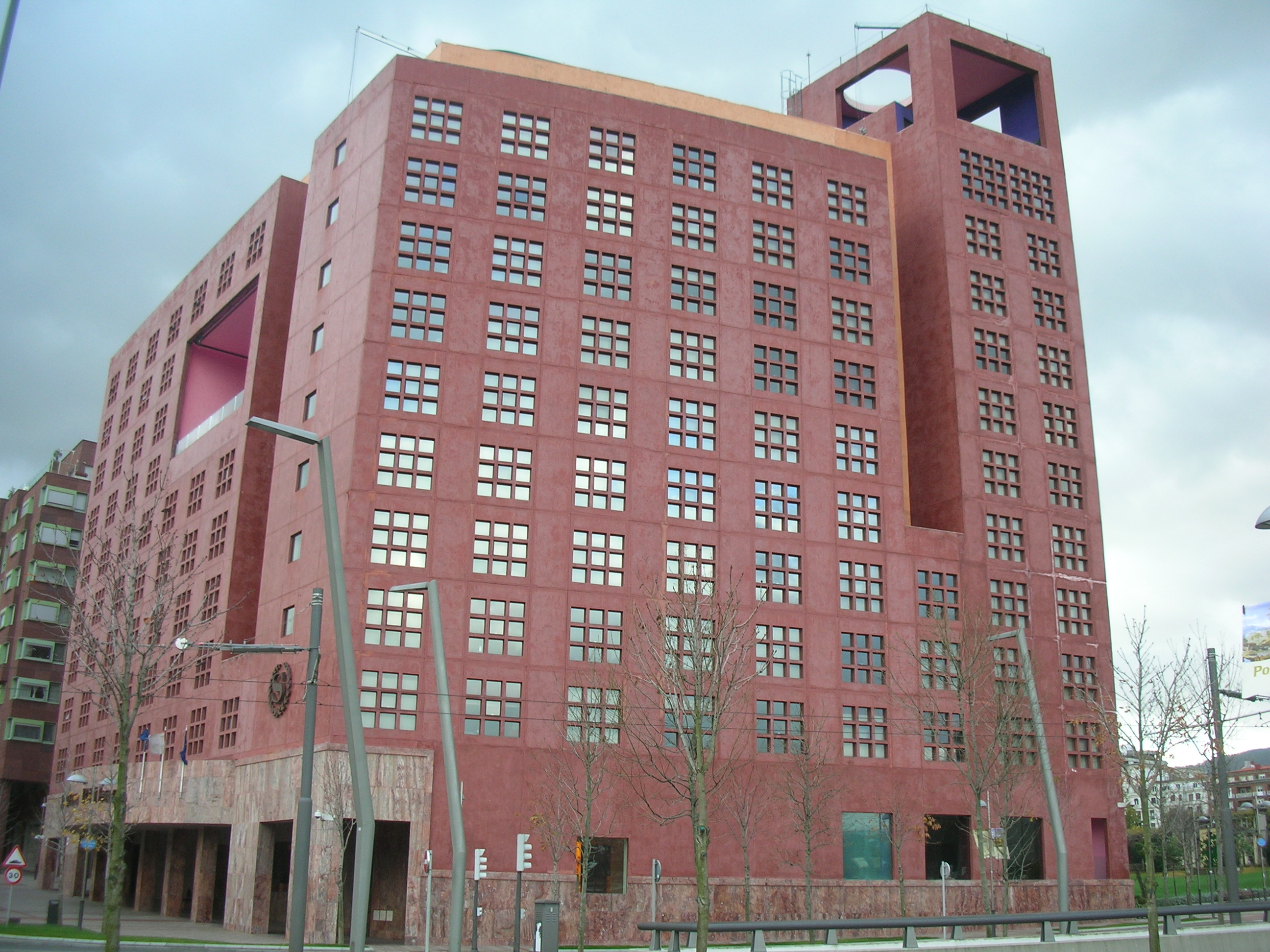
Hotel Sheraton de Bilbao.

Principalmente en Estados Unidos ha existido una fuerte influencia por la arquitectura mexicana, diversos arquitectos han construido edificios con una clara formalidad estilística de los edificios mexicanos.
En 1990, al designar el terreno para la construcción de una «nueva» catedral para la ciudad, se quiso erigir como un monumento para la oración, por la reconciliación y la paz entre hermanos. El sitio de la catedral, sin contar con una plaza propiamente dicha, tiene suficiente extensión como para organizar en sus alrededores eventos religiosos o sociales de amplia participación. Cuenta con un nutrido tráfico urbano, incluyendo varias rutas de transporte urbano colectivo (autobuses) que utilizan los fieles para visitar el templo. 
Fue diseñada por el arquitecto mexicano Ricardo Legorreta, quien se inspiró en la basílica del Santo Sepulcro de Jerusalén (Israel), para hacer las cúpulas y fue consagrada el 4 de septiembre de 1993 por el cardenal Miguel Obando y Bravo, Arzobispo de Managua.

## La arquitectura delsigloXXI

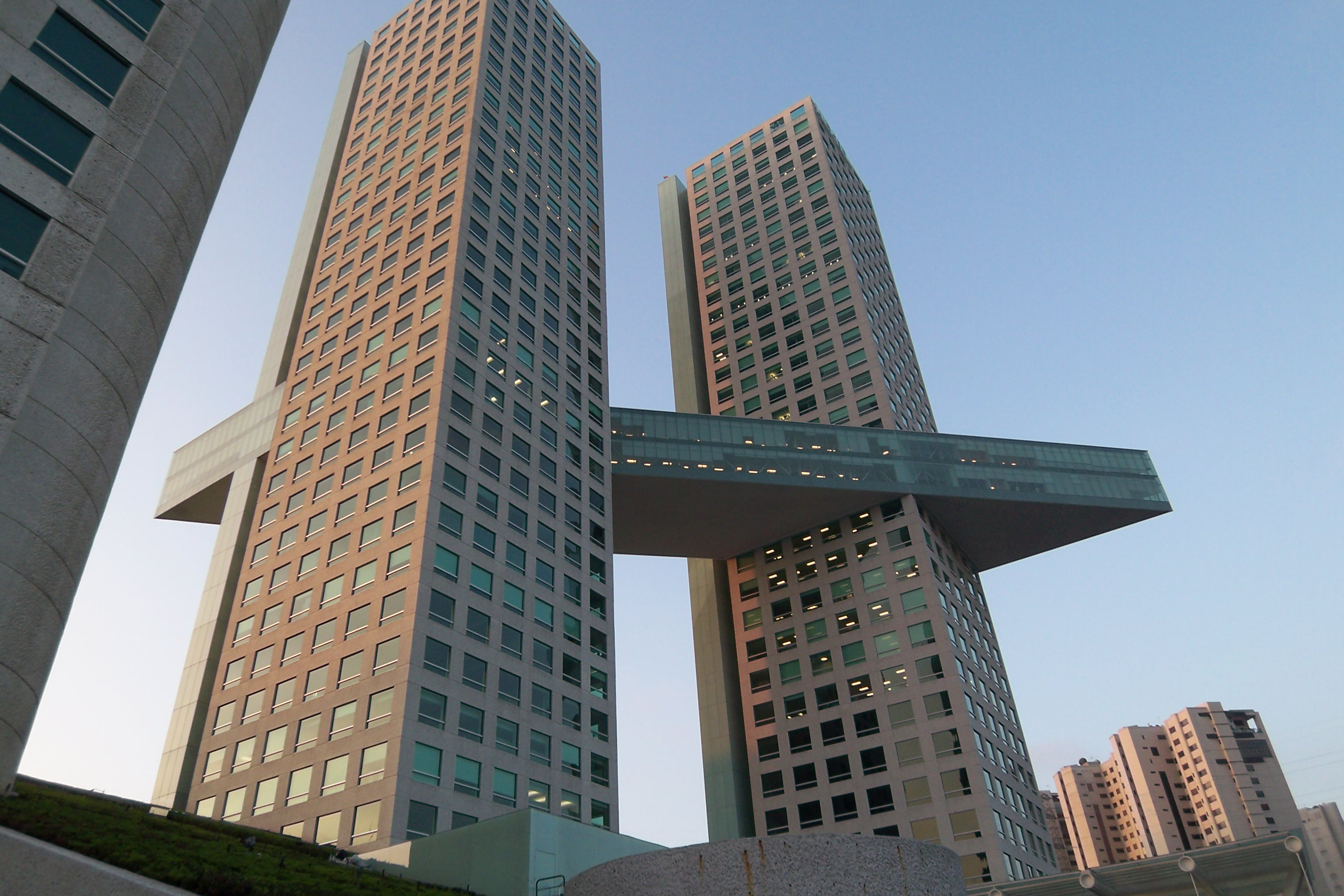
Segunda fase de Santa Fe en el Distrito Federal contempla los llamados edificios inteligentes.

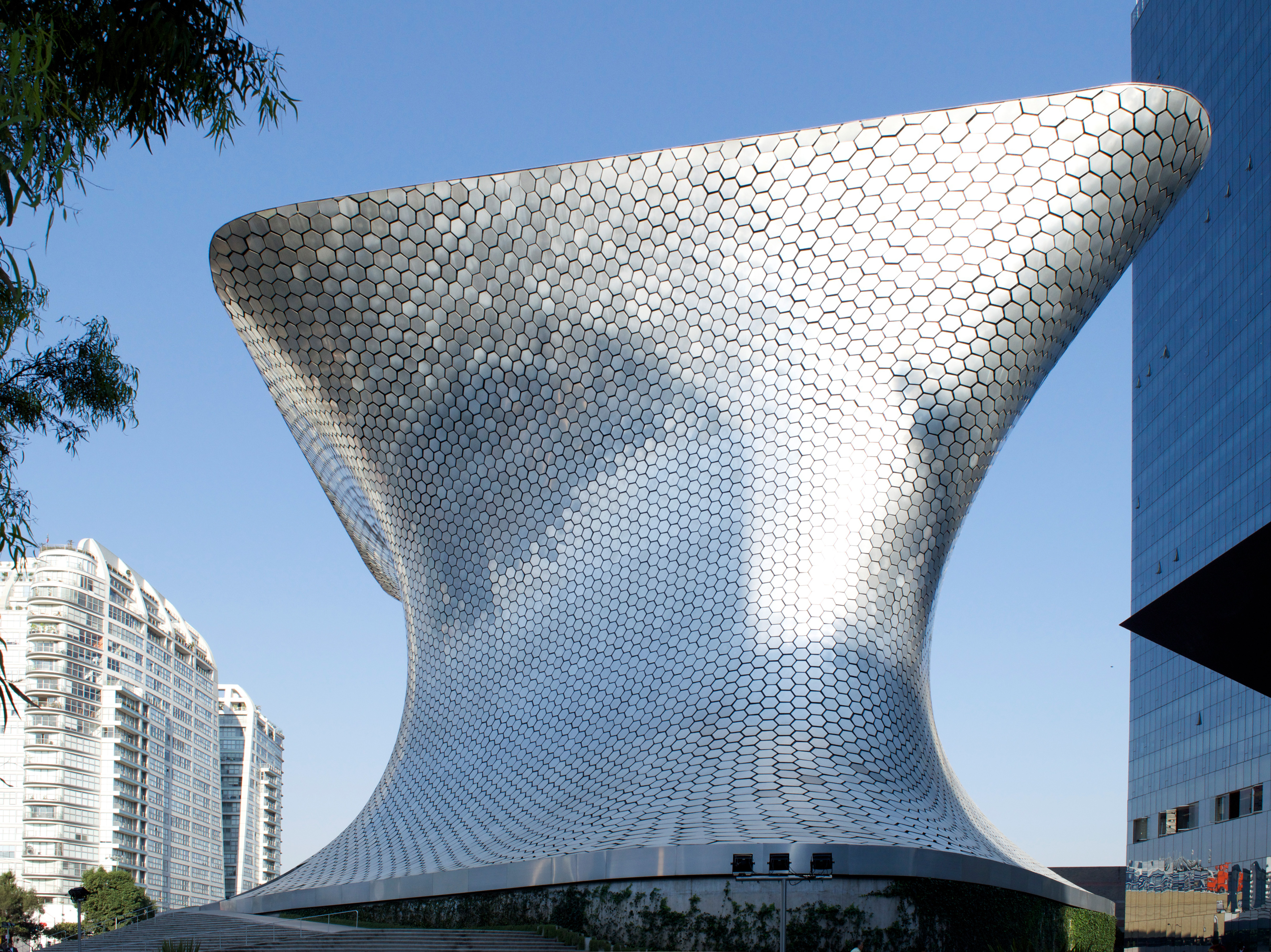
Panorámica del Museo Soumaya.

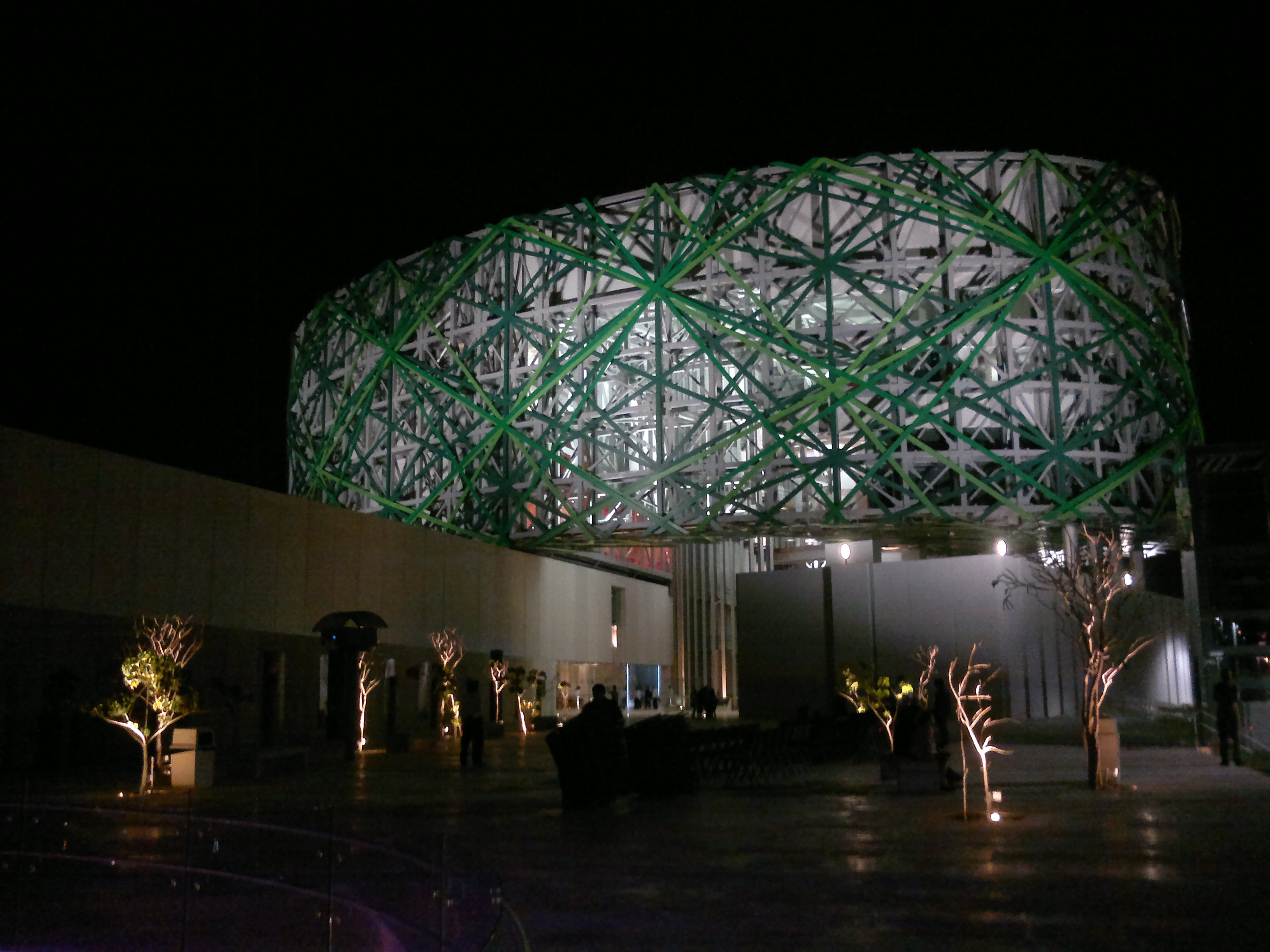
Panorama nocturno del Gran Museo del Mundo Maya en Mérida.

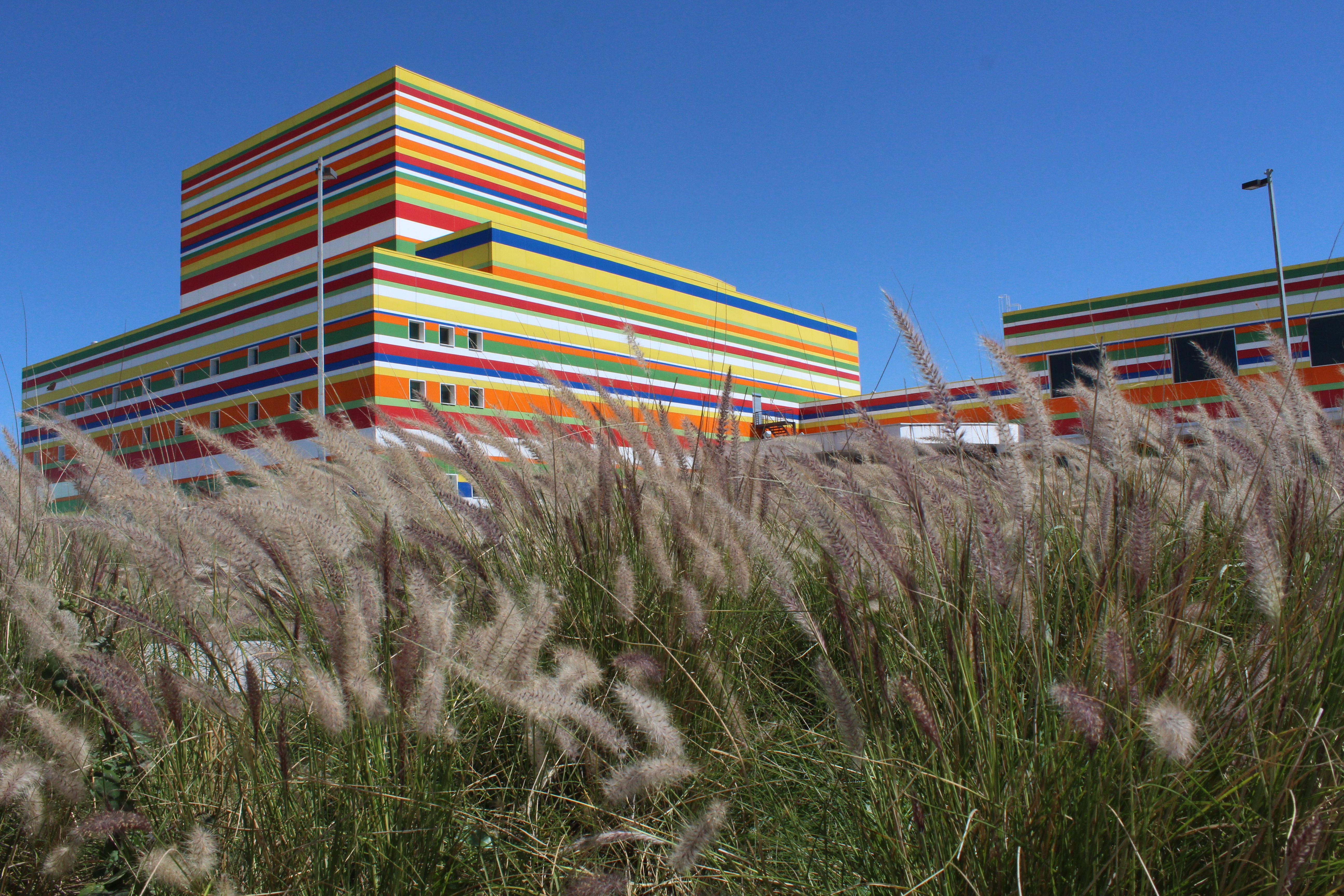
Panorámica del Parque Cultural Reynosa.

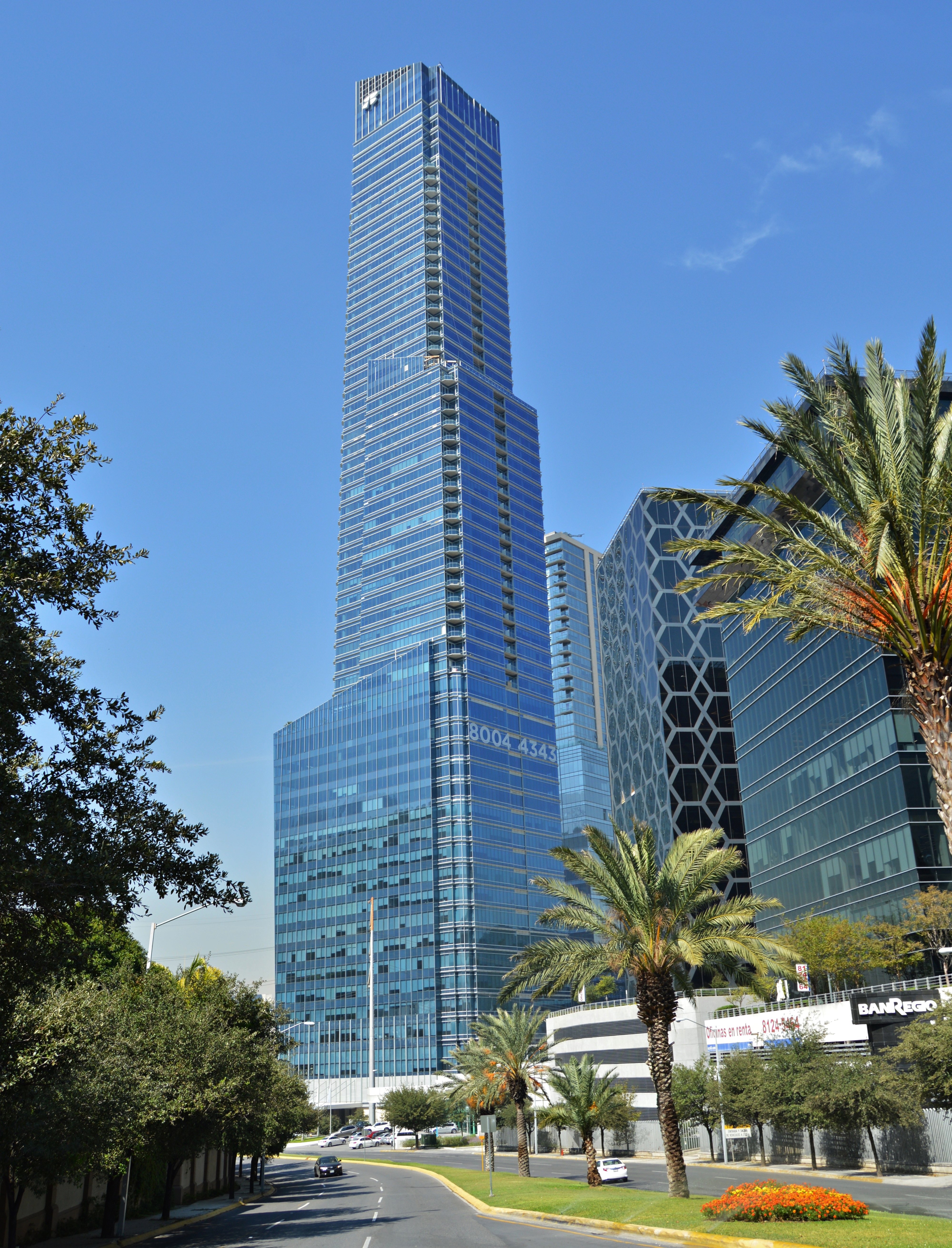
Torre KOI en San Pedro Garza García.

Fachada del Mercado municipal de Tampico.

En el siglo XXI, se enfrenta una severa crisis de identidad entre la sociedad mexicana, esto se ve reflejado en la construcción de los nuevos edificios y en los valores arquitectónicos de quienes los construyen. Sin embargo; es uno de los periodos históricos donde más obra se ha construido en los últimos años en este país, eso hace ver notables cambios en los arquitectos del siglo XX y en los nuevos arquitectos recién egresados de las instituciones mexicanas y extranjeras.
La nueva arquitectura mexicana tiene forma y conceptos de una globalización de mercado, aún se puede encontrar valores que recuerdan el vernaculismo manifestado en su colorido; la arquitectura del no lugar cada vez es más evidente en los espacios cotidianos de los centros urbanos del país, la tecnología y los elementos prefabricados de construcción levanta grandes edificios comerciales, parques de vivienda y áreas de recreación, así como espacios aeroportuarios de vanguardia, terminales de autobuses, estaciones de tren o de metro, grandes hoteles de lujo y arquitectura industrial.
El puente la unidad de Monterrey Nuevo León se le considera una obra de excelente calidad y programación de construcción, pero las escuelas de arquitectura del país consideran una falta de valores en los estudiantes y una falta de creatividad al observar similitud con el puente del Alamillo en Sevilla y el puente Erasmus en Róterdam, Países Bajos.
El reciclaje de edificios es otra corriente que está valorando viejas estructuras industriales, virreinales o modernas para usos indefinidos que va de la vivienda, espacios para el arte y la cultura u oficinas gubernamentales o corporativas, esta ideología trata de aminorar costos y recuperar formas del pasado.
Los edificios inteligentes y corporativos son ejemplo claro de la arquitectura de vanguardia en México, forman parte de grandes proyectos urbanísticos de ciertos sectores o de grandes avenidas de las ciudades mexicanas, se caracterizan por tener sistemas de operación controlados por máquinas, como el aire acondicionado, la luminosidad, sistemas de seguridad, etc. Estos edificios mexicanos juegan a ser ciudades en sí mismos con un control estricto de las redes que hacen operar al mismo.
La industria turística también hace grandes aportes a la arquitectura de México, las grandes cadenas hoteleras juegan con el espacio y el diseño para convertir a los hoteles en verdaderos centros de entretenimiento, los adelantos tecnológicos se incorporan fácilmente en la distribución del espacio, la arquitectura del paisaje y el diseño industrial son parte fundamental de los nuevos complejos hoteleros que tienen el objetivo central de satisfacer la demanda más exigente.
Los eco-rascacielos son ya una realidad en algunos conjuntos urbanos del país, buscan tener menor demanda de energía y emplean ecotécnicas industriales en la construcción, tratan de recuperar los espacios verdes e intentan aprovechar la energía solar; la eco-arquitectura mexicana parte del vernaculismo y se manifiesta con adelantos tecnológicos del siglo XXI de la arquitectura internacional. Esta corriente arquitectónica va tomando mayor influencia en las escuelas de arquitectura del país por una preocupación del cambio climático en el planeta.

## Arquitectos mexicanos destacados

### José Villagrán García.
Nacido en el Distrito Federal el 22 de septiembre de 1901 y fallecido en el mismo Distrito Federal el 10 de junio de 1982. Teniendo como proyecto insignia el Hospital General "Dr. Manuel Gea González". Es recordado por ser el autor de "Teoría de la arquitectura", libro en el que adaptaba las ideas de Le Corbusier y en búsqueda de la arquitectura moderna y la arquitectura funcionalista en México.

#### Detalles profesionales.
Dentro de los reconocimientos que obtuvo están: Ganador del Premio Nacional de las Artes en el área de Bellas Artes, dado por el gobierno de México en 1968 y el Premio Nacional de Arquitectura, de la Sociedad Mexicana de Ingenieros y Arquitectos, México en 1981.
Llegó a ser presidente de la Sociedad de Arquitectos (SAM) en 1926. Miembro fundador de la Academia de Artes, en 1968; así como miembro fundador de ICOMOS Mexicano, siendo el presidente de este organismo en 1981.

### Luis Ramiro Barragán Morfín.
Nacido en la ciudad de Guadalajara el 9 de marzo de 1902 y fallecido en el Distrito Federal el 22 de noviembre de 1988; conocido solamente como Luis Barragán, fue un ingeniero y arquitecto mexicano.

#### Detalles profesionales.
Como una de sus tantas obras destaca su propia  Casa-Estudio y el conjunto escultórico "Torres de Satélite". Es, hasta la fecha, el único arquitecto mexicano ganador del premio Pritzker, esto en 1980.

### Juan O'Gorman O'Gorman.
Nacido en Coyoacán, Distrito Federal el 6 de julio de 1905 y fallecido en el mismo Distrito Federal el 18 de enero de 1982. Hijo del ingeniero en minas y pintor autodidacta irlandés Cecil Crawford O'Gorman y de la mexicana Encarnación O'Gorman Moreno, así como hermano del historiador Edmundo O'Gorman. Además de su formación como arquitecto tuvo una formación de pintor fuera de la rigidez del academicismo, tomando como referencias José María Velasco, Gerardo Murillo ("Dr. Atl"), así como sus amigos Frida Kahlo y Diego Rivera.

#### Detalles profesionales.
Fue alumno de José Villagrán por quien estuvo bajo la influencia de Le Corbusier y ayudó a introducir a México la arquitectura funcionalista. En una etapa posterior, se percibe la influencia de Frank Lloyd Wright y de su arquitectura orgánica. A lo largo de su carrera, fue profesor en el Instituto Politécnico Nacional, donde creó la carrera de ingeniero arquitecto, cuestión que le ocasionó diferencias con la sociedad arquitectónica mexicana de entonces.
Unas de sus obras más conocidas es la Biblioteca Central de C.U., donde diseño el inmueble y los murales de su fachada, así como la Casa-Estudio de Diego Rivera.

### Mario Pani.
Nacido en el Distrito Federal el 29 de marzo de 1911 y fallecido en el mismo Distrito Federal el 23 de febrero de 1993).

#### Detalles profesionales.
Diseñador de la Sede de la Escuela Normal de Maestros, la Torre de Rectoría en C.U., el Conjunto Urbano Nonoalco Tlatelolco y el edificio sede del Conservatorio Nacional de Música.
En 1986 recibió el Premio Nacional de las Artes en el área de Bellas Artes.
Fue miembro fundador del Colegio de Arquitectos (CAM) en 1946 y de la revista Arquitectura (posteriormente llamada "Arquitectura México") en 1948, la cual publicó la obra de arquitectos como Augusto H. Álvarez, Juan O'Gorman, José Villagrán García, Vladimir Kaspé y Mathias Goeritz. La revista fue publicada por más de cuarenta años, en 119 números, teniendo una enorme influencia en la arquitectura mexicana del siglo XX.

### Pedro Ramírez Vázquez
Nacido en el Distrito Federal el 16 de abril de 1919 y fallecido en el mismo Distrito Federal el 16 de abril de 2013.

#### Detalles profesionales.
Sus obras cumbres fueron: El Estadio Azteca, la nueva Basílica de Guadalupe y el Museo Nacional de Antropología e Historia. Miembro del Comité organizador de los Juegos Olímpicos de 1968. En 1976, por medio del presidente José López Portillo, fue designado secretario de Asentamientos Humanos y Obras Públicas, cargo en el que permaneció los seis años del gobierno; al concluir, continuó el ejercicio de su profesiónCita.
Fue fundador y primer rector de la UAM. Fue doctor honoris causa por varias universidades como la UNAM y la U.A. de Colima.
Recibió múltiples premios y distinciones, como el Premio a la Vida y Obra, galardón otorgado por el Premio Obras Cemex que le fue otorgado en 2003.

### Teodoro González de León.
Nacido en el Distrito Federal el 29 de junio de 1926 y fallecido en la misma Ciudad de México el  16 de septiembre de 2016.

#### Detalles profesionales.
Proyecto el edificio denominado "'El Pantalón'" y el MUAC.

## Arquitectura popular mexicana

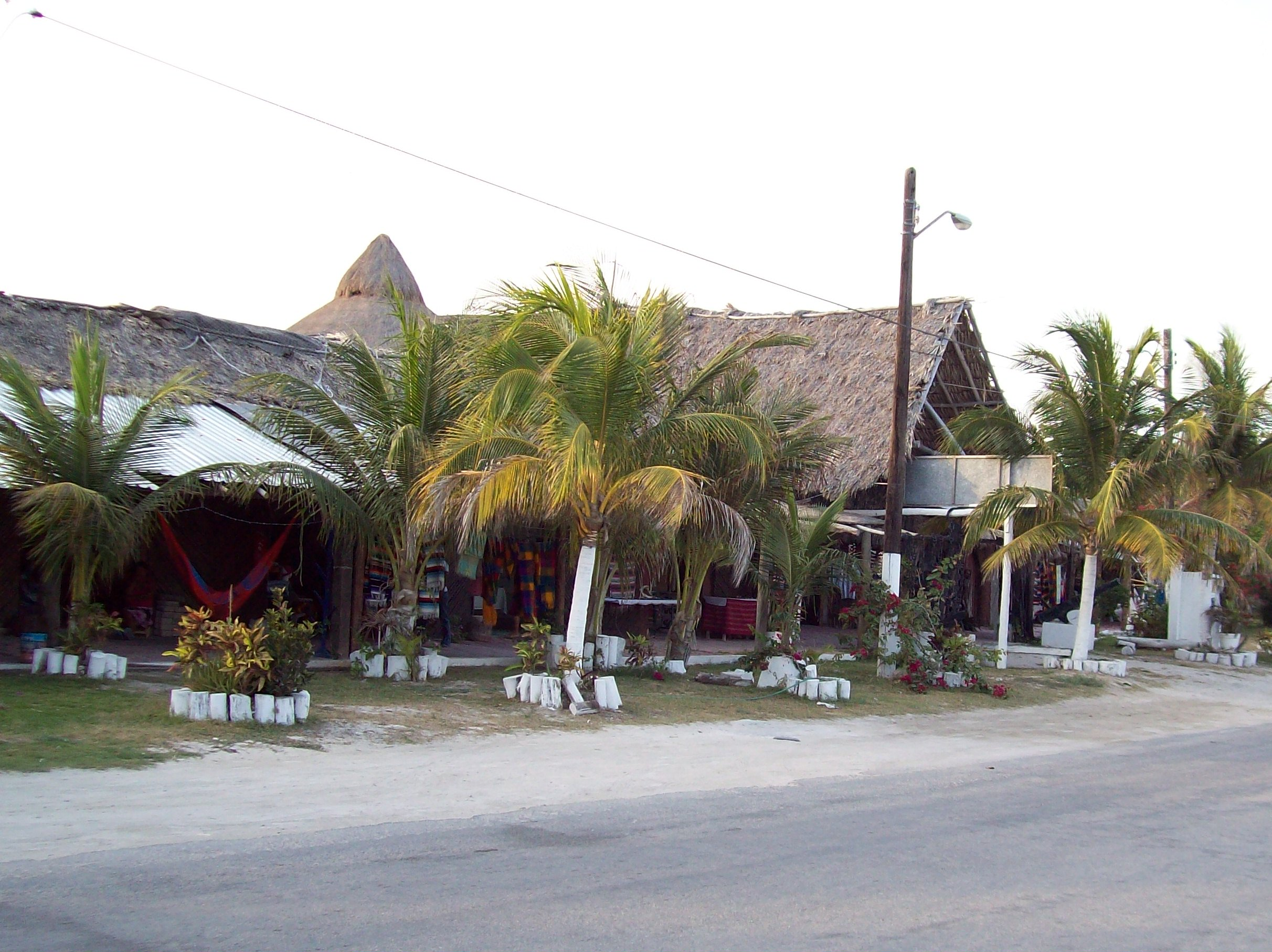
Vivienda en Puerto Morelos, Quintana Roo.
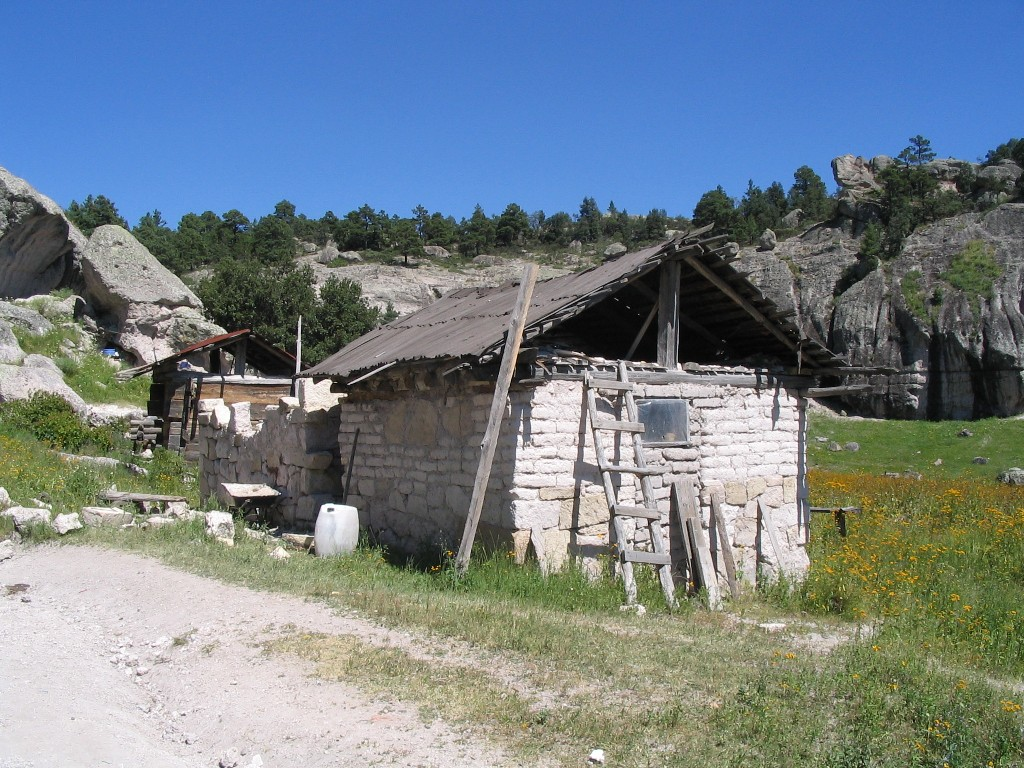
Arquitectura tradicional en Chihuahua.
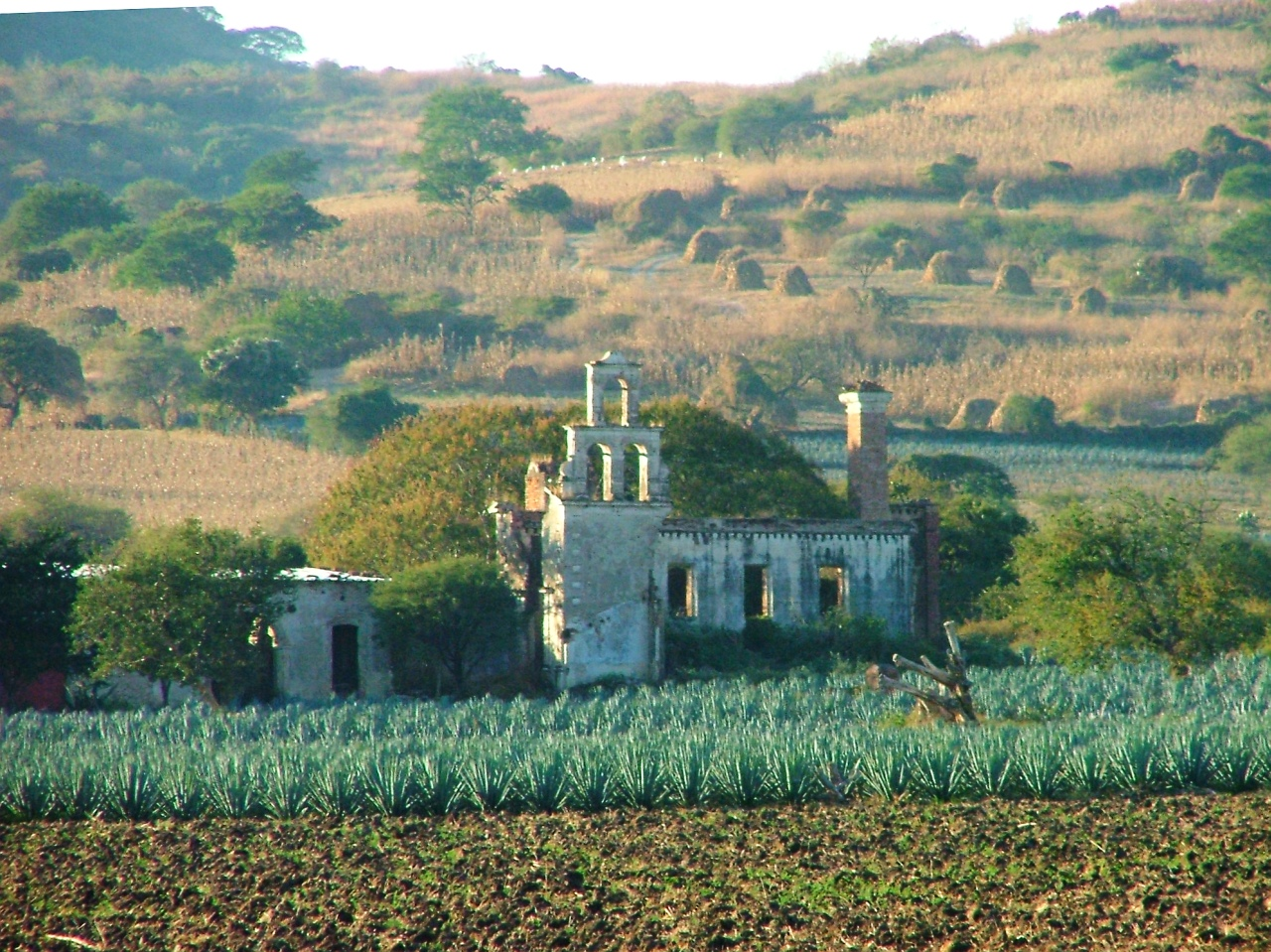
Hacienda agavera en Jalisco.
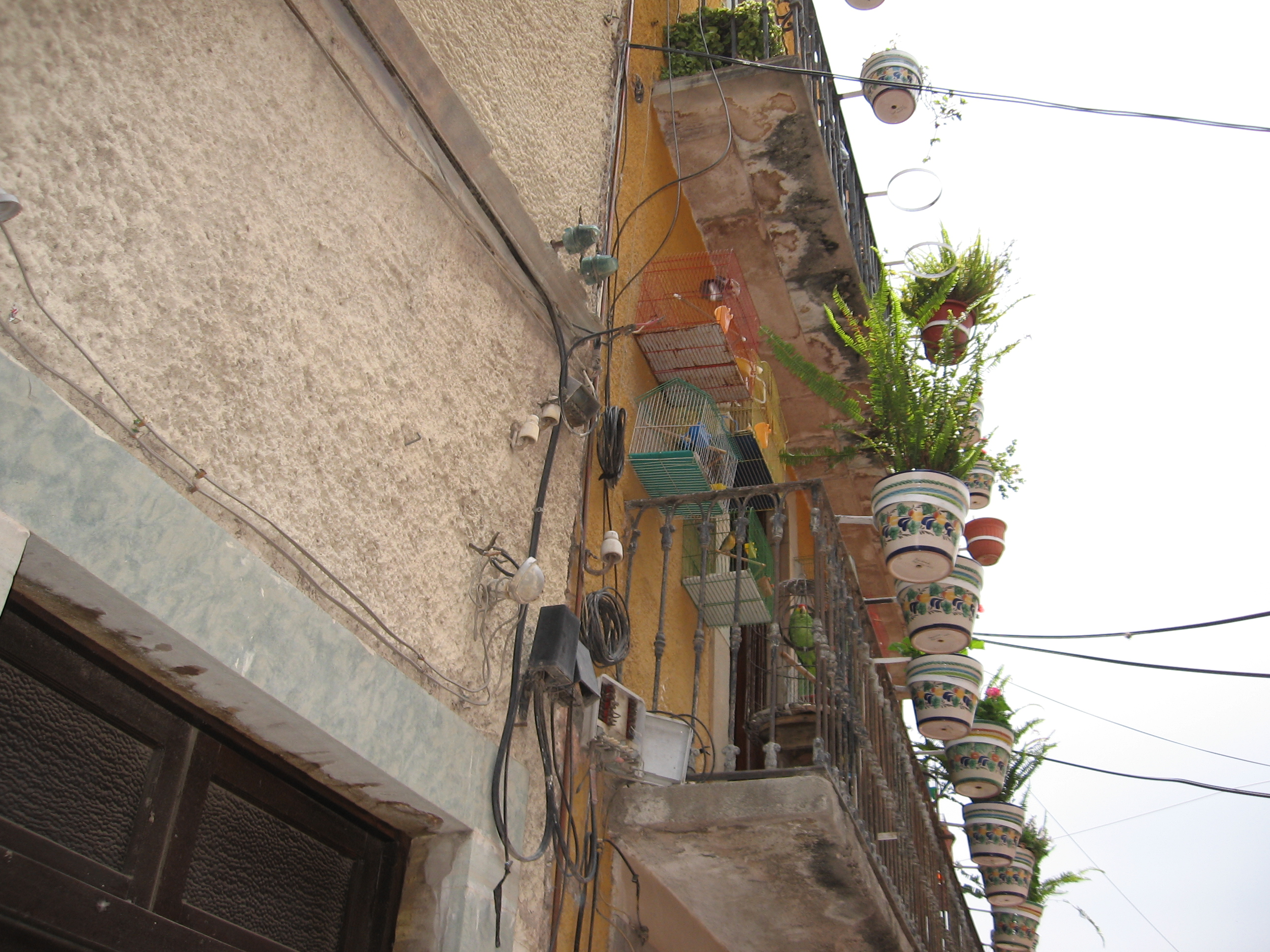
Arquitectura tradicional en dos niveles de Guanajuato.
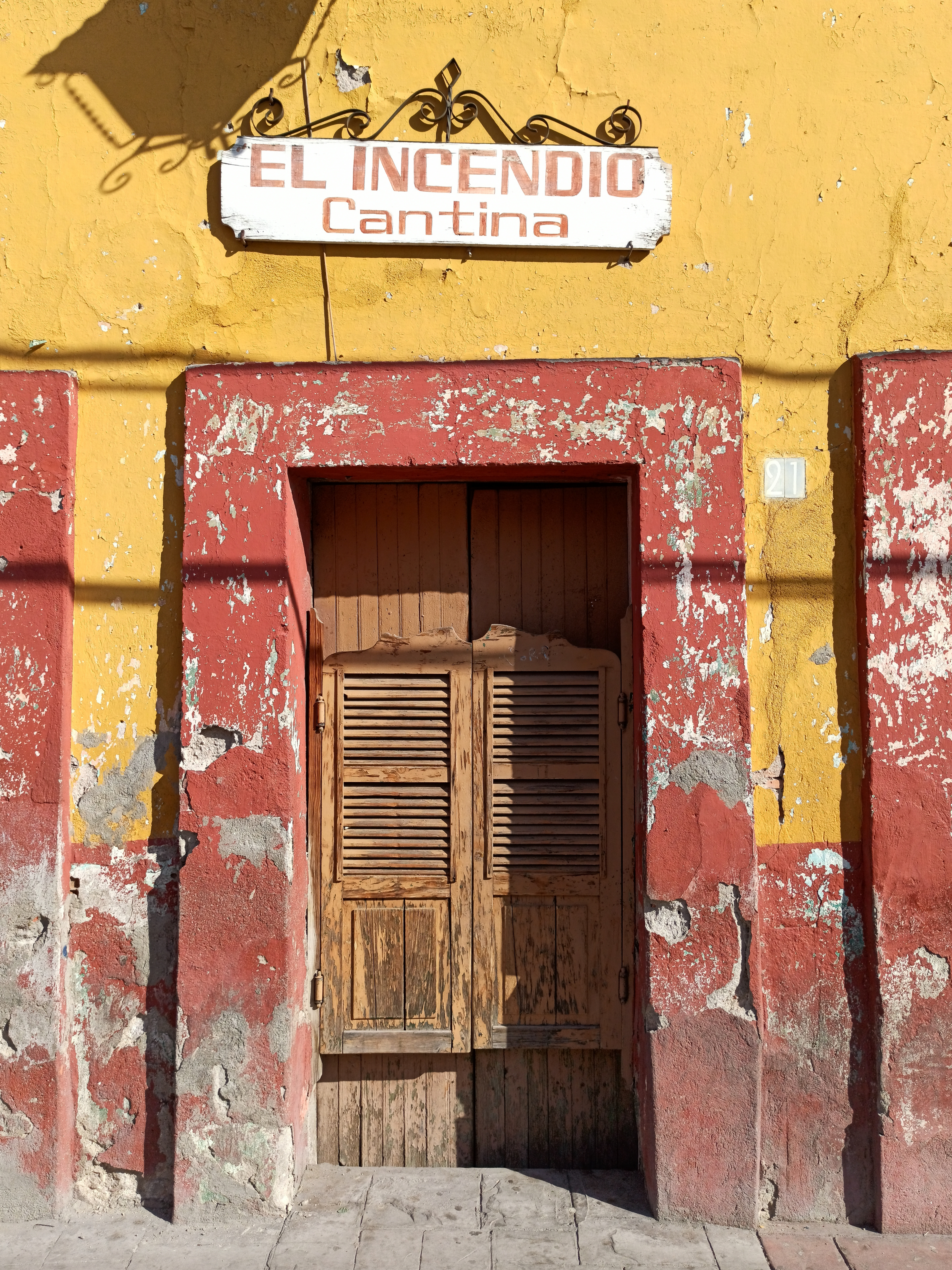
Cantina en Dolores Hidalgo, Guanajuato.
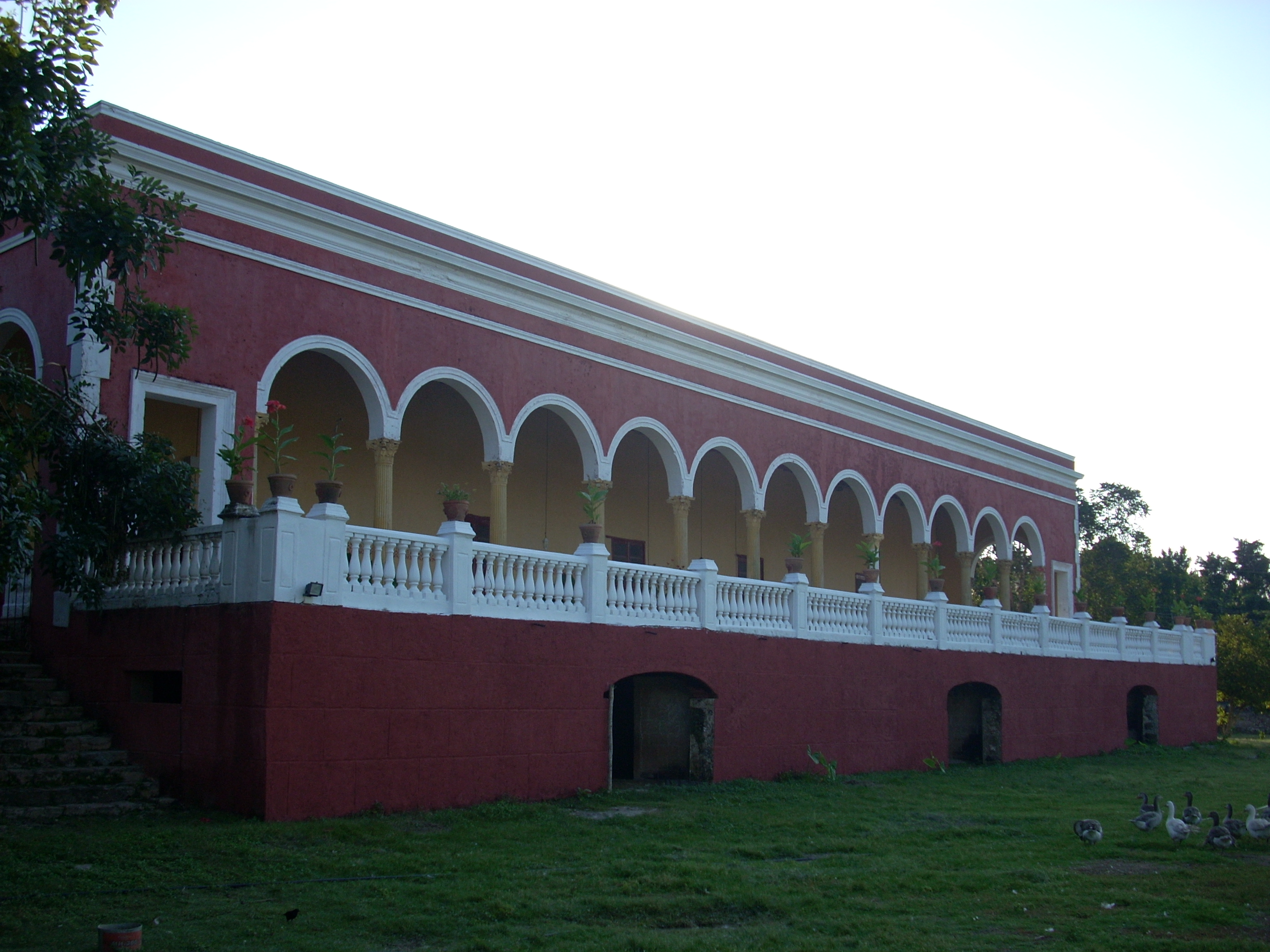
Hacienda henequenera en Yucatán.
Viviendas en Ciudad del Carmen, Campeche.
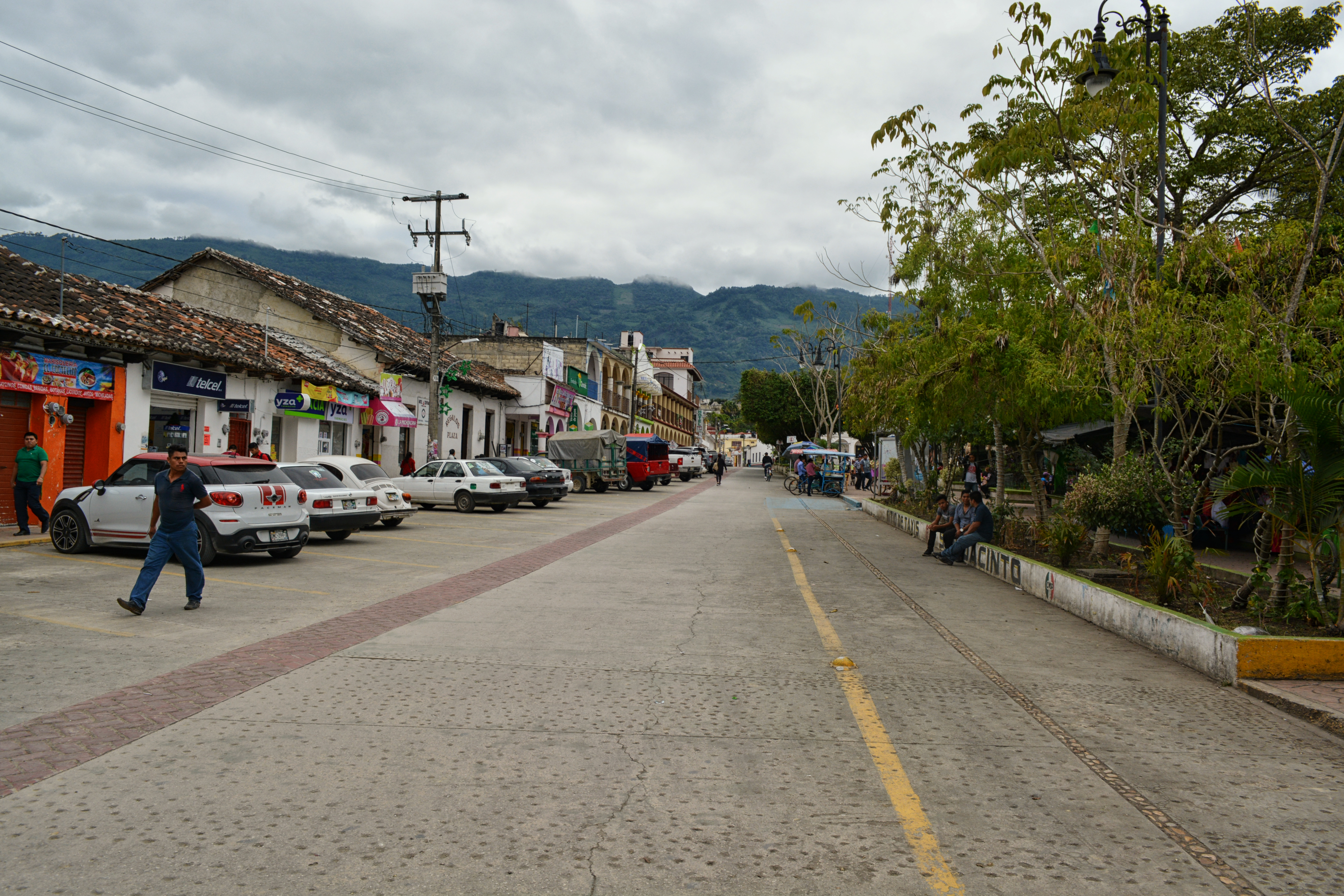
Arquitectura tradicional en Ocosingo, Chiapas.
Viviendas con un toque tropical inglés en Mineral del Monte, Hidalgo.
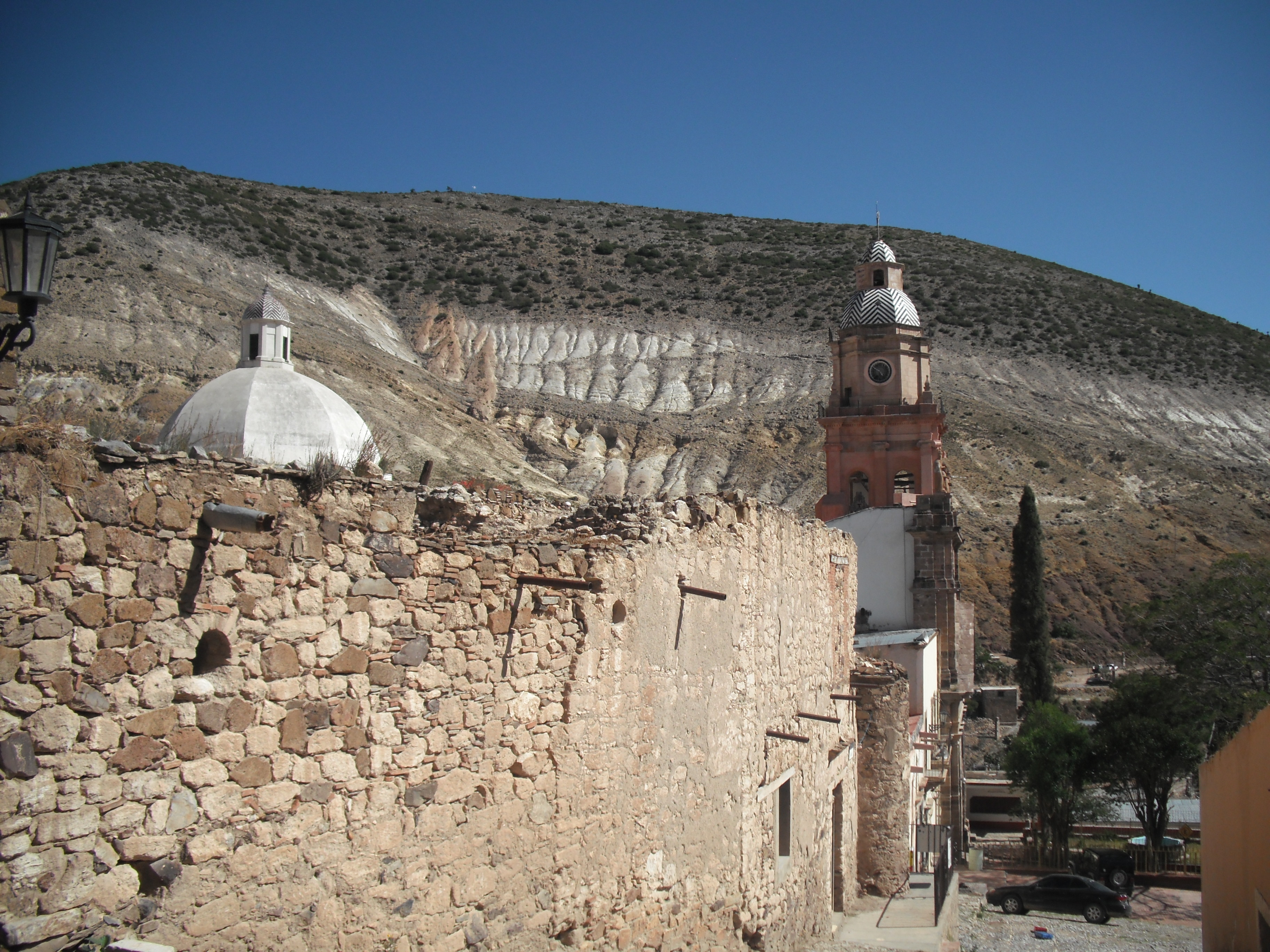
Arquitectura de piedra, San Luís Potosí.
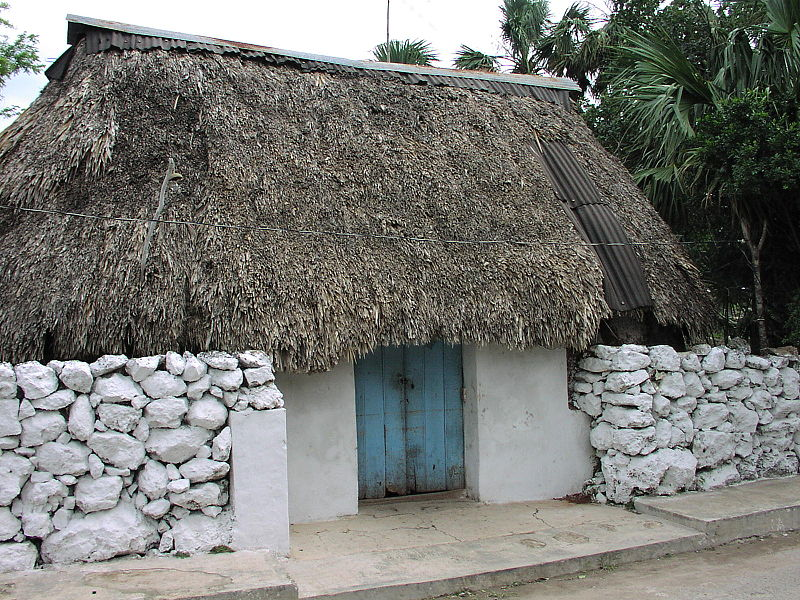
Vivivenda maya en Yucatán.
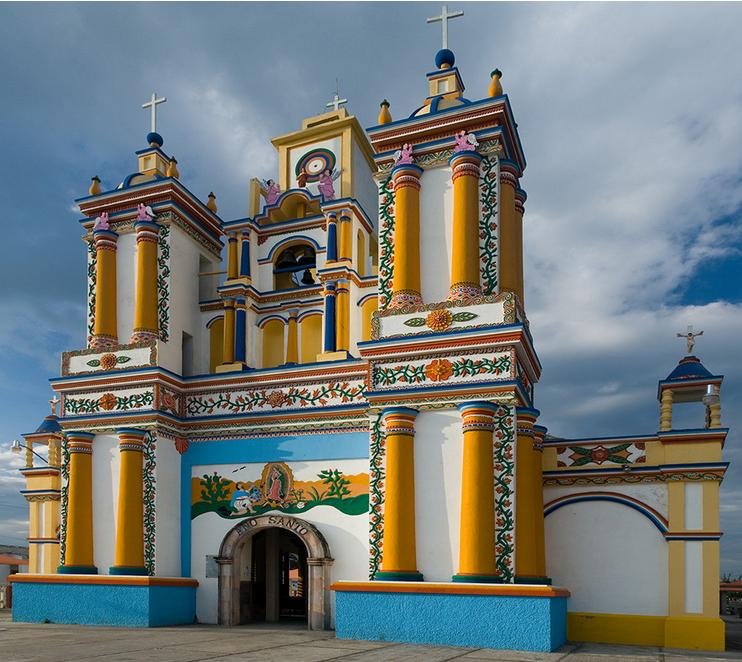
Iglesia en Tabasco.
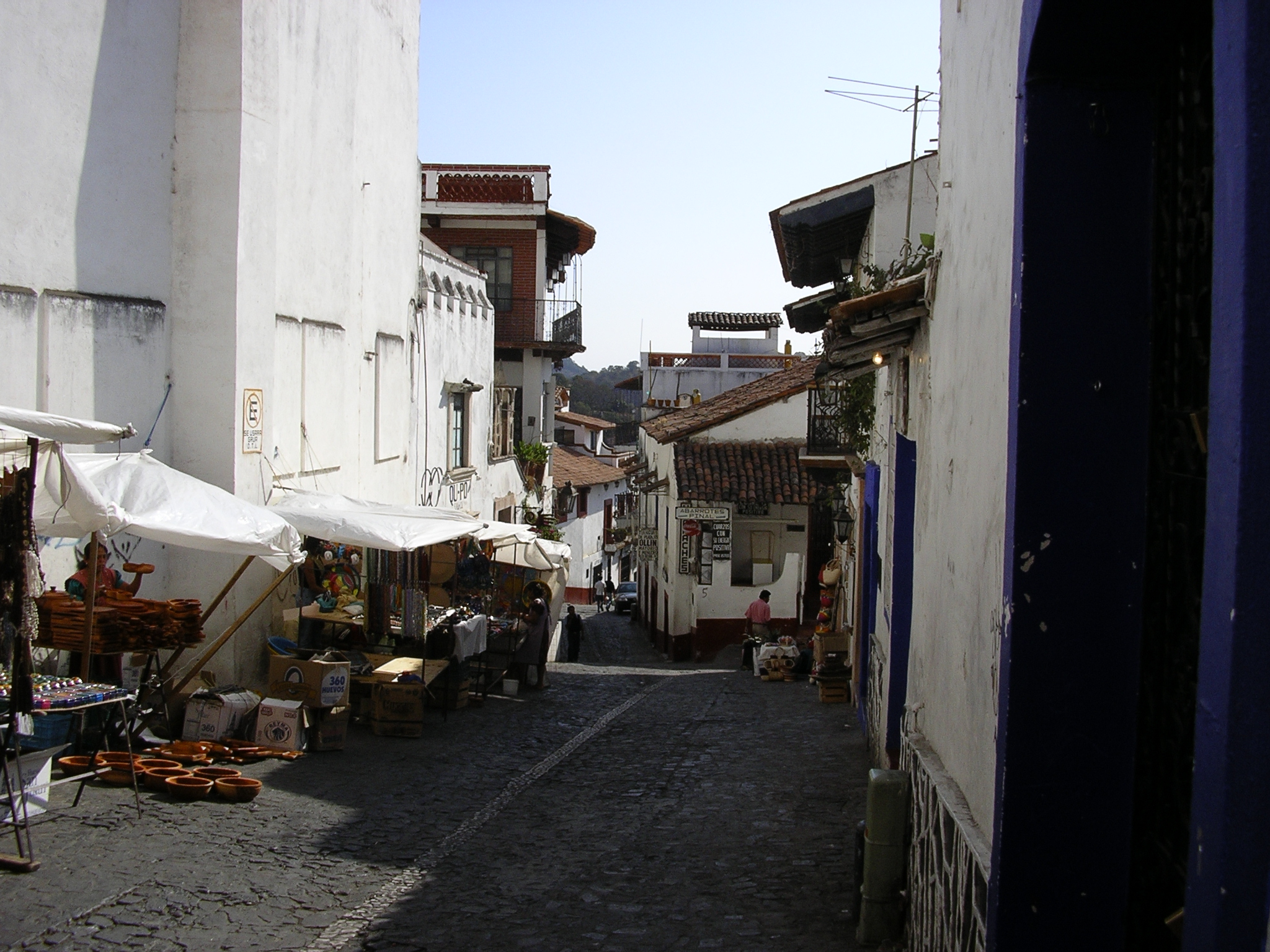
Viviendas de Taxco de Alarcón, Guerrero.
Viviendas virreinales de Villa del Carbón, México.